# Montrésor
Vous lisez un « article de qualité » labellisé en 2015.
Montrésor (prononcé [mɔ̃tʁezɔʁ] ) est une commune française du département d'Indre-et-Loire en région Centre-Val de Loire.
Son histoire se confond en grande partie avec celle de son château, construit au début du XIe siècle à l'extrémité d'un éperon rocheux surplombant la vallée de l'Indrois et plusieurs fois rebâti ou remanié depuis. C'est à ses pieds que s'est édifié le bourg, d'abord simple lieu-dit de la commune voisine de Beaumont-Village, érigé en paroisse en 1700 seulement, autour de la collégiale Saint-Jean-Baptiste, et devenu commune à la Révolution française.
Parmi les seigneurs et châtelains successifs de Montrésor, trois personnalités émergent. Foulques III d'Anjou, dit Foulques Nerra, comte d'Anjou, ordonne la construction du premier donjon sur le site dans la première moitié du XIe siècle. Imbert de Batarnay, vers la fin du XVe siècle et le début du XVIe siècle, originaire du Dauphiné, conseiller de quatre rois de France, est l'artisan du renouveau monumental de Montrésor où il introduit l'architecture Renaissance (château et collégiale). Claude de Bourdeille, comte de Montrésor, qui complota contre Richelieu, qui vécut avec Marie de Guise (1615-1688), descendante des Batarnay et Joyeuse inhumés dans la collégiale de Montrésor.
Xavier Branicki, exilé polonais, arrivé à Montrésor en 1849, homme d'affaires et écrivain, est un mécène pour sa commune dont il est maire pendant 10 ans ; sa famille habite toujours le château.
La faible superficie du territoire communal (98 hectares en 2015 mais seulement 21 en 1830), qui en fait la plus petite commune du département, ne laisse pas de place à un secteur agricole développé. L'absence de voies de communications importantes traversant la commune n'est pas un facteur favorable à l'implantation d'industries ou d'entreprises de grande dimension ; l'industrie drapière de Montrésor s'est éteinte au XIXe siècle. Depuis plusieurs décennies, la commune a donc choisi d'axer son développement économique sur le tourisme, aidée en cela par la richesse de son patrimoine bâti (cinq monuments historiques), son cadre naturel et ses figures historiques. Cette politique semble avoir enrayé la chute démographique observée depuis le début du XXe siècle et la population montrésorienne, bien que vieillissante, paraît stabilisée autour de 350 habitants depuis une vingtaine d'années.

## Géographie

### Localisation et communes limitrophes
Montrésor, commune du canton de Loches, est située dans le sud-est de la Touraine à environ 47 km au sud-est de Tours, préfecture du département d'Indre-et-Loire, à 16 km de Loches, sous-préfecture et chef-lieu du canton de Loches et à 27,7 km à l'ouest de Valençay. Montrésor, limitrophe de trois autres communes mais largement enclavée dans le territoire de Beaumont-Village, fait partie du bassin de vie de Loches.

### Communes limitrophes
|                      |                    | Beaumont-Village |
| Chemillé-sur-Indrois | Montrésor          |                  |
|                      | Villeloin-Coulangé |                  |

### Géologie et relief

Carte géologique simplifiée de Montrésor.
Château et limites communales
Argiles à silex cénozoïques (AS)
Éboulis de pente (Eb)
Alluvions fluviatiles (All)

La faible superficie du territoire de la commune ne laisse pas de place à une grande diversité géologique. La vallée de l'Indrois est constituée d'alluvions fluviatiles (Quaternaire récent) qui représentent environ 35 % de la surface du territoire communal. Ces sols, fréquemment hydromorphes, présentent également une nappe phréatique sous-fluviale. Au nord et à l'est, affleurent les argiles à silex du plateau de Beaumont-Village, issues de la dégradation, au cours du Ludien de strates plus anciennes (Turonien et Sénonien), qui entrent pour 11 % dans la surface communale et représentent la formation typique de la  Gâtine de Loches et de Montrésor. Les 54 % restants sont constitués par les éboulis de pente et des dépôts limoneux ou caillouteux, aux flancs de la vallée de l'Indrois. Ces différentes strates recouvrent un socle de tuffeau jaune du Turonien qui, mis à nu sur les pentes abruptes des coteaux dans la concavité d'un méandre de l'Indrois, sert notamment d'assise au château de Montrésor ; plusieurs habitations du village disposent d'ailleurs de caves creusées dans cette roche, ou sont elles-mêmes partiellement troglodytiques. On retrouve localement, près du sommet de cette strate, les nucléus également utilisés dans l'industrie néolithique pressignienne pour le débitage des lames ensuite travaillées.

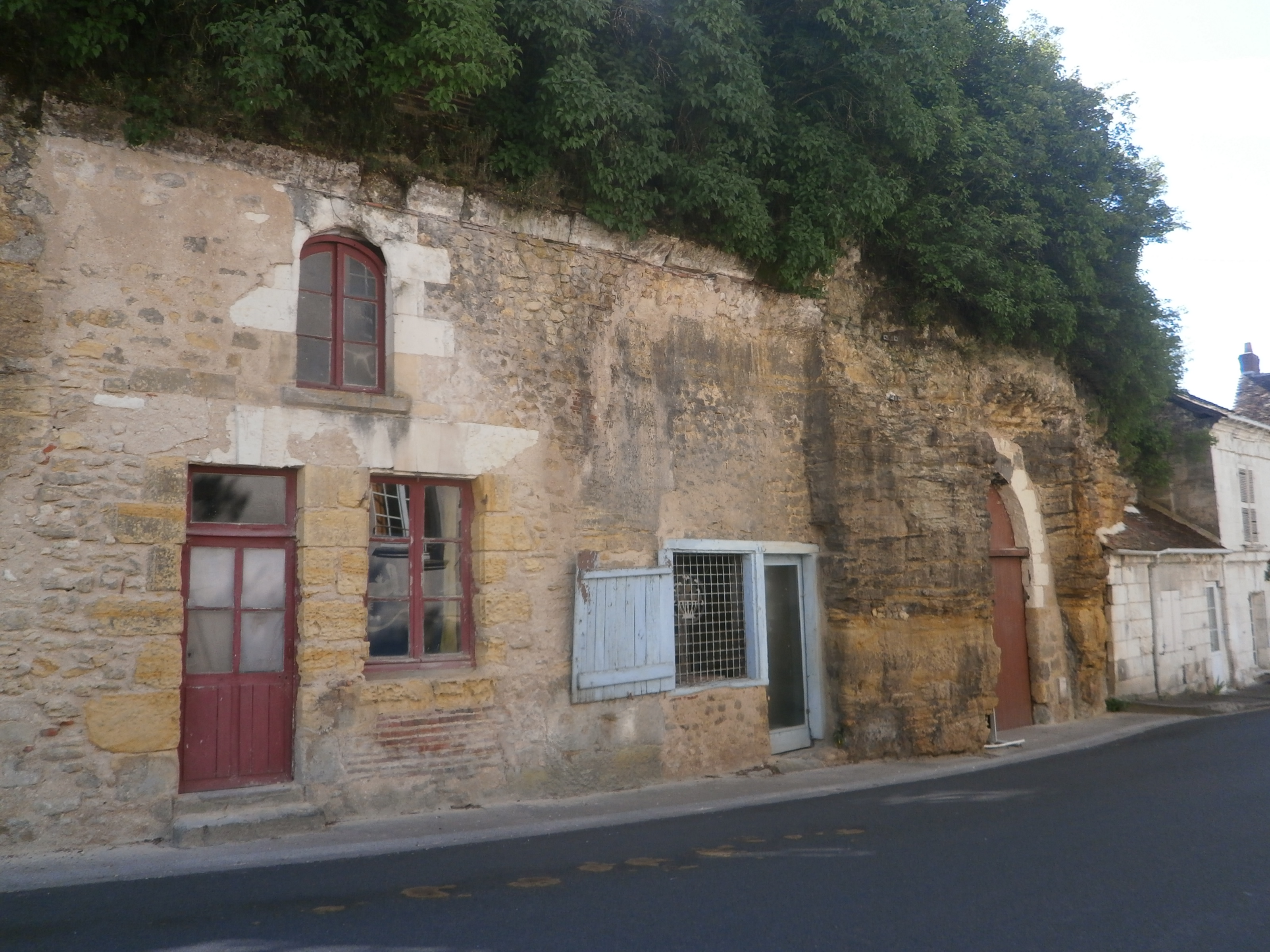
Des caves creusées dans le tuffeau jaune.

L'altitude du territoire communal varie de 87 mètres dans la vallée de l'Indrois, en limite communale de Chemillé-sur-Indrois, à 121 mètres sur le plateau qui rejoint, au nord, Beaumont-Village. Dans le bourg de Montrésor lui-même, sur la rive droite de l'Indrois, les dénivelés sont importants (de l'ordre de 15 mètres) et la pente du coteau a été artificiellement accentuée au pied du château pour faciliter sa mise en défense.
Avec ses 98 ha, Montrésor est la plus petite commune d'Indre-et-Loire ; sa superficie est quinze fois inférieure à la moyenne d'une commune de France métropolitaine (1 510,2 hectares),.

### Hydrographie et hydrologie

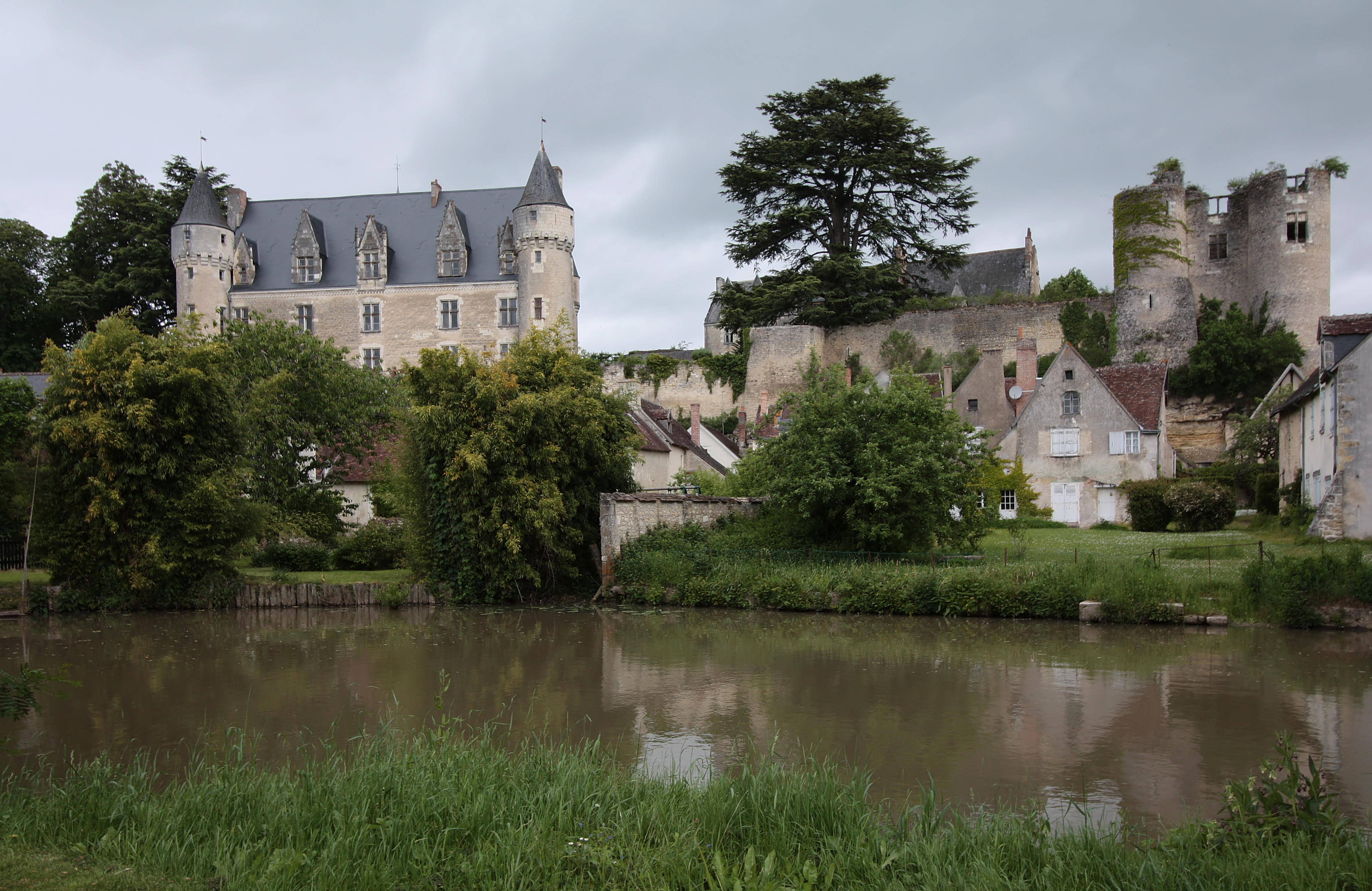
L'Indrois au pied du château de Montrésor, en mai 2009.

Le territoire communal est arrosé, du sud à l'ouest, par la rivière Indrois qui décrit un vaste méandre dans la concavité de laquelle est construit le bourg ; à ce niveau, deux bras bien distincts se dessinent pour se rejoindre sur le territoire de Chemillé-sur-Indrois, en aval. Un affluent de la rive droite de l'Indrois, la Rouère (prononcé /ʁwaʁ/), d'une longueur d'environ 3,5  km, prend sa source à l'est sur le territoire de la commune de Villeloin-Coulangé. Ce ruisseau intermittent et principalement alimenté par des eaux de ruissellement se perd à l'approche de son confluent, au niveau du bourg, dans un réseau de cavités du calcaire turonien — l'un des rares exemples de réseau hydrogéologique karstique en Touraine — par lesquelles il rejoint l'Indrois, via une résurgence située à quelques dizaines de mètres de leur confluent. Ses eaux n'empruntent leur ancien lit en surface que lorsque le réseau souterrain est saturé après des pluies importantes, provoquant ainsi de fortes crues potentiellement dévastatrices.
Le module de l'Indrois, rivière moyennement abondante, observé à Genillé depuis 1977, est de 2,22 m3/s, calculé sur 38 ans, mais les fluctuations saisonnières sont très marquées. Les hautes eaux, se déroulant en hiver avec un débit mensuel moyen situé entre 3,44 et 4,65 m3/s de janvier à mars inclus, connaissent un maximum en janvier. Dès fin mars, le débit chute progressivement jusqu'aux basses eaux d'été, au moment desquelles le débit moyen mensuel peut alors descendre jusqu'à 0,56 m3/s au mois d'août. Des variations brutales de régime à l'occasion de crues, peuvent être observées, comme le 12 mai 1985 avec un débit instantané de 203 m3/s alors que le débit moyen, pour cette même journée, était de 108 m3/s. Ces observations sont faites à Genillé, en aval de Montrésor, alors que la rivière a reçu le tribut de plusieurs affluents supplémentaires, dont l'Olivet sur sa rive droite.
Deux zones humides ont été répertoriées sur la commune par la direction départementale des territoires (DDT) et le conseil départemental d'Indre-et-Loire : « la vallée de l'Indrois de Montrésor à la Bergerie » et « la vallée de l'Indrois du Ruisseau de Roche à Montrésor »,.

### Paysages naturels

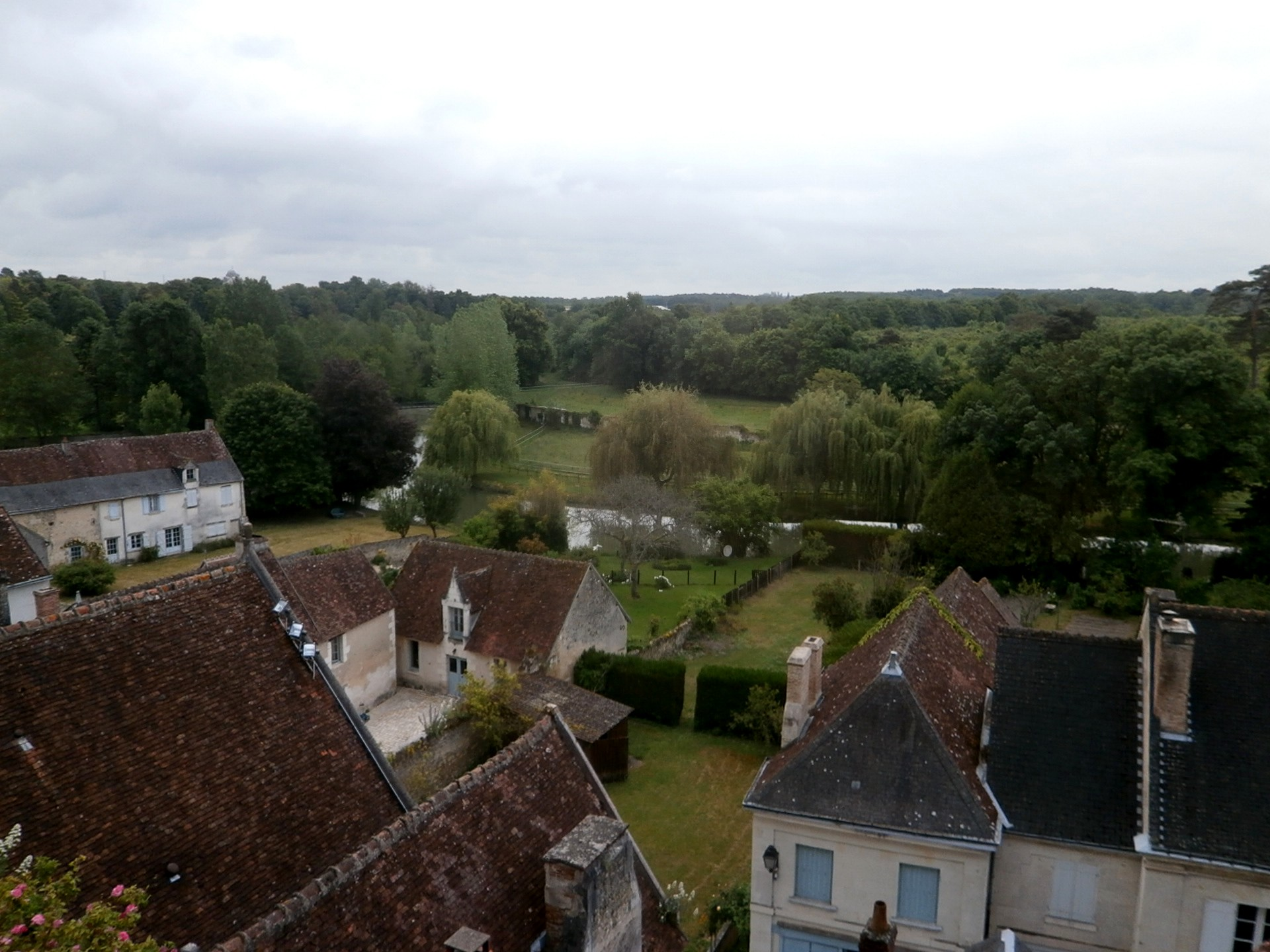
La vallée de l'Indrois depuis les hauteurs de Montrésor.

Le territoire de Montrésor se trouve dans la Gâtine de Loches et de Montrésor dans le sud-est de la Touraine. Cette micro-région naturelle se caractérise par un paysage de bocages où les champs d'assez grande dimension voisinent toutefois avec des haies ou des boqueteaux, sur des sols à dominante argilo-siliceuse et présentant une tendance à l'hydromorphie temporaire ; les grandes cultures (céréales) y prennent place. Ce paysage n'est cependant rencontré, à Montrésor, que dans l'est et le sud-ouest du territoire, sur le plateau.
Sur les pentes qui occupent la moitié du territoire communal, les grandes cultures côtoient des prés et des bois de petite dimension ; c'est là que furent autrefois cultivés la vigne puis, dans la seconde moitié du XXe siècle, les vergers.
Le tiers nord est urbanisé et une grande frange centrale est occupée par la vallée de l'Indrois et ses prairies naturelles facilement inondables entrecoupées de peupleraies.

### Climat
Pour des articles plus généraux, voir Climat du Centre-Val de Loire et Climat d'Indre-et-Loire.
En 2010, le climat de la commune est de type climat océanique dégradé des plaines du Centre et du Nord, selon une étude du CNRS s'appuyant sur une série de données couvrant la période 1971-2000. En 2020, Météo-France publie une typologie des climats de la France métropolitaine dans laquelle la commune est exposée à un climat océanique altéré et est dans une zone de transition entre les régions climatiques « Moyenne vallée de la Loire » et « Centre et contreforts nord du Massif Central ».
Pour la période 1971-2000, la température annuelle moyenne est de 11,2 °C, avec une amplitude thermique annuelle de 15,3 °C. Le cumul annuel moyen de précipitations est de 730 mm, avec 11,4 jours de précipitations en janvier et 7 jours en juillet. Pour la période 1991-2020, la température moyenne annuelle observée sur la station météorologique de Météo-France la plus proche, sur la commune de Perrusson à 15 km à vol d'oiseau, est de 12,3 °C et le cumul annuel moyen de précipitations est de 730,3 mm,. Pour l'avenir, les paramètres climatiques de la commune estimés pour 2050 selon différents scénarios d'émission de gaz à effet de serre sont consultables sur un site dédié publié par Météo-France en novembre 2022.

### Voies de communication et transports

#### Liaisons aériennes
Il faut un peu plus d'une heure de trajet routier pour rejoindre, à partir de Montrésor, l'aéroport de Tours Val de Loire (code IATA : TUF • code OACI : LFOT) qui propose en 2015 des dessertes régulières à destination de Figari, Marseille, Dublin, Londres-Stansted, Marrakech et Porto. D'autres dessertes, saisonnières ou occasionnelles, sont par ailleurs assurées.

#### Infrastructures routières

Réseau routier de Montrésor.
Limites communales
Secteur urbanisé

Aucune route à grande circulation ne traverse le territoire de Montrésor. La voie la plus importante est la D 760 qui, venue de Loches, traverse le bourg de Montrésor puis continue vers l'est et le département de l'Indre où, sous le nom de D 960, elle rejoint Valençay ; il s'agit de l'ancienne N 760 désormais déclassée. La D 10, qui depuis Azay-sur-Indre suivait le cours aval de l'Indrois, aboutit au bourg de Montrésor. Enfin, la D 11, au nord, suit le cours de l'Olivet entre Montrésor et Orbigny. Les accès à des axes importants se trouvent à 32 km (Bléré, pour l'autoroute A 85 Angers-Tours-Vierzon), 17 km (Loches, pour la D 943 Tours-Châteauroux) ou 32 km (Valençay, pour la D 956 Blois-Châteauroux).

#### Transport en commun
Entre 1889 et 1949, Montrésor était reliée à Ligueil via Loches, sur la ligne de chemin de fer à voie métrique concédée à la compagnie de chemins de fer départementaux (CFD), pour son réseau du sud de l'Indre-et-Loire. Depuis la fermeture de cette ligne le 31 décembre 1949, la commune n’est plus desservie par le rail. Pour bénéficier d'un réseau de transport en commun, les habitants doivent se rendre à Genillé (un quart d'heure de trajet automobile), commune desservie par la ligne TC du réseau Touraine Fil vert, le réseau interurbain de transport par autocar du conseil départemental d'Indre-et-Loire. Cette ligne, qui relie Genillé à Descartes, propose un nombre de dessertes variable en fonction des jours ouvrables de la semaine ; en 2015, et depuis quelques années, elle n'est pas en service le week-end. Elle passe par Loches où elle offre une correspondance avec le réseau TER Centre-Val de Loire (desserte par train ou autocars selon les horaires).

## Urbanisme

### Typologie
Au 1er janvier 2024, Montrésor est catégorisée commune rurale à habitat dispersé, selon la nouvelle grille communale de densité à sept niveaux définie par l'Insee en 2022.
Elle est située hors unité urbaine et hors attraction des villes,.

### Occupation des sols
L'occupation des sols de la commune, telle qu'elle ressort de la base de données européenne d’occupation biophysique des sols Corine Land Cover (CLC), est marquée par l'importance des territoires agricoles (48,9 % en 2018), en diminution par rapport à 1990 (54,3 %). La répartition détaillée en 2018 est la suivante : 
zones agricoles hétérogènes (41,4 %), zones urbanisées (29 %), forêts (22,1 %), prairies (4,7 %), terres arables (2,9 %). L'évolution de l’occupation des sols de la commune et de ses infrastructures peut être observée sur les différentes représentations cartographiques du territoire : la carte de Cassini (XVIIIe siècle), la carte d'état-major (1820-1866) et les cartes ou photos aériennes de l'IGN pour la période actuelle (1950 à aujourd'hui).

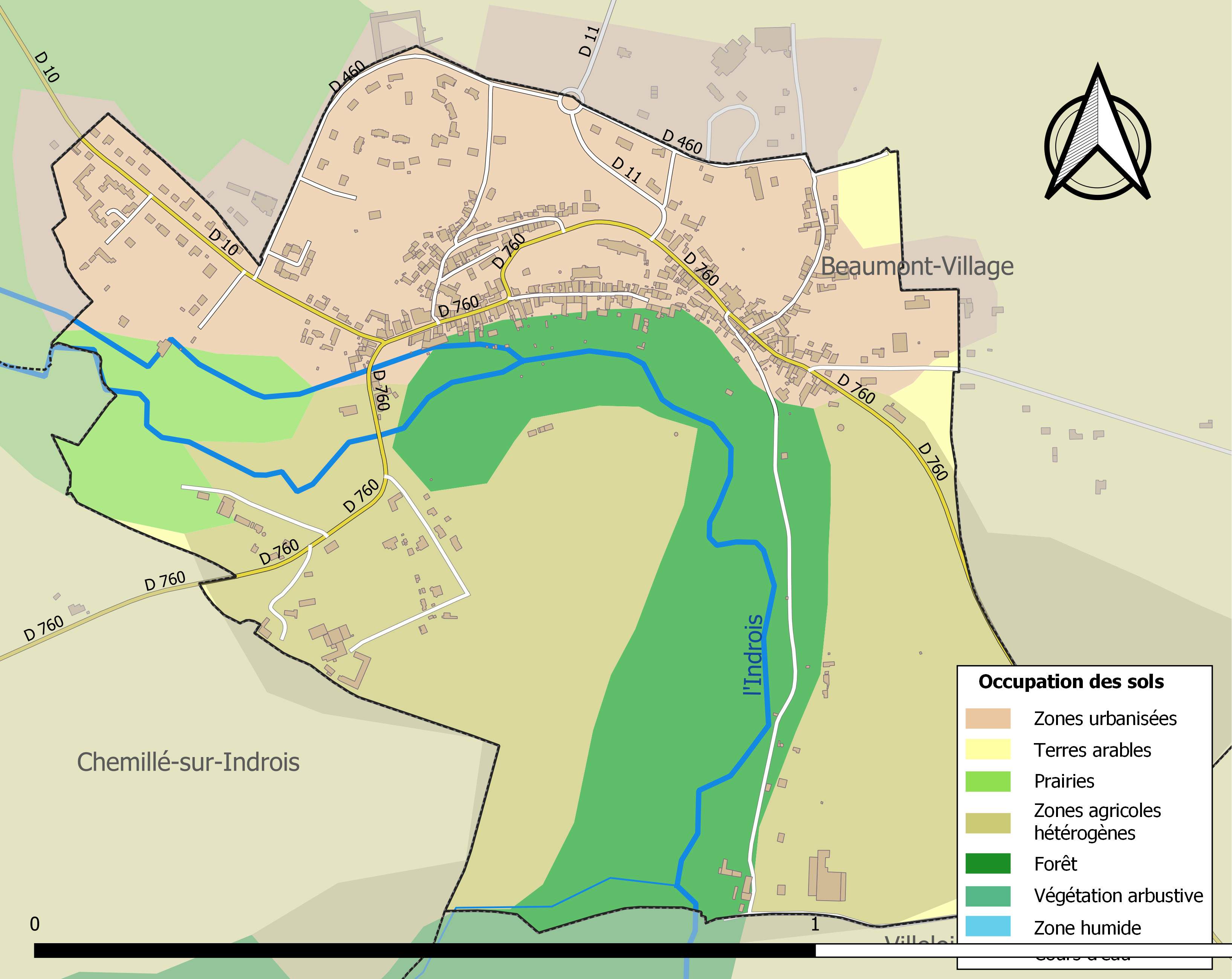
Carte des infrastructures et de l'occupation des sols de la commune en 2018 (CLC).

### Morphologie urbaine
- Montrésor en 1832[Adil 1]

Évolution des limites territoriales de Montrésor.
Montrésor en 1832
Montrésor en 2015
Emplacement du château

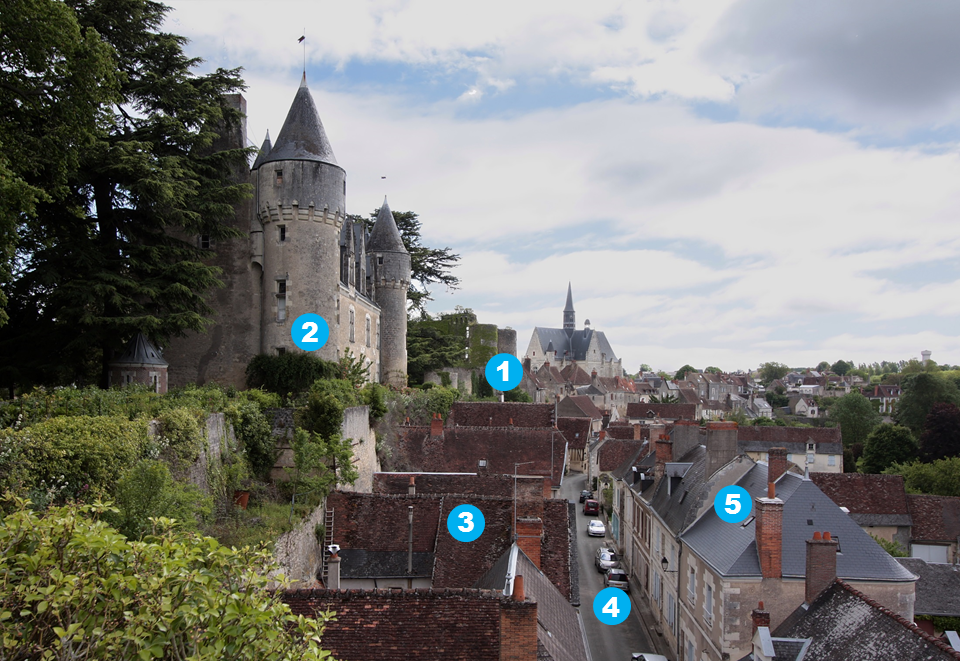
Disposition des maisons de Montrésor.
(1) Forteresse médiévale du XIVe siècle.
(2) Logis Renaissance du XVIe siècle.
(3) Maisons anciennes.
(4) Rue Xavier-Branicki.
(5) Maisons plus récentes.

L'image Disposition des maisons de Montrésor montre l'orientation bien particulière des bâtiments (les chiffres entre parenthèses se rapportent aux repères de cette image). La partie la plus ancienne du village s'est construite au flanc du coteau, en contrebas, sous la protection des châteaux successifs, forteresse médiévale (1) puis logis Renaissance (2), en suivant l'arc de cercle dessiné par le méandre de l'Indrois. S'il est possible qu'au Moyen Âge une enceinte, distincte de celle du château, ait protégé ce bourg, aucune preuve formelle ne peut en être apportée. Les premières maisons édifiées (3) sont construites perpendiculairement au coteau, profitent de la chaleur de la pierre et sont souvent pourvues de caves creusées dans ce coteau. De l'autre côté de la rue Xavier-Branicki (4), les maisons plus récentes (5) sont parallèles au coteau, leurs façades principales orientées au sud donnant sur des jardins descendant jusqu'à la rivière.
Les noyaux urbains les plus anciens se trouvent au pied du château et autour de la collégiale ; l'extension du village s'est faite dans un premier temps au nord-ouest du château (la Grande Métairie), sur le coteau puis, dans un second temps, sous forme d'un lotissement plus éloigné du centre sur le rebord du plateau, le long de la vallée de l'Indrois (les Aubrées).
Montrésor, dont la superficie communale n'était que de 21 hectares en 1831, a vu son territoire s'agrandir par décisions administratives ou achats successifs aux dépens des communes voisines de Beaumont-Village, Chemillé-sur-Indrois et Coulangé, cette dernière ayant fusionné avec Villeloin en 1831. Les extensions du bâti se sont faites, principalement sous forme de lotissements, sur ces terrains récupérés. C'est ainsi que le lotissement des Aubrées, de part et d'autre de la route de Chemillé-sur-Indrois, s'est construit sur 6 hectares rachetés à Beaumont-Village en juin 1970.
À quelques exceptions près, les habitations de Montrésor se trouvent concentrées dans le tiers septentrional du territoire communal, sur la rive droite de l'Indrois, et les lieux-dits et écarts, principalement localisés dans le sud du territoire communal, sont rares. En raison de la présence des nombreux bâtiments classés ou inscrits au titre des monuments historiques et de l'exiguïté du territoire communal, tout le village, ou presque, est soumis aux règles de protection applicables dans un rayon de 500 m autour d'un monument historique : toute intervention sur le bâti est subordonnée à l'autorisation préalable du Service territorial de l'architecture et du patrimoine (STAP). Cette contrainte ne s'applique toutefois pas aux constructions (lotissements) récentes, plus excentrées. Montrésor ne disposant d'aucun document d'urbanisme fixant les règles en la matière — ni plan local d'urbanisme (PLU) au niveau communal, ni schéma de cohérence territoriale (SCOT) à l'échelon intercommunal —, l'avis du STAP est la seule contrainte imposée aux aménagements du bâti existant et aux constructions nouvelles sur le territoire montrésorien. Une charte architecturale et paysagère est toutefois en cours d'élaboration au travers d'une convention entre la commune et le conseil d'architecture, d'urbanisme et d'environnement (CAUE) d'Indre et-Loire.

### Logement
Le tableau ci-dessous présente une comparaison de quelques indicateurs chiffrés du logement pour Montrésor et l'ensemble de l'Indre-et-Loire en 2012, :
|                                                        | Montrésor | Indre-et-Loire |
| ------------------------------------------------------ | --------- | -------------- |
| Part des résidences principales (en %)                 | 61,6      | 88,2           |
| Part des logements vacants (en %)                      | 17,1      | 7,4            |
| Part des ménages propriétaires de leur logement (en %) | 58,2      | 58,9           |

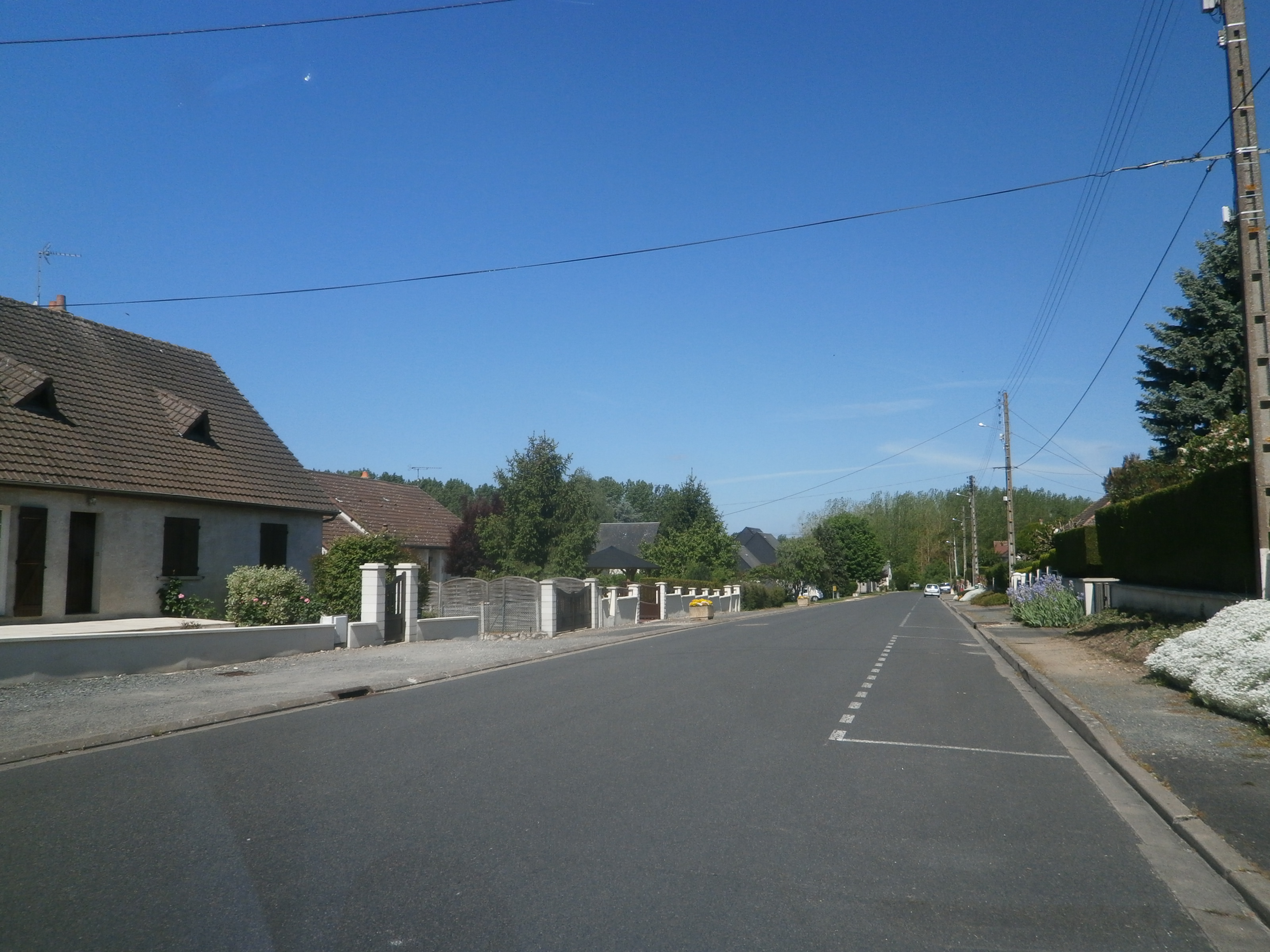
Lotissement des Aubrées.

L'importance des résidences secondaires ou occasionnelles est une caractéristique marquante de l'habitat à Montrésor. Ces résidences représentent en effet 21,3 % des habitations (près d'une habitation sur quatre), sans commune mesure avec la moyenne de l'Indre-et-Loire qui s'établit à 4,4 % ; en contrepartie, la part des résidences principales se trouve fortement réduite,. Le nombre et le pourcentage de résidences secondaires dans le parc immobilier de Montrésor ont d'ailleurs fortement augmenté, passant de 19 en 1968 (8,8 % du parc immobilier) à 65 (21,3 % du parc) en 2012 alors que, sur la même période, le nombre de résidences principales est resté globalement stable.
La majorité des ménages (58,2 %) sont propriétaires de leur habitation, valeur presque identique à la moyenne départementale et en baisse d'un point en 6 ans ; le logement locatif représente 34,2 % des résidences principales. En 2012, un ménage sur cinq réside dans la commune depuis plus de 30 ans. Entre 1991 et 2009, 31 résidences principales ont été construites (en très grande majorité des maisons individuelles), représentant 18,1 % du parc ; entre 1945 et 1991, le nombre de constructions nouvelles était de 63. Le parc des résidences principales a plus que doublé depuis la Seconde Guerre mondiale. Le taux de logements vacants, très largement supérieur à la moyenne départementale en 2012, progresse de 4 points depuis 2007 (l'augmentation de ce même taux, au niveau départemental, n'est que de 1,3 point sur la même période),.

### Aménagements récents et en projet
Une maison sociale, partiellement destinée à l'installation d'une association d'aide aux particuliers (service à domicile) mais accueillant également les permanences sociales a été ouverte en 2014 dans une ancienne habitation réhabilitée.
Déjà engagé depuis plusieurs années, l'effacement des réseaux électrique et téléphonique, progressivement enfouis rue par rue, se poursuit en 2014 et 2015.
Des aménagements urbains à proximité du château (parking paysager, réduction de la vitesse de circulation), la création d'une zone de stationnement, une zone d'accueil pour des randonnées équestres ainsi que l'aménagement piétonnier des berges de l'Indrois (avec le soutien financier du conseil départemental d'Indre-et-Loire) font partie des projets identifiés par le conseil municipal de Montrésor lors de sa réunion du 16 janvier 2015.
Un terrain multisports pourrait être aménagé à proximité du collège. Cette réflexion est menée dans le cadre du conseil de la communauté de communes de Montrésor, conformément aux dispositions du contrat départemental de développement solidaire pour l'année 2015.

### Risques naturels majeurs

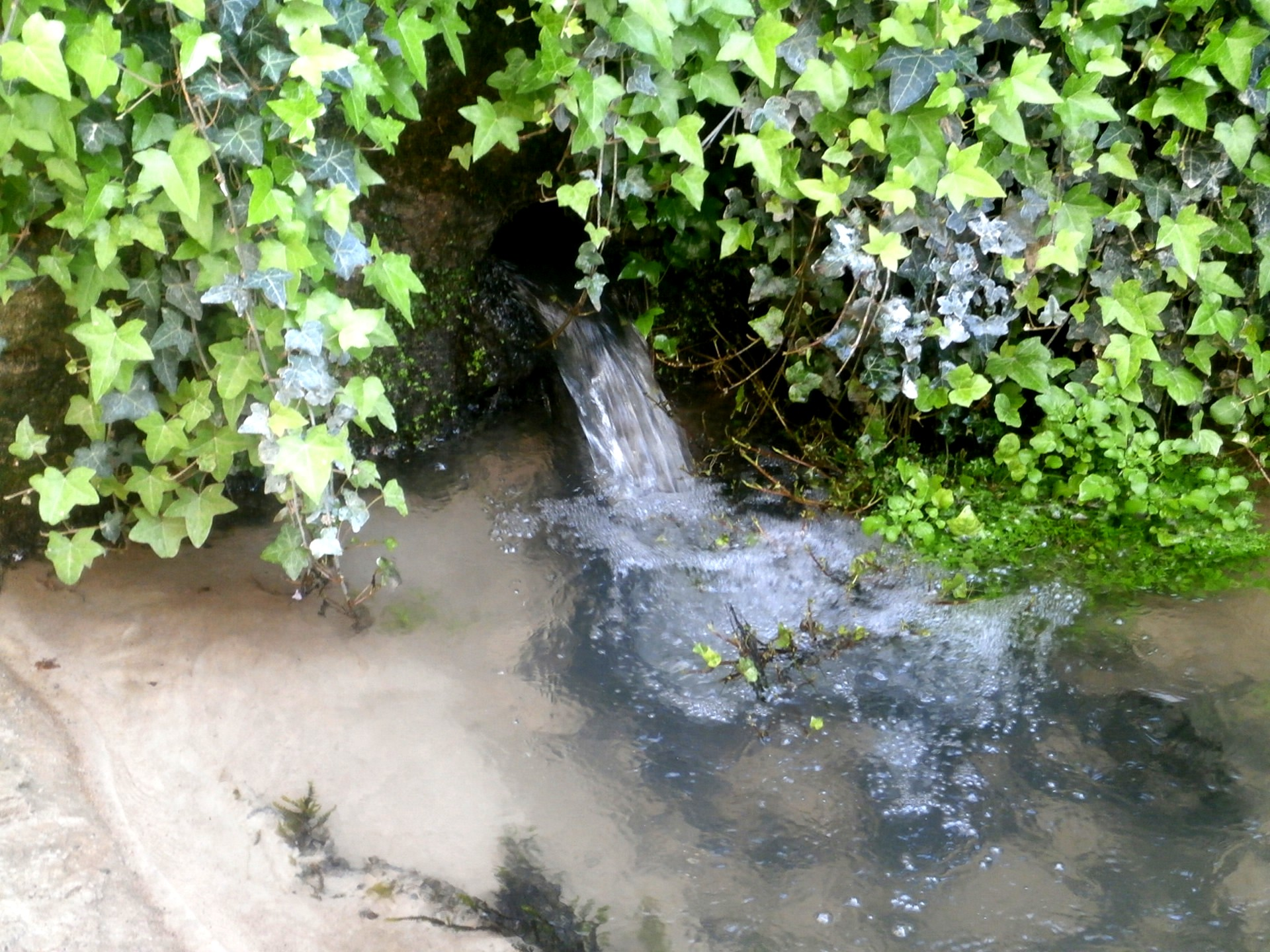
Résurgence de la Rouère au pied du château, peu avant sa confluence avec l'Indrois.

Le régime potentiellement torrentiel de l'Indrois, mais aussi de la Rouère dont les eaux proviennent de ruissellements sur son bassin versant, ont été à l'origine de la reconnaissance de trois épisodes de crues et de mouvement de terrain comme catastrophes naturelles dans les 30 dernières années, en 1985, 1999 et 2011,.
La nature argilo-siliceuse des sols du plateau l'expose, après des périodes de sécheresse prolongée, à des phases de retrait et de gonflement des argiles pouvant fragiliser les fondations des bâtiments. Tout le plateau de Montrésor, de chaque côté de la rivière, est soumis à un aléa moyen face à ce risque, selon l'échelle définie par le Bureau de recherches géologiques et minières (BRGM), alors que les vallées et leurs pentes de raccordement au plateau ne sont pas concernées (aléa « faible » ou « a priori nul »). Cette situation a justifié la prise d'un arrêté de reconnaissance de catastrophe naturelle pour des dégâts potentiels survenus en 2011.
Montrésor se trouve en zone de sismicité faible de niveau 2 sur une échelle de 1 à 5 ; le risque sismique en Indre-et-Loire augmente de très faible (niveau 1) au nord-est du département à modéré (niveau 3) au sud-ouest, où les tremblements de terre les plus significatifs de ces derniers siècles se sont produits ; les chroniques mentionnent plusieurs séismes notables en Touraine dont l'un, survenu le 14 septembre 1866, « [...] d’une intensité de V à VI ébranla une grande partie de la Touraine et fit se détacher des pierres du château de Montrésor ».

## Toponymie et hydronymie
Une légende pittoresque veut que le jeune roi Gontran, fils de Clotaire Ier, s'endorme au bord d'un ruisseau sur les genoux de son écuyer, lequel rêve d'une princesse que sa condition et sa pauvreté lui interdisent malheureusement d'épouser. L'écuyer voit alors un petit lézard s'engouffrer dans une anfractuosité du rocher puis en ressortir, tout poudré d'or. Le roi, averti, s'empresse de faire fouiller le rocher, y trouve un souterrain qui conduit à une montagne d'or. Avec cet or, Gontran fait construire un château sur le « mont du trésor », le château de Montrésor, l'écuyer devient le seigneur du château et peut donc épouser la princesse. Une autre hypothèse fait dériver le nom de Montrésor de Mont tréhourt (« le mont entouré de trois enceintes »). Bien que moins fantastique que la précédente, cette proposition est tout aussi peu crédible, la mention de Montrésor étant bien antérieure à la construction du château féodal fortifié. La réalité historique est que le fief de Montrésor relevait du trésorier du chapitre de la cathédrale de Tours, alors dédiée à saint Maurice d'Agaune, d'où son nom attesté au IXe siècle de « Mons Thesauri » dans la Chronique des Comtes d'Anjou ; le toponyme a évolué jusqu'à sa forme moderne. Dès 1523, la forme Montresor (sans accent sur le « e ») se rencontrait.
| - Le lézard de la légende de Montrésor. - L'enceinte castrale de Montrésor sur la carte de Cassini. |

Les noms de lieux-dits de Montrésor sont peu nombreux. Parmi eux, les Aubrées, désignant l’emplacement du lotissement communal le plus récent, est probablement issu du bas-latin albarus (« peuplier blanc ») ou de sa forme collective *Albaretum. Montigny, désignant un ancien moulin sur l’Indrois, paraît être une évolution de *Montiniacum (« domaine de Montigny »), formé à partir de Montinius, nom de personnage attesté dans l’Antiquité et du suffixe -IACU, introduisant un sens de propriété ; cette explication est plus plausible que *Montiniacus (« lieu de la hauteur »), qui s’applique mal à un moulin en bord de rivière ; une charte de Villeloin datée de 1218 le mentionne sous le nom de Montigneyo. Territoire racheté à Chemillé-sur-Indrois, l'Ouche-à-Coulon vient du mot Olca, toponyme évocateur d'une terre labourée traditionnellement utilisée comme jardin. Quant à Blackford, il s’agit d’une appellation récente — seconde moitié du XIXe siècle —, avec une référence possible mais non expliquée à la ville écossaise du même nom, pour un lieu autrefois nommé le Bout-du-Pont.
C'est Grégoire de Tours qui, le premier, cite la rivière Indre au VIe siècle sous le nom de fluvium Angerem dans La Vie des Pères (chap. XVIII). Ce nom est souvent attribué à une évolution du francique anger (prairie herbeuse) d'après la racine ang- ou angr-. Le nom de l'Indrois apparaît dans un cartulaire de l'abbaye de Cormery en 850 (Andriscus). Il est formé du nom de l'Indre et du suffixe bas-latin d'origine germanique -iscus (ou plutôt -ISCU) servant à dériver des substantifs, essentiellement des noms propres de nationalité et de pays. Sa forme masculine a abouti à -ois, dont l'évolution phonétique en français l'a fait se confondre avec le suffixe issu de -ESI (latin -ensis), c'est-à-dire -ois et -ais en français moderne. Indrois signifie donc « (du pays) de l'Indre ».

## Histoire

### De la Préhistoire à l'Antiquité
Aucune donnée archéologique ou historiographique ne permet de retracer précisément l'histoire du site de Montrésor avant le Moyen Âge, même si des outils néolithiques ont été retrouvés à proximité du cimetière. Toutefois, la présence d'un éperon rocheux, au confluent de l'Indrois et de la Rouère, laisse envisager que ce site stratégique et facile à défendre a pu être précocement utilisé pour contrôler la vallée, comme cela s'est produit pour d'autres situations topographiques analogues. Cette hypothèse est renforcée par les nombreux témoignages d'occupation humaine sur les territoires avoisinants,.

### Moyen Âge

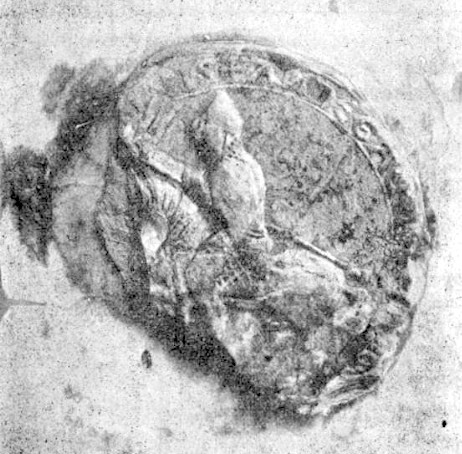
Sceau de Foulques Nerra.

L'histoire de Montrésor commence avec les premières mentions du fief dans les textes. C'est ainsi qu'en 887, un seigneur de Montrésor fait partie de l'escorte qui, dirigée par Ingelger, accompagne les reliques de saint Martin à leur retour d'Auxerre, où elles ont été mises à l'abri des raids normands sur la Touraine. Le nom de ce seigneur est inconnu, mais sa participation à une telle escorte témoigne en tout cas de sa notoriété et de l'importance de son fief. Pour le remercier de cet engagement, les chanoines du chapitre martinien lui font don du fief de Pozay, que certains historiens proposent d’identifier à La Roche-Posay. En 1005, Foulques III d'Anjou dit Foulques Nerra et dont la maison possède de nombreuses terres en Touraine, confie à Roger, dit le Petit-Diable, cité comme seigneur de Montrésor, la garde de la forteresse de Montrichard, qu'il a récemment bâtie, et, pendant la première moitié du XIe siècle, Roger et Lisois d'Amboise, autre fidèle compagnon de Foulques, guerroient dans une grande partie de la Touraine. C'est à Foulques Nerra qu'est également attribuée la construction de la première forteresse de Montrésor, dont il ne reste presque aucun vestige. Toutefois, les contours géographiques de la seigneurie de Montrésor à cette époque restent mal connus.
Montrésor parvient ensuite entre les mains d'Henri II d'Angleterre, également comte d'Anjou, mais la seigneurie est reprise par Philippe Auguste en 1188. Plusieurs seigneurs se succèdent ensuite à Montrésor, appartenant aux familles de Palluau et de Chauvigny. C'est probablement vers cette époque qu'une chapelle, dédiée à Notre-Dame-de-Lorette, est construite à l'ouest du château. La coexistence de puissants propriétaires terriens, seigneurs et abbayes, est souvent source de contentieux, d'autant plus que les abbayes, en raison de l'immunité qui leur est accordée par l'évêque ou par le pape, échappent à la justice du seigneur. C'est pourquoi dès 1267 Geoffroy de Palluau, châtelain de Montrésor, et les religieux de l'abbaye Saint-Sauveur de Villeloin choisissent d'un commun accord les instances chargées de régler leurs éventuels différends. Ce « comité d'arbitrage », en 1283, se prononce d'ailleurs en défaveur de Geoffroy de Palluau, contraint de retirer « les forches et le trépié et la joustice » qu'il avait installés sur une terre appartenant à Villeloin.

Blason de Jean V de Bueil.

C'est à la fin du XIVe siècle que le fief de Montrésor peut être compté au nombre des possessions de la famille de Bueil grâce à Jean IV de Bueil, grand Maître des arbalétriers de France qui entreprend en 1395 la reconstruction du château et l'entoure d'une double courtine défendue par des tours et des portes fortifiées. Les comptes de Jean IV pour l'année 1396-1397 mentionnent « la despense de pain sans vin de 206 charretiers, chacun à deux bœufs, qui ont amené la pierre [utilisée pour la construction du château]. » C'est dire l'importance des travaux engagés. C'est dans ce château qu'en 1433 est emprisonné Georges Ier de La Trémoille, ancien favori de Charles VII tombé en disgrâce auprès du roi et capturé par Jean V de Bueil, successeur de son père Jean IV à la tête de la seigneurie de Montrésor.
En 1464 a lieu un échange entre les religieux de Villeloin et un particulier pour « 10 boisselées de terres situées près le pont de Montrésor », attestant de l'existence de cet ouvrage de franchissement sur l'Indrois, dont la date de construction n'est pas précisée.

### Époque moderne

#### XVIesiècle: la Renaissance

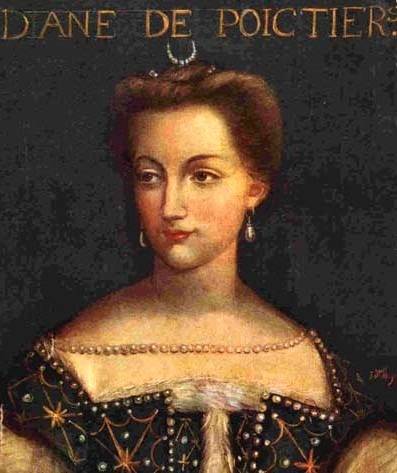
Diane de Poitiers.

Le personnage marquant de la fin du XVe siècle et du premier quart du XVIe siècle pour Montrésor est incontestablement Imbert de Batarnay, à l'origine du renouveau architectural de Montrésor. Différentes orthographes existent pour son prénom (Imbert ou Ymbert) comme pour son patronyme (Batarnay, Bastarnay ou Basternay). Les anciens châtelains, couverts de dettes, ne peuvent s'opposer à la saisie de leurs biens par les créanciers. Imbert de Batarnay, au nombre de ces derniers, fait valoir une forme de droit de préemption et rachète la châtellenie. Un décret paru en 1493 officialise cet achat pour la somme de 6 800 livres tournois. Déjà propriétaire du château-forteresse de Bridoré, la construction d'un nouveau château à Montrésor lui est attribuée, dans la première moitié du XVIe siècle : il veut en faire un logis de plaisance moins austère que Bridoré. C'est également lui qui en 1521 entame la construction de la collégiale de Montrésor — il a dans un premier temps envisagé cette construction à Bridoré — et la dote « d'un collège de cinq chanoines prébendés tenus d'y chanter quotidiennement à notes une grande messe et les heures canoniales, avec deux jeunes enfants instruits à lire et à chanter » ; le nombre des chanoines sera rapidement porté à douze. Imbert souhaite faire de cette collégiale la sépulture de sa famille, mais il ne voit pas la fin des travaux car il meurt en 1523 et est inhumé dans le chœur de l'église en construction dont l'achèvement n'intervient qu'en 1541. Isabeau de Savoie, sa belle-fille, autorise en 1683 l'inhumation des habitants de Montrésor dans l'église collégiale, « à condition que le revenu qui en proviendra sera employé aux réparations de ladite église ». Imbert de Batarnay est le grand-père maternel de Diane de Poitiers.
La Renaissance se manifeste dans la vie courante comme dans l'architecture : dès le 4 octobre 1494, sur autorisation de l'abbé de Villeloin, une école est ouverte à Montrésor. Avec François Ier — premier roi de France de la branche des Valois-Angoulême — et ses successeurs toutefois, la monarchie s'éloigne de la vallée de la Loire ; l'impact est direct sur Montrésor, que ses châtelains, comme Anne de Joyeuse, mignon d'Henri III et arrière-arrière-petit-fils d'Imbert de Batarnay, négligent.

#### XVIIeetXVIIIesiècles
Au XVIIe siècle la seigneurie de Montrésor passe de main en main et de maison en maison, étant même la propriété, pendant quelques années vers 1675, de Philippe d'Orléans, frère de Louis XIV. Nouveau motif de discorde entre châtelains et religieux, Michel de Marolles, abbé de Villeloin, prononce en 1627 l'exemption de dîme pour la chapelle castrale et ses héritages, relevant du patronage de Vilelloin ; il confirme ainsi une décision de l'un de ses prédécesseurs vers 1585.
Claude de Bourdeille, vers 1640, prend le titre de comte de Montrésor, tout comme ses successeurs, mais l'érection de la châtellenie en comté semble très discutable. C'est au XVIIe siècle qu'est construit, à proximité de la collégiale, un Hôtel-Dieu muni de trois pièces, l'une pour les hommes, l'autre pour les femmes et la dernière réservée au personnel soignant.

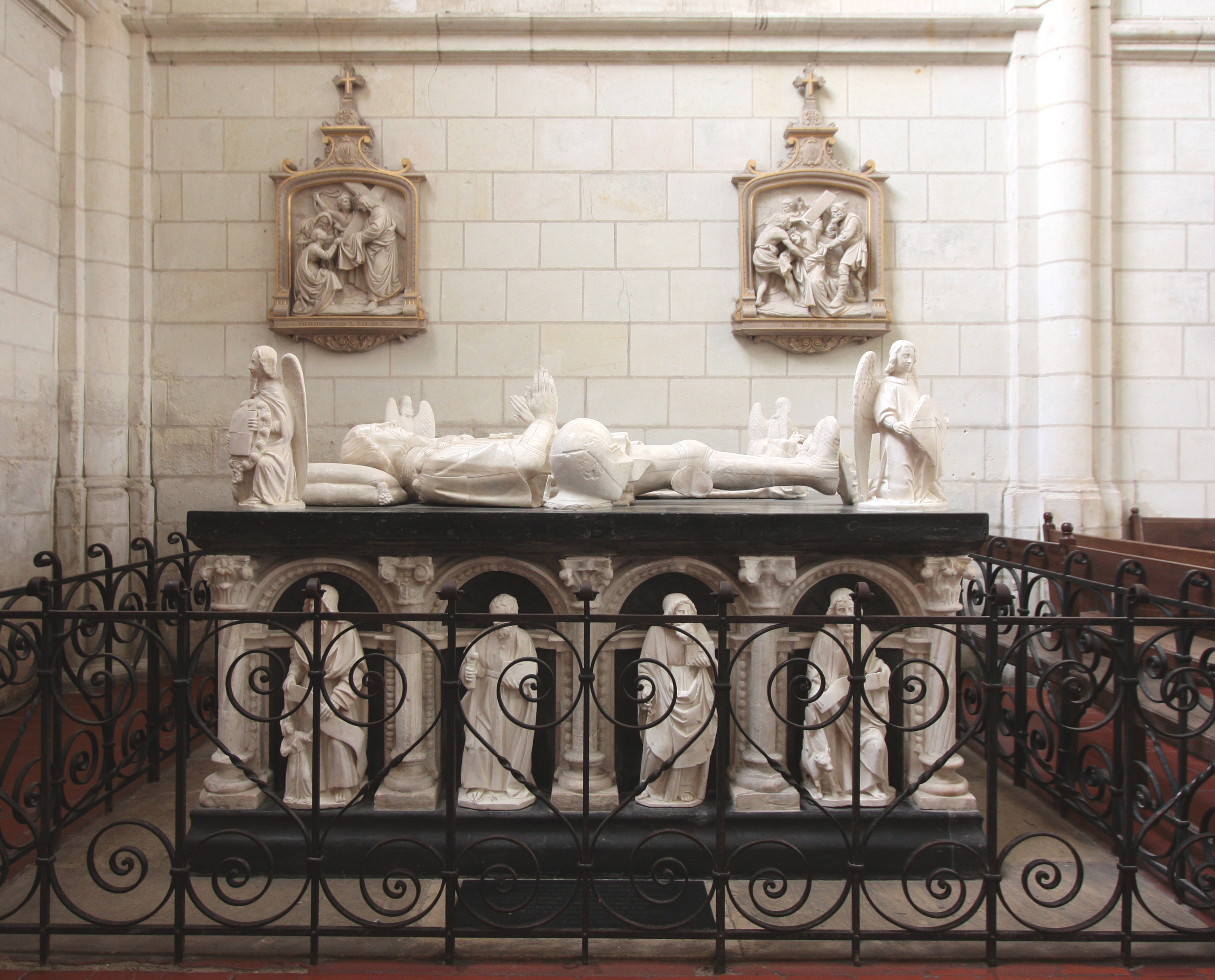
Le tombeau des Batarnay restauré.

Jusqu'au 6 avril 1700 et son accession au titre de paroisse, le territoire de Montrésor est un lieu-dit de Beaumont-Village appelé Beaumont-Ville, le nom de Montrésor étant réservé au château et à la seigneurie,. La création de cette paroisse s'accompagne d'une compensation financière due par le nouveau curé de Montrésor à son collègue de Beaumont-Village, à titre de dédommagement. La construction de la halle aux laines à la même époque, propre à accueillir marchés et foires, semble, au moins en partie, résulter de la volonté de la paroisse de se doter d’équipements lui permettant d’asseoir son indépendance vis-à-vis de sa voisine. La commune de Montrésor est créée dans le cadre de la loi du 14 décembre 1789. C'est également pendant la Révolution française que l'église de Montrésor subit ses dommages les plus graves : deux de ses quatre cloches sont détruites et les statues de sa façade sont mutilées. Le tombeau des Batarnay installé dans le chœur de l'église est dévasté ; les gisants et les statues le décorant, laissées sur place, sont récupérés et cachés dans une crypte. Lorsqu'il est saisi comme bien national en mai 1792, le château de Montrésor est la propriété indivise de plusieurs membres de la famille de Beauvilliers. Le 26 thermidor an III (13 août 1795), le nouveau propriétaire du château de Montrésor demande si son château doit être considéré comme un château-fort, et à ce titre démoli, et qui prend alors en charge les frais de démolition.

### Époque contemporaine

#### XIXesiècle: Montrésor et la Pologne
Sous le premier Empire, la fabrication et le commerce de draps sont florissants à Montrésor. Des troupeaux de moutons, à Montrésor et dans les communes alentour, fournissent la laine cardée dans des moulins à foulon actionnés par l'Indrois puis tissée sur place pour la fabrication d'étoffes de drap et de serge. Près de 150 personnes sont alors employées pour cette activité. Une halle aux draps est consacrée au stockage et à la vente des étoffes.
Le XIXe siècle est marqué à Montrésor par la famille Branicki dont le premier représentant en Touraine, Xavier, ami de la famille Bonaparte est un émigré polonais qui a quitté son pays natal en 1844 après une carrière dans l'armée du tsar Nicolas Ier. C'est en fait sa mère, Rose Branicka, héritière de la famille Potocki, qui a acheté pour son fils aîné, condamné par contumace par les Russes à l'exil sibérien, le château de Montrésor et quelque 2 000 hectares de terres environnantes pour la somme de 1 200 000 F. Cette vente, qui a lieu le 14 février 1849, est ainsi commentée par Victor Le Febvre, avocat, propriétaire à Genillé mais surtout républicain convaincu, ennemi farouche des Bonaparte et polémiste :

« En haut, le progrès s'est borné à remplacer le Bandit par le Courtisan ; le Courtisan par le Valet ; le noble par le noble ; et l'indigène noble aux prétentions à brassarts, par le noble exotique, aux habitudes de knouts-russes. »

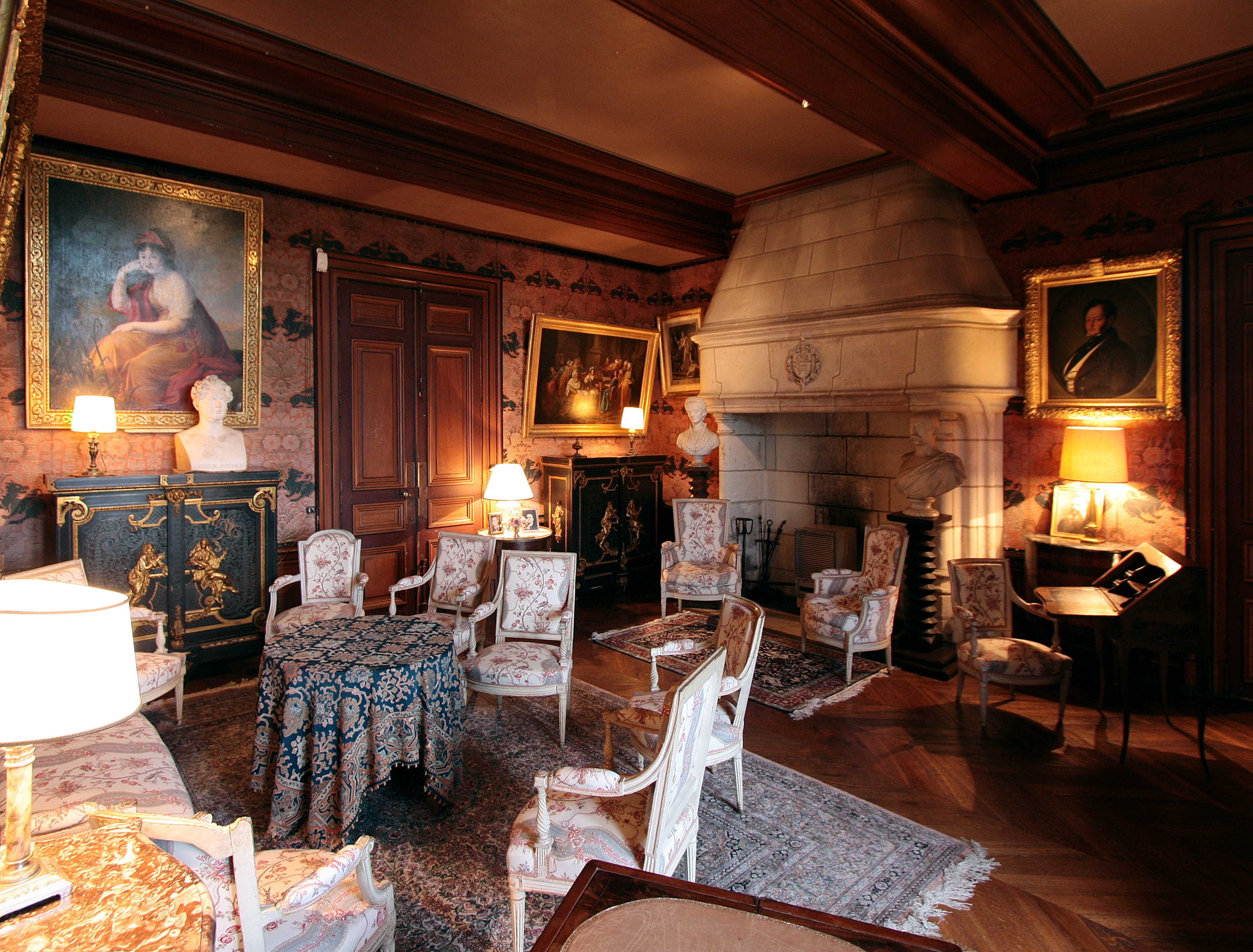
Le Petit Salon du château de Montrésor, réaménagé par Xavier Branicki.

À côté de ce jugement sévère, Xavier Branicki tient une place importante dans la vie de Montrésor ; son implication dans la vie communale s'inscrit dans la durée alors que, depuis le début du XIXe siècle, ses propriétaires successifs n'avaient conservé le château que quelques années. Xavier Branicki restaure et réaménage le château ; il contribue à la restauration de l'église, au financement d'une école et d'autres bâtiments publics ; il procure un emploi à de nombreuses personnes, sur ses fermes comme dans son château. Il est en outre nommé maire de Montrésor en 1860, remplaçant l'ancien premier magistrat démissionnaire ; il conserve cette charge jusqu'en 1870. Mort en 1879 à Assiout (Égypte), il repose dans le cimetière de Montrésor installé sur un terrain dont il avait lui-même fait don à la commune en 1863 peu après le décès de sa mère pour qu'elle puisse y être inhumée.
Depuis le milieu du XIXe siècle, un réseau ferroviaire en étoile s'est construit autour de Tours. Dans un second temps, il est complété par des lignes transversales dont l'une, construite en 1889 et concédée à la compagnie de chemins de fer départementaux, relie Montrésor à Ligueil en passant par Loches. Le choix du tracé n'est arrêté qu'après d'âpres discussions entre les communes qui veulent accueillir cette ligne nouvelle, et la gare, ainsi que les voies, prennent place sur des terrains nus rachetés en 1887 à Chemillé-sur-Indrois. En 1907, la ligne est prolongée de Montrésor à Écueillé, où passe également le Chemin de fer du Blanc-Argent. Si l’arrivée du chemin est l’occasion d’améliorer certains services communaux, comme la distribution du courrier, la ligne ne connaît jamais, sauf à la fin des années 1930, qu’un trafic réduit pour les marchandises.
La guerre de 1870 se fait sentir jusqu'à Montrésor : il faut loger 700 soldats prussiens en février 1871, puis plus de 850 autres au mois de mars.

#### XXesiècle: les guerres mondiales

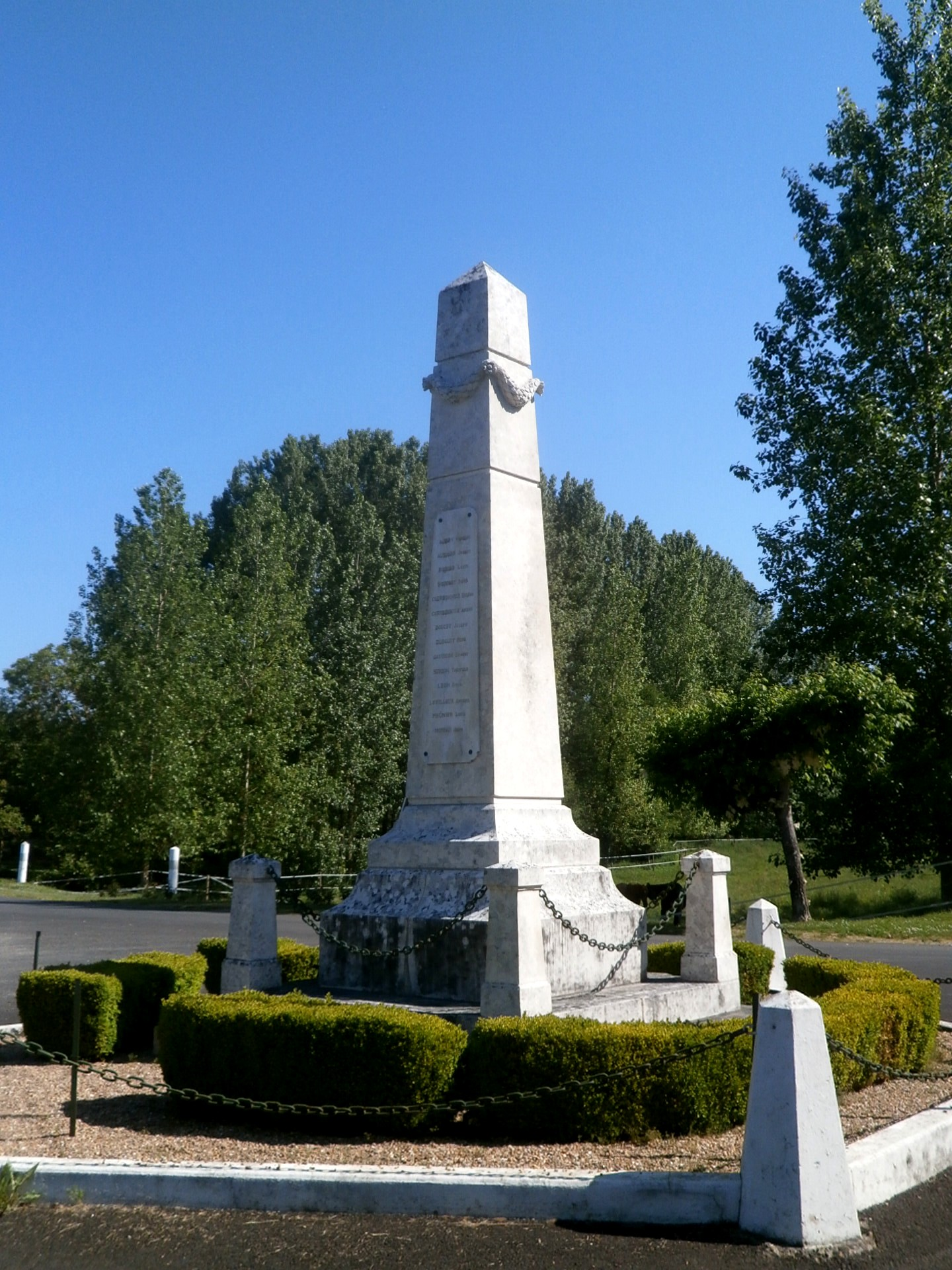
Monument aux morts de Montrésor.

Dans le cadre des grandes manœuvres du Centre de 1908, la mairie de Montrésor accueille le quartier général des grandes manœuvres les 16 et 17 juillet.
La Première Guerre mondiale fait 30 victimes dans la population de Montrésor — un habitant sur vingt sur la base du recensement de 1911 —, morts au combat en France ou en Belgique. C'est dans le courant de l'année 1920 que survient un événement majeur à l'échelle locale : l'alimentation en électricité de Montrésor à partir d'une petite centrale hydro-électrique établie dans un ancien moulin sur l'Indrois. Ce moulin était déjà mentionné en 1218 dans une charte en tant que propriété de l'abbaye de Villeloin.
Après la signature de l'armistice du 22 juin 1940, des soldats du 32e régiment d'infanterie, chargés de surveiller la ligne de démarcation qui passe à environ 22 km plus à l'ouest, campent à Montrésor. L'instauration du service du travail obligatoire (STO) par le régime de Vichy le 16 février 1944 est loin de faire l'unanimité. Nombreux sont les jeunes qui fuient pour y échapper, certains s'enrôlant dans des maquis de la Résistance. C'est le cas à Montrésor où la proximité des massifs boisés de la forêt de Loches permet aux maquis de se cacher. Les gendarmes de Montrésor, chargés par les autorités de rechercher et d'arrêter les réfractaires, les recherchent en effet, mais c'est pour les prévenir de leur arrestation imminente et leur donner le temps de se mettre à l'abri. Ce comportement leur vaut d'être arrêtés le 27 juillet 1944 dans une vaste rafle organisée à Loches par les occupants ; plusieurs d'entre eux sont déportés. Huit Montrésoriens perdent la vie au cours de la Seconde Guerre mondiale, trois sur les champs de bataille et cinq résistants en déportation, dont quatre gendarmes pris dans la rafle du 27 juillet,. Les châtelains de Montrésor participent, en 1944, à l'équipement de l'un des deux plus importants maquis opérant dans la région en lui offrant une voiture neuve — le véhicule est incendié dès le lendemain au cours d'une opération du maquis — et la comtesse Anne Potocka elle-même est membre du réseau franco-polonais de Résistance F2.
L'importance et la richesse du patrimoine bâti de la commune font que, par arrêté du 14 février 1944 et dans le cadre de la loi du 2 mai 1930, la totalité du « village de Montrésor » fait l'objet d'une inscription à l'inventaire des sites « dont la conservation présente un intérêt général ».

#### XXIesiècle: Montrésor, destination touristique

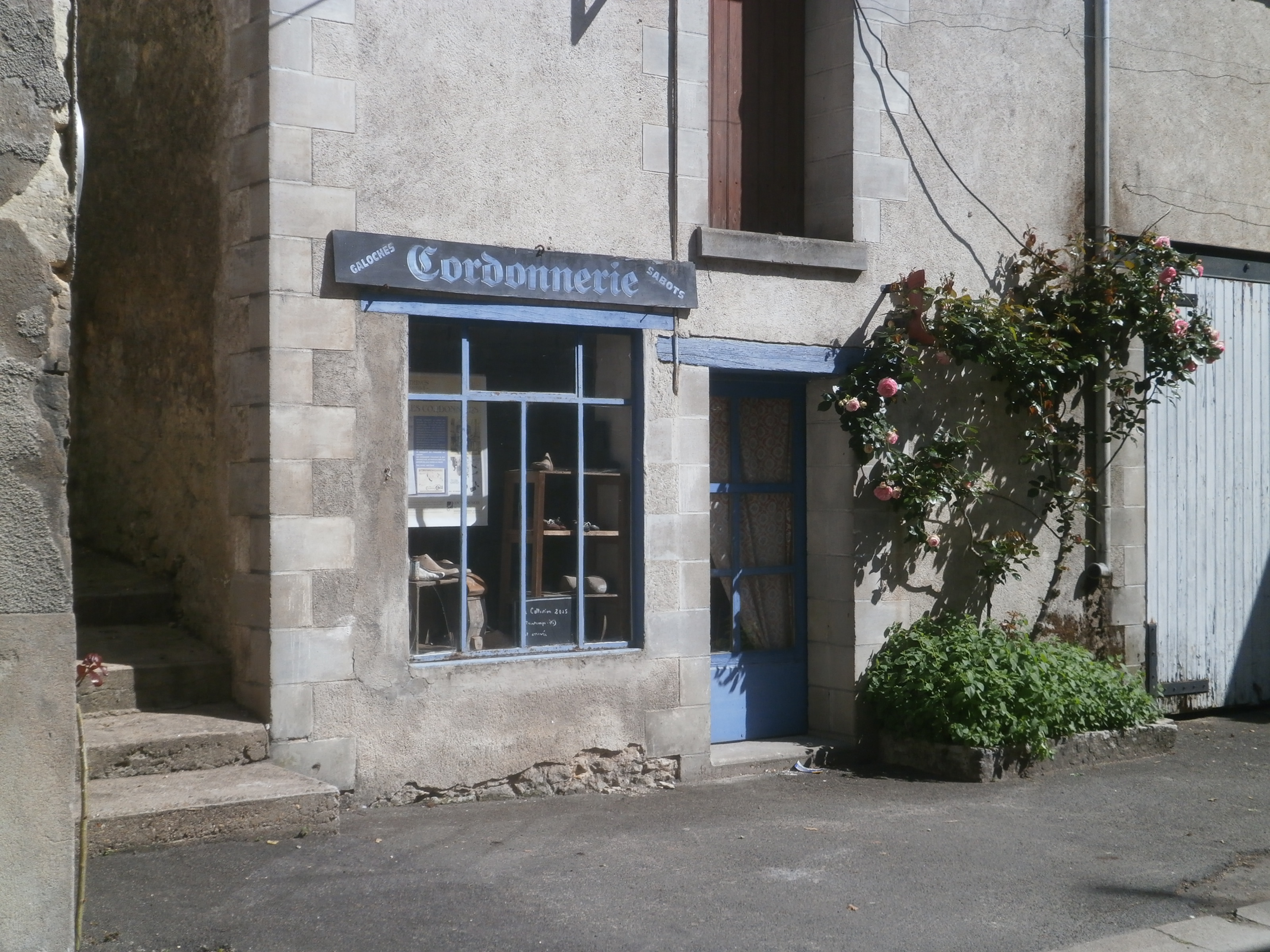
Ancienne échoppe de cordonnier.

Le château de Montrésor continue d’être habité par les descendants de la famille Branicki, par alliance la famille noble polonaise des Rey, eux-mêmes descendants du chroniqueur et poète, Mikołaj Rey (1505-1569) ; certains des plus anciens habitants de Montrésor, ayant parfois travaillé au château, continuent de montrer un fort attachement à cette famille qui a longtemps fait vivre le village. D'autres, dans la génération de leurs enfants, y voient encore les persistances d'une forme de « hiérarchie sociale ». Pour les plus jeunes, enfin, la présence des châtelains, vivant de la vie du village, est un des éléments constitutifs du « tableau villageois ».

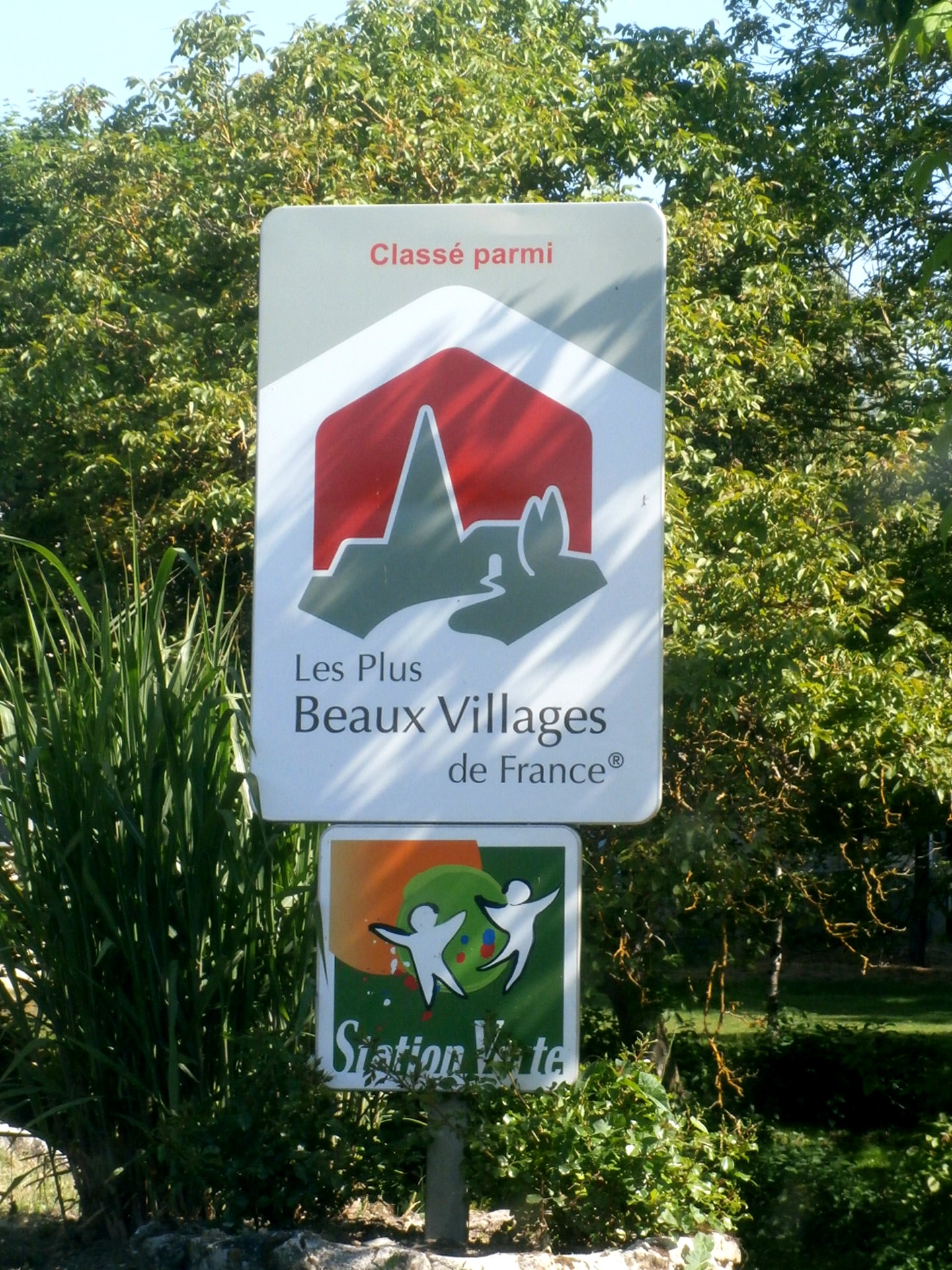
Montrésor classé parmi Les Plus Beaux Villages de France.

Dès le milieu des années 1960, et le phénomène s'est accéléré depuis une quinzaine d'années, le village a mis à profit ses spécificités — la légende de sa création, son château, à l’écart des plus célèbres destinations touristiques de la vallée de la Loire, ses liens particuliers avec la Pologne — pour adapter son cadre de vie et son économie au tourisme. L’implication des habitants au développement touristique de leur village est souvent le résultat d’un besoin de stabilité économique, plus sensible chez les nouveaux arrivants. Néanmoins, si certains, parmi ces derniers, ont tenté en s’installant à Montrésor d'y créer des petites entreprises (épicerie, restaurant…), ils ont vite renoncé à leurs projets pour trouver un emploi à proximité, tout en continuant à habiter sur place. Au début des années 1980, la création de la base de loisirs nautiques sur la commune voisine de Chemillé-sur-Indrois a eu un effet bénéfique sur le développement du tourisme montrésorien. Montrésor et Chemillé-sur-Indrois ont d'ailleurs uni leurs ressources et leurs moyens pour obtenir collégialement le label touristique Station verte.
Cette orientation revendiquée se traduit par l'adhésion de Montrésor à l'association des Plus Beaux Villages de France, comme 155 autres communes françaises, par le tournage à Montrésor, en 2011, d'un épisode de l'émission de télévision de docufiction Une semaine sans les femmes diffusée sur France 2 (3,5 millions de téléspectateurs), par le choix de Montrésor comme destination dégustation le 6 juillet 2013 pour le run motos 2013 organisé par l'American Tours Festival et par la participation de Montrésor à l'édition 2015 du concours Le Village préféré des Français, sur France 2, aux côtés de 21 autres villages français. Ce concours, à l'issue duquel Montrésor a obtenu la deuxième place, et sa couverture médiatique ont eu un impact important sur la fréquentation touristique du village, avec 32 % de visiteurs supplémentaires en juillet 2015 par rapport au même mois de l'année précédente selon l'office du tourisme.
Quelques dates de l'histoire de Montrésor.
■ Quelques dates de l'histoire de France et de la Touraine -  ■ Histoire politique de Montrésor - ■ Histoire architecturale de Montrésor

## Politique et administration

### Situation administrative
À la suite du redécoupage cantonal de 2014, et la disparition du canton dont elle était le chef-lieu, la commune de Montrésor est rattachée au canton de Loches qui compte 29 communes. À l'issue du second tour des élections départementales de 2015, Valérie Gervès (UMP) et Pierre Louault (UDI, conseiller général sortant) sont élus conseillers départementaux du canton de Loches.
Montrésor est rattachée à l'arrondissement de Loches et à la 3e circonscription de l'Indre-et-Loire.

### Tendances politiques et résultats
Il est difficile de dégager une tendance politique claire dans l'électorat de Montrésor. Si les deux élections régionales présentées ont vu les listes de gauche arriver en tête, droite et gauche semblent se répartir à peu près également la faveur des électeurs lors des autres types de scrutins, l'une ou l'autre tendance obtenant alternativement la majorité au niveau communal. Les résultats des élections européennes, comme ceux des municipales, et en raison des modes de scrutin ou de constitution des listes, se prêtent mal à un commentaire.

#### Élection présidentielle de 2017
En 2017, au deuxième tour des élections présidentielles, Emmanuel Macron (En marche !), élu, a obtenu 68,14 % des voix et Marine Le Pen (FN), 31,86 %. Le taux de participation s'est élevé à 78,75 %.

#### Élections municipales les plus récentes
Le nombre d'habitants lors des derniers recensements étant compris entre 100 et 499 habitants, le nombre de membres du conseil municipal est de 11,.
Lors des élections municipales de 2008, les 11 conseillers municipaux ont été élus dès le premier tour ; le taux de participation était de 78,81 %.
Lors des élections municipales et communautaires de 2014, les 11 conseillers municipaux, appartenant à la liste Bien vivre ensemble ont été élus dès le premier tour ; le taux de participation était de 82,12 %. Montrésor dispose de deux sièges au sein du conseil communautaire

### Liste des maires
Seuls cinq maires se sont succédé à la tête du conseil municipal de Montrésor depuis 1945, Roger Moreau puis Jean Moreau accomplissant plusieurs mandats complets et successifs.
| Période     | Période      | Identité          | Étiquette | Qualité           |
| ----------- | ------------ | ----------------- | --------- | ----------------- |
| 1945        | 1977         | Roger Moreau      |           | Boucher           |
| 1977        | 1985         | Hubert Brothier   |           | Gendarme retraité |
| 1985        | 2014         | Jean Moreau       | UMP       | Boucher           |
| 2014        | 29 mars 2019 | Christophe Unrug  | SE        | Chef d'entreprise |
| 31 mai 2019 | mai 2020     | Gérard Legras     |           |                   |
| mai 2020    | En cours     | Frédéric Gaultier |           |                   |

### Instances judiciaires et administratives
La réforme de la carte judiciaire mise en place le 1er janvier 2010 a supprimé le tribunal d'instance de Loches, dans la juridiction de laquelle se trouvait la commune de Montrésor jusqu'alors. C'est désormais le tribunal d'instance de Tours qui est compétent pour l'ensemble du département ; toutes les juridictions concernant Montrésor sont ainsi regroupées à Tours, à l'exception du tribunal administratif et de la cour d'appel qui continuent de siéger à Orléans, préfecture de la région Centre-Val de Loire.
La commune de Montrésor est le siège d'une brigade de proximité de la gendarmerie nationale.

### Intercommunalité
Montrésor fait partie de la Communauté de communes Loches Sud Touraine qui a été créée le 1er janvier 2017 en fusionnant quatre anciens intercommunalités, dont  la communauté de communes de Montrésor (CCM), qui avait son siège dans la commune elle-même et au syndicat mixte du Pays de la Touraine Côté Sud. Les compétences de cet organisme intercommunal s'exercent sur les dix communes constituant l'ancien canton de Montrésor. Se substituant à partir du 13 décembre 2000 à l'ancien SIVOM du canton de Montrésor, la CCM intervient dans de nombreux domaines : adduction d'eau potable et traitement des eaux usées en régie directe, gestion de la collecte des déchets en remplacement de l'ancien syndicat mixte de collecte et de traitement des ordures ménagères (SMITCOM) du Val d'Indrois, entretien de la voirie, développement économique, etc.
Le syndicat intercommunal d'énergie d'Indre-et-Loire (SIEIL) assure le contrôle et la coordination de l'ensemble des concessionnaires opérant sur l'Indre-et-Loire dans le domaine de la distribution de gaz et d'électricité ; il intervient également sur le renforcement du réseau de distribution d'électricité. Fondé en 1937, il a progressivement évolué dans le contexte d'ouverture des marchés de l'énergie à la concurrence.
Toutes les communes d'Indre-et-Loire, Tours exceptée, adhèrent au SIEIL à titre individuel par arrêté préfectoral en date du 23 avril 2008 pour ce qui est de sa « compétence Électricité ». L'adhésion à la « compétence Gaz » est facultative et le conseil municipal de Montrésor a décidé le rattachement de la commune en 2011.
Le syndicat intercommunal de transport scolaire du Lochois auquel adhère la commune de Montrésor au même titre que 48 autres communes du Lochois, est un syndicat intercommunal à vocation unique (SIVU) qui prend en charge le transport des collégiens et lycéens entre les communes de leur domicile et les établissements d'enseignement secondaire, publics comme privés, ouverts dans le périmètre de compétences de ce SIVU. Il opère en convention avec un transporteur professionnel.
Le syndicat mixte Touraine propre, regroupant neuf communautés de communes ou syndicats mixtes intercommunaux d'Indre-et-Loire, a pour vocation de favoriser et fédérer les actions en matière de réduction et de valorisation des déchets ménagers. La communauté de communes de Montrésor en est adhérente à titre collectif au nom des dix communes qu'elle regroupe.

### Politique environnementale
Ce domaine de compétence est pris en charge par la communauté de communes Loches Sud Touraine pour l'ensemble de son territoire, exception faite des dispositions particulières à chaque commune.

#### Eau potable et assainissement
L'alimentation en eau potable de Montrésor et des neuf autres communes de la communauté de communes est entièrement mutualisée, à partir de quatre forages interconnectés exploitant des nappes du Cénomanien ou du Turonien, et de deux stations de traitement ; l'un de ces forages se trouve en bordure de l'Indrois, en amont du bourg de Montrésor. À la fin de 2013, plus de 3 700 foyers étaient raccordés à ce réseau sur l'ensemble de la communauté de communes.
L'assainissement des eaux usées de Montrésor est assuré, de manière collective, par une station d'épuration à disques biologiques, d'une capacité de 350 EH (équivalent-habitant), avec rejet des eaux épurées dans l'Indrois au niveau du plan d'eau communal de la commune voisine de Chemillé-sur-Indrois.

#### Déchets ménagers
Une déchèterie, sur le territoire de la commune de Genillé, est accessible aux habitants de Montrésor comme des autres localités de la communauté de communes. Les déchets ménagers, recyclables ou non, sont collectés en porte-à-porte de manière hebdomadaire, et des conteneurs pour la collecte du verre, du papier ou des vêtements sont répartis sur le territoire communal.

#### Patrimoine communal et construction
Dans le souci de préserver l'aspect visuel du site, le conseil municipal de Montrésor a décidé en 2013 de ne pas délivrer d'autorisation aux particuliers souhaitant installer des panneaux photovoltaïques de toiture, ces équipements étant jugés « peu esthétiques et difficiles à intégrer au patrimoine du village ».

### Finances locales
Le tableau ci-dessous présente l'évolution de la capacité d'autofinancement, un des indicateurs des finances locales de Montrésor, sur une période de dix ans :
|                      | 2005 | 2006 | 2007 | 2008 | 2009 | 2010 | 2011 | 2012 | 2013 | 2014 |
| -------------------- | ---- | ---- | ---- | ---- | ---- | ---- | ---- | ---- | ---- | ---- |
| Montrésor            | 214  | 288  | 245  | 395  | 362  | 366  | 327  | 321  | 194  | 140  |
| Moyenne de la strate | 148  | 160  | 168  | 170  | 169  | 174  | 199  | 211  | 194  | 189  |

| ■ CAF de Montrésor ■ CAF moyenne de la strate |

La capacité d'autofinancement de la commune, comparée à la moyenne de la strate (ensemble des communes de 250 à 500 habitants appartenant à un groupement fiscalisé), observe une baisse presque constante depuis 2009 et en 2014, devient inférieure à la moyenne. Le résultat comptable, toujours positif, est  supérieur à celui de la strate, sauf en 2014,.

## Population et société

### Démographie
Les habitants de Montrésor sont appelés les Montrésoriens,.
Les registres propres à Montrésor n'existent que depuis 1700, année de création de la paroisse, même si des données relatives à la démographie du territoire de la seigneurie existaient auparavant. En 1789, ils mentionnaient une population de 193 feux, soit une population estimée à 965 habitants, alors que le territoire communal était beaucoup plus réduit qu'à l'époque contemporaine. Dès 1793, les recensements sont individuels.

#### Évolution démographique
L'évolution du nombre d'habitants est connue à travers les recensements de la population effectués dans la commune depuis 1793. Pour les communes de moins de 10 000 habitants, une enquête de recensement portant sur toute la population est réalisée tous les cinq ans, les populations de référence des années intermédiaires étant quant à elles estimées par interpolation ou extrapolation. Pour la commune, le premier recensement exhaustif entrant dans le cadre du nouveau dispositif a été réalisé en 2004.

En 2022, la commune comptait 313 habitants, en évolution de −10,83 % par rapport à 2016 (Indre-et-Loire : +1,67 %, France hors Mayotte : +2,11 %).
| 1793 | 1800 | 1806 | 1821 | 1831 | 1836 | 1841 | 1846 | 1851 |
| ---- | ---- | ---- | ---- | ---- | ---- | ---- | ---- | ---- |
| 700  | 691  | 708  | 723  | 731  | 742  | 726  | 645  | 614  |

| 1856 | 1861 | 1866 | 1872 | 1876 | 1881 | 1886 | 1891 | 1896 |
| ---- | ---- | ---- | ---- | ---- | ---- | ---- | ---- | ---- |
| 614  | 653  | 685  | 697  | 684  | 676  | 718  | 674  | 697  |

| 1901 | 1906 | 1911 | 1921 | 1926 | 1931 | 1936 | 1946 | 1954 |
| ---- | ---- | ---- | ---- | ---- | ---- | ---- | ---- | ---- |
| 600  | 602  | 589  | 582  | 617  | 566  | 564  | 564  | 554  |

| 1962 | 1968 | 1975 | 1982 | 1990 | 1999 | 2004 | 2006 | 2009 |
| ---- | ---- | ---- | ---- | ---- | ---- | ---- | ---- | ---- |
| 522  | 506  | 465  | 460  | 362  | 395  | 384  | 379  | 330  |

| 2014 | 2019 | 2022 | - | - | - | - | - | - |
| ---- | ---- | ---- | - | - | - | - | - | - |
| 350  | 322  | 313  | - | - | - | - | - | - |

|                                           | 1968 - 1975 | 1975 - 1982 | 1982 - 1990 | 1990 - 1999 | 1999 - 2007 | 2007 - 2012 |
| ----------------------------------------- | ----------- | ----------- | ----------- | ----------- | ----------- | ----------- |
| Taux de variation annuel de la population | - 1,4       | - 0,2       | - 2,9       | + 1,0       | - 1,1       | - 1,2       |
| Solde naturel                             | - 0,6       | - 0,2       | - 0,2       | + 0,1       | - 0,4       | - 0,7       |
| Solde migratoire                          | - 0,8       | + 0,1       | - 2,7       | + 0,9       | - 0,7       | - 0,6       |

Il est difficile de commenter l'évolution de la population de Montrésor au fil des années dans la mesure où le périmètre communal a fréquemment varié. Malgré tout, et en dépit de l'agrandissement du territoire, le nombre d'habitants de Montrésor est en diminution presque constante, le semblant de stabilisation observé à la fin des années 2000 n'étant peut-être que temporaire ; une série plus longue manque pour vérifier cette tendance attribuée aux effets du développement touristique. La diminution de la population est le fait de soldes naturel et migratoire négatifs, exception faite d'une certaine « embellie » dans la décade 1900-1999,. Jean-Mary Couderc et al., dans le Dictionnaire des communes de Touraine, attribuent cette situation à un « manque de vitalité communale », dû notamment à l'absence d'infrastructures routières importantes sur le territoire de Montrésor. Pour Jean Debon, Montrésor et les communes environnantes peinent à maintenir sur place une population plus attirée par Loches et, au-delà, par Tours, même si Montrésor n'est pas directement soumise à l'influence de ce grand pôle urbain. En outre, la taille moyenne d'un ménage, qui était de 2,9 personnes en 1968, n'est plus que de 1,9 personne en 2012.

#### Pyramide des âges
La population de la commune est relativement âgée.
En 2018, le taux de personnes d'un âge inférieur à 30 ans s'élève à 20,8 %, soit en dessous de la moyenne départementale (34,9 %). À l'inverse, le taux de personnes d'âge supérieur à 60 ans est de 47,2 % la même année, alors qu'il est de 27,8 % au niveau départemental.
En 2018, la commune comptait 162 hommes pour 170 femmes, soit un taux de 51,2 % de femmes, légèrement inférieur au taux départemental (51,91 %).
Les pyramides des âges de la commune et du département s'établissent comme suit.
| Hommes | Classe d’âge | Femmes |
| ------ | ------------ | ------ |
| 0,6    | 90 ou +      | 2,4    |
| 17,8   | 75-89 ans    | 19,4   |
| 26,1   | 60-74 ans    | 27,9   |
| 21,0   | 45-59 ans    | 23,6   |
| 9,6    | 30-44 ans    | 9,7    |
| 14,6   | 15-29 ans    | 10,9   |
| 10,2   | 0-14 ans     | 6,1    |

| Hommes | Classe d’âge | Femmes |
| ------ | ------------ | ------ |
| 0,9    | 90 ou +      | 2,2    |
| 7,9    | 75-89 ans    | 10,2   |
| 17,3   | 60-74 ans    | 18,1   |
| 19,8   | 45-59 ans    | 19,1   |
| 17,9   | 30-44 ans    | 17,2   |
| 18,5   | 15-29 ans    | 17,5   |
| 17,6   | 0-14 ans     | 15,6   |

### Enseignement
Les communes de Beaumont-Village, Chemillé-sur-Indrois, Loché-sur-Indrois, Montrésor, Villeloin-Coulangé et Villedômain ont mutualisé leurs ressources pour assurer la scolarisation de leurs enfants dans le cycle d'enseignement primaire, au sein d'un regroupement pédagogique intercommunal (RPI). Dans ce cadre, la commune de Villeloin-Coulangé accueille, à la rentrée 2015, 51 élèves de maternelle alors que les élèves du cours élémentaire sont scolarisés à Loché-sur-Indrois (49 élèves) et Montrésor (44 élèves).
Un accueil périscolaire est assuré pour les enfants avant et après la classe, leur proposant des activités ludiques et d'éveil.
Le collège de Montrésor accueille les élèves de l'enseignement secondaire, mais les lycées les plus proches se trouvent à Loches, avec deux lycées d'enseignement général, l'un public et l'autre privé, et un lycée public d'enseignement professionnel.
Le transport des écoliers au sein du RPI ainsi que celui des lycéens entre Montrésor et Loches est assuré par un service de cars.
Les établissements d'enseignement supérieur sont tous situés à Tours ou dans sa proche périphérie. Parmi eux, l'université pluridisciplinaire François-Rabelais propose, au sein d'une école polytechnique universitaire et de deux instituts universitaires de technologie s'appuyant sur une quarantaine de laboratoires de recherche, sept unités de formation et de recherche ; l'école supérieure de commerce et de management de Tours-Poitiers offre sur ses deux sites des formations Bac+3 ou Bac+5 ; l'école Brassart de Tours est spécialisée dans les arts graphiques. Dans le domaine agricole, le lycée agricole de Tours-Fondettes prépare au diplôme du brevet de technicien supérieur (BTS, Bac+2).

### Vie culturelle et sportive

#### Équipements culturels et sportifs

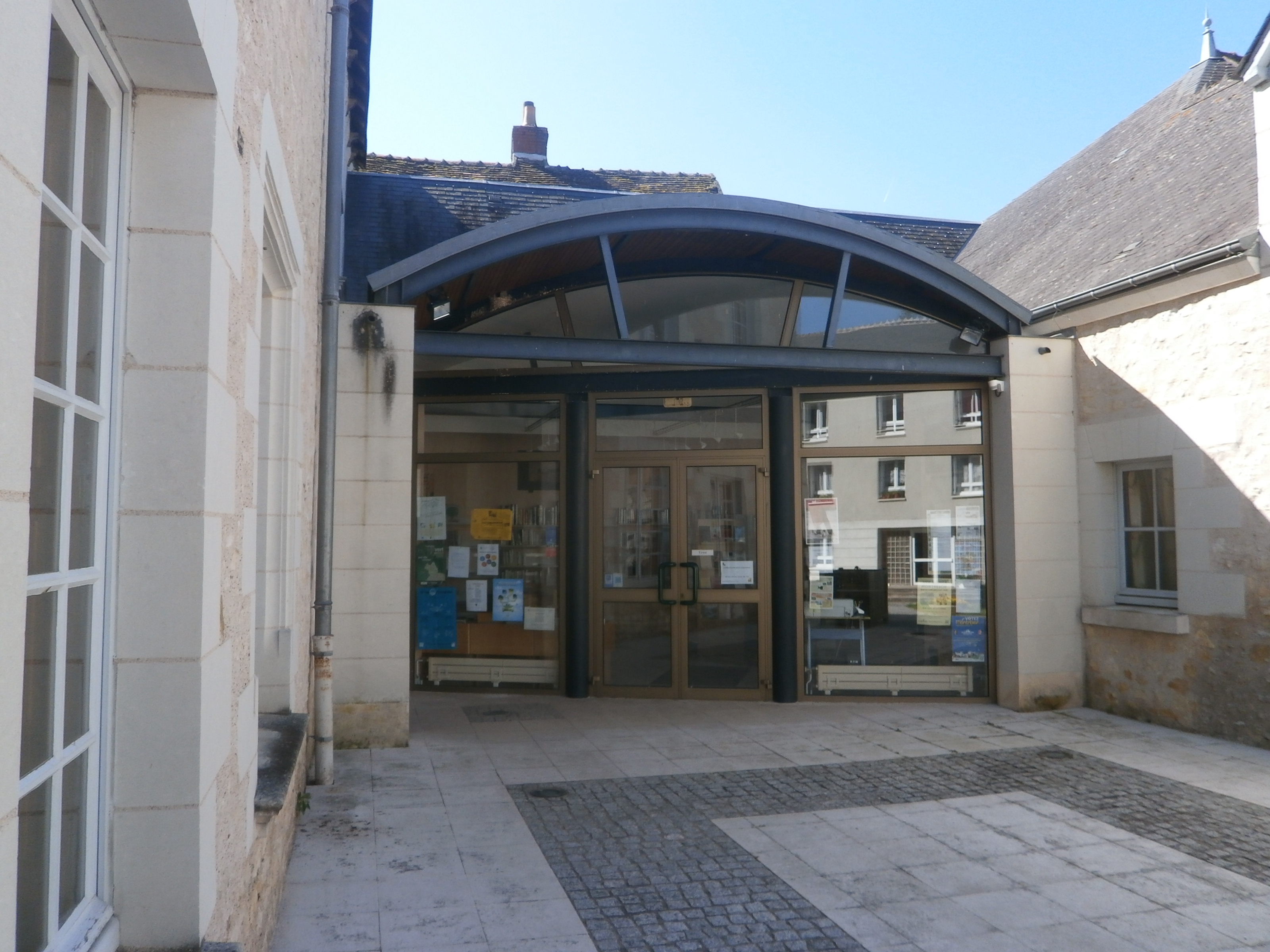
La bibliothèque municipale.

La commune de Montrésor dispose d'une bibliothèque municipale, attenante à la mairie et intégrée au réseau de la direction de la Lecture publique et du Livre de Touraine, gérée par le conseil départemental d'Indre-et-Loire. Un local club, pourvu d'équipement socio-éducatifs et réhabilité au début des années 2010 est mis à la disposition des habitants.
Des terrains sont aménagés pour la pratique du jeu de boules ou du tennis.

#### Vie associative
Vingt-et-une associations ont leur siège à Montrésor. La majorité d'entre elles (13 associations) interviennent dans le domaine de la culture et des loisirs, par l'organisation de manifestations culturelles, la défense du patrimoine, la mise en place d'ateliers de loisirs pour les habitants, etc. Six autres œuvrent dans le domaine social (aide aux personnes en difficulté, association de parents d'élèves). Deux, enfin, sont des associations sportives. Si la plupart de ces associations ont une vocation communale, cinq d'entre elles exercent leur activité sur un périmètre plus large (ancien canton de Montrésor par exemple).

#### Manifestations sportives et festivités

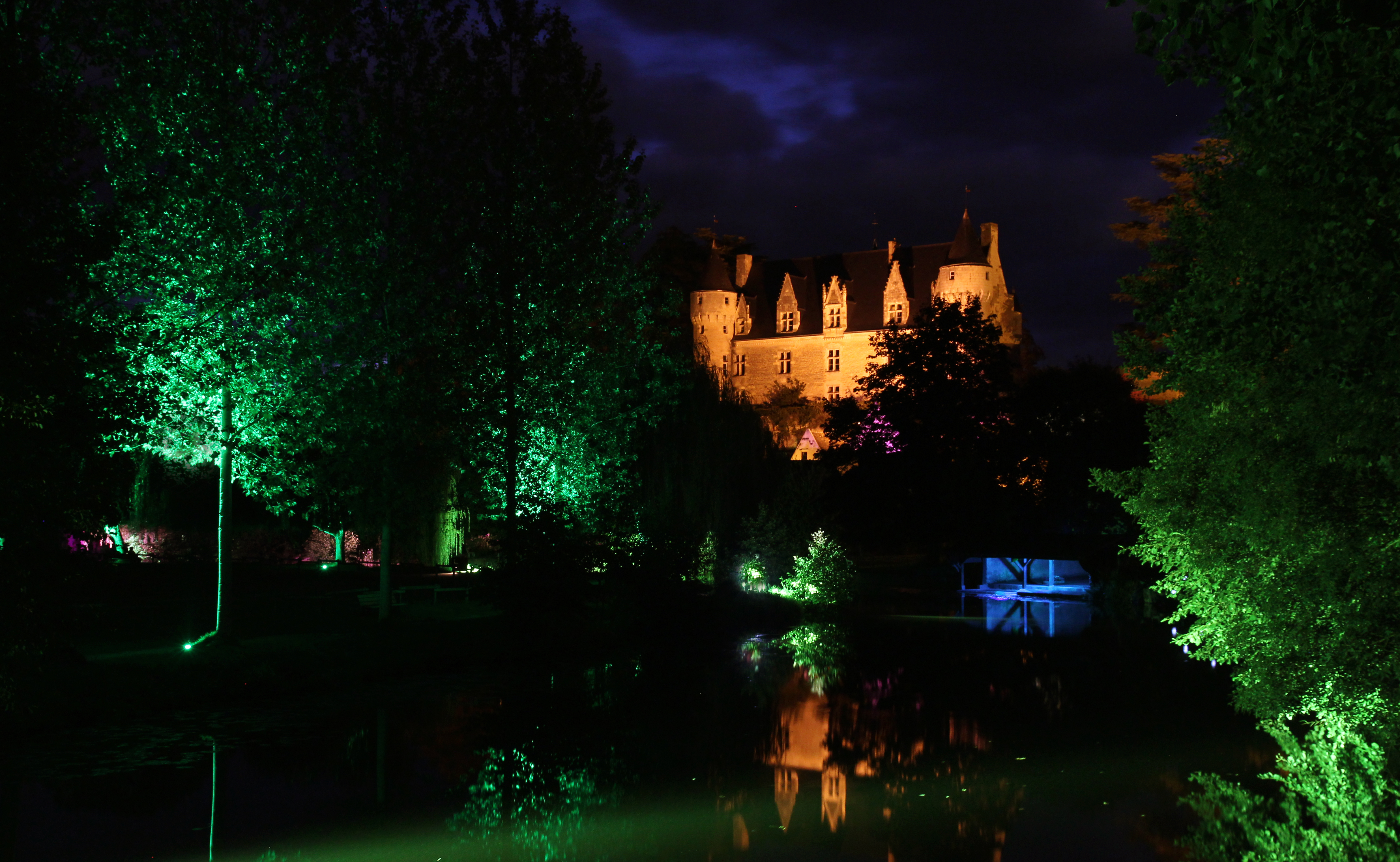
Les Nuits solaires de Montrésor.

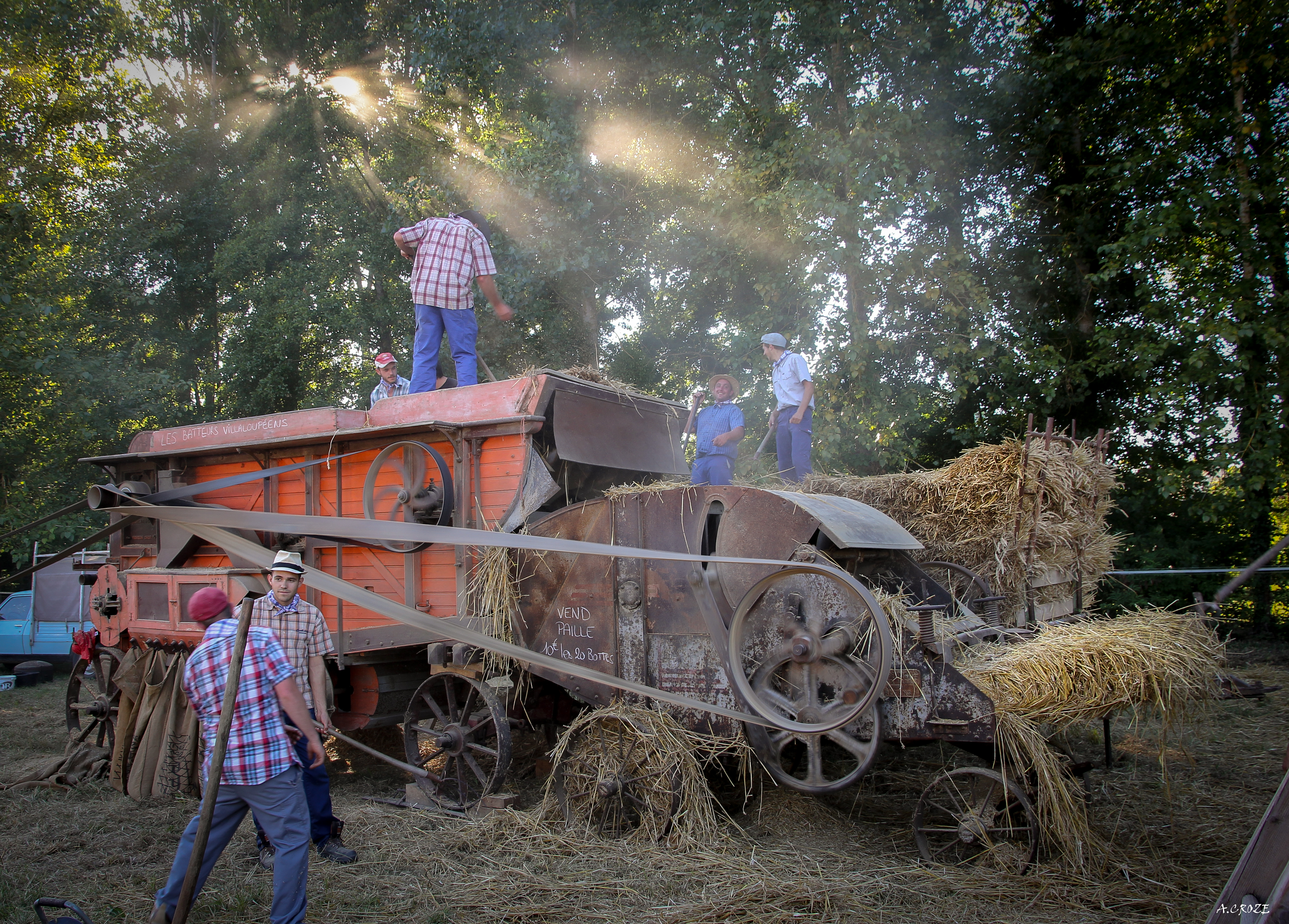
Scène de battage, comice agricole 2016.

Depuis une dizaine d'années, Montrésor organise en juillet et en août, au bord de l'Indrois, au pied du château, mais aussi dans les rues du village, une série d'animations et de spectacles estivaux nocturnes retraçant l'histoire de Montrésor appelés Les Nuits solaires de Montrésor. Ces manifestations ont remplacé les animations culturelles qui se déroulaient auparavant en journée, au moment de la Pentecôte, depuis le début des années 1990.
Jusqu'en 2010, un comice agricole se déroulait à Montrésor avec une périodicité de six ans, en alternance avec les autres principales communes de l'arrondissement de Loches. Après des incertitudes sur son déroulement, cette manifestation est maintenue pour 2016.

### Santé et services d'urgence

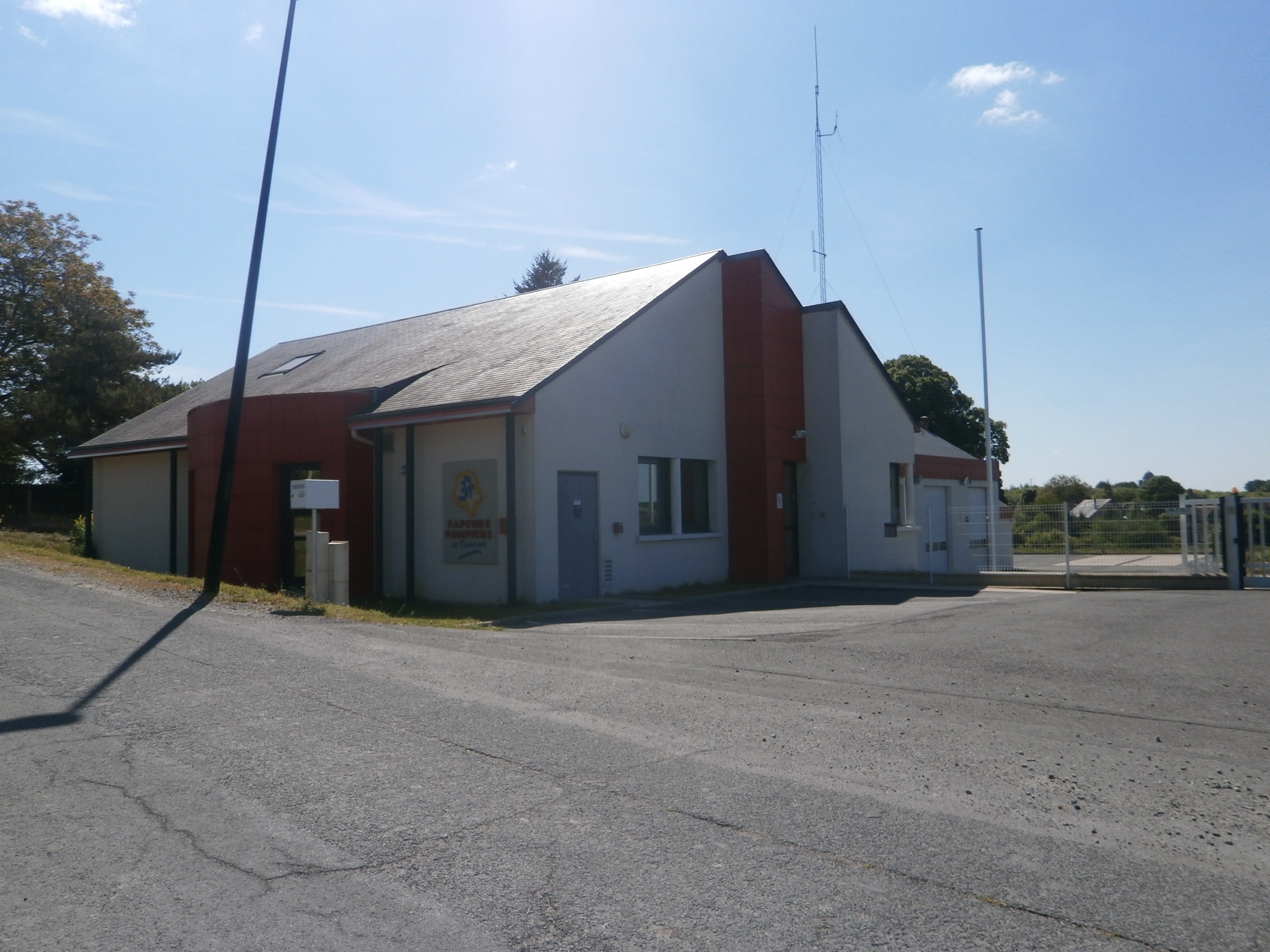
Le centre de secours.

Un médecin généraliste est installé à Montrésor, qui offre également les services d'une pharmacie d'officine. Un cabinet d'ostéopathie devrait également ouvrir dans la commune.
L'hôpital le plus proche est le centre hospitalier des Rives de l'Indre à Loches.
Un centre de secours des sapeurs-pompiers de Touraine est implanté à Montrésor. Il intervient également sur la commune de Villeloin-Coulangé.

### Médias
Le quotidien régional La Nouvelle République du Centre-Ouest consacre quelques pages de son édition Indre-et-Loire, Touraine Est, à l’actualité du canton de Loches. La Renaissance lochoise, « l'hebdomadaire de la Touraine du Sud » est un hebdomadaire d’informations locales sur les cantons du sud de la Touraine.
Parmi les chaînes de télévision de télévision numérique terrestre (TNT) accessibles à tous les habitants de Montrésor, France 3 Centre-Val de Loire et TV Tours Val de Loire relaient, entre autres, les informations locales. Parmi les nombreuses stations de radio disponibles, on peut citer France Bleu Touraine et Graffic, basée à Loches, plus spécialement consacrée à la musique et aux informations locales dans une zone allant de Tours à Poitiers et à Châteauroux.

### Culte
Le territoire de la commune dépend de la paroisse de Montrésor au sein du doyenné de Loches, lui-même partie de l'archidiocèse de Tours, au même titre que cinq autres doyennés. En 2015, l'église Saint-Jean-Baptiste de Montrésor est l'un des huit lieux de culte de cette paroisse ; des offices y sont célébrés en alternance avec les autres églises paroissiales.
Monseigneur Bernard-Nicolas Aubertin est à la tête de l'archidiocèse de Tours depuis 2005.

### Télécommunications et énergie
En 2014, l'accès à internet à haut débit via la technique ADSL 2+ est possible pour tous les habitants de Montrésor abonnés à un réseau de téléphonie fixe.
La commune de Montrésor est rattachée au réseau public de distribution de gaz naturel.

## Économie
Montrésor est classée en zone de revitalisation rurale par arrêté du 16 mars 2017.

### Revenus et fiscalité
En 2015, le revenu fiscal médian par ménage est de 25 968 €, alors que la moyenne départementale s'établit à 32 011 € et que celle de la France métropolitaine est de 32 409 €.
Le revenu net déclaré par foyer montrésorien était pour 2012 de 17 115 euros, valeur nettement inférieure à la moyenne départementale qui s'établissait pour la même année à 19 952 euros. En 2010, la commune ne comptait aucun foyer assujetti à l'impôt de solidarité sur la fortune (ISF).

### Emploi
Les deux tableaux ci-dessous présentent les chiffres-clés de l'emploi à Montrésor et leur évolution sur les six dernières années, :
|                               | Montrésor 2012 | Montrésor 2007 |
| ----------------------------- | -------------- | -------------- |
| Population de 15 à 64 ans     | 191            | 212            |
| Actifs (en %)                 | 75,5           | 69,5           |
| dont :                        |                |                |
| Actifs ayant un emploi (en %) | 62,8           | 63,7           |
| Chômeurs (en %)               | 12,8           | 5,7            |

|                                      | Montrésor 2012 | Montrésor 2007 |
| ------------------------------------ | -------------- | -------------- |
| Nombre d'emplois dans la zone        | 187            | 193            |
| Indicateur de concentration d'emploi | 153,6          | 141,6          |

Si le nombre d'habitants de Montrésor âgés de 15 à 64 ans n'a que peu varié au cours de la période de référence 2007-2012, le pourcentage d'actifs dans cette tranche d'âge a fortement augmenté. Malgré tout, et sur la même période, la chômage a nettement progressé, passant de 5,7 % à 12,8 %.
Si la zone d'emploi de Montrésor se révèle un peu moins génératrice d'emplois en 2012 par rapport à 2007, cela n'influe pas de manière importante sur l'indicateur de concentration d'emploi : en 2012, Montrésor continue à proposer un peu plus d'un emploi et demi pour un actif, valeur très nettement supérieure à la moyenne départementale (l'indicateur de concentration d'emploi en 2012 pour l'Indre-et-Loire est de 98,2). Pourtant, en 2012, seuls 49 des 187 emplois proposés à Montrésor sont occupés par des Montrésoriens. La moitié des actifs de Montrésor travaillent dans le département d'Indre-et-Loire, mais hors de la commune elle-même.

### Tissu économique
Le tableau ci-dessous détaille le nombre d'entreprises implantées à Montrésor selon leur secteur d'activité et le nombre de leurs salariés :
|                                                              | Total | %     | 0 salarié | 1 à 9 salariés | 10 à 19 salariés | 20 à 49 salariés | 50 salariés ou plus |
| ------------------------------------------------------------ | ----- | ----- | --------- | -------------- | ---------------- | ---------------- | ------------------- |
| Ensemble                                                     | 54    | 100,0 | 31        | 18             | 3                | 2                | 0                   |
| Agriculture, sylviculture et pêche                           | 6     | 11,1  | 6         | 0              | 0                | 0                | 0                   |
| Industrie                                                    | 2     | 3,7   | 0         | 2              | 0                | 0                | 0                   |
| Construction                                                 | 5     | 9,3   | 4         | 0              | 1                | 0                | 0                   |
| Commerce, transports, services divers                        | 31    | 57,4  | 18        | 12             | 1                | 0                | 0                   |
| dont commerce et réparation automobile                       | 9     | 16,4  | 6         | 3              | 0                | 0                | 0                   |
| Administration publique, enseignement, santé, action sociale | 10    | 18,5  | 3         | 4              | 1                | 2                | 0                   |
| Champ : ensemble des activités.                              |       |       |           |                |                  |                  |                     |

En 2014, trois nouvelles entreprises se sont créées à Montrésor, une dans le domaine de l'industrie, et deux dans le secteur du commerce. Deux de ces créations sont des entreprises individuelles.
Hormis une entreprise de services à la personne et une administration (enseignement), les établissements de Montrésor sont des petites et moyennes entreprises (PME) employant au maximum 119 salariés. Fin 2013, 31 d'entre elles (soit 57 %) n'avaient même recours à aucune main d'œuvre salariale. Le secteur tertiaire est particulièrement développé.
Fin 2013, la presque totalité (97,7 %) des emplois proposés dans les établissements de Montrésor appartiennent à la sphère présentielle, c'est-à-dire que les biens et services qu'ils produisent sont destinés à satisfaire les besoins locaux, des habitants ou des touristes.

#### Agriculture
Avec trois exploitations implantées sur la commune entre 2010 contre neuf en 1988, l'importance du secteur agricole dans l'économie locale diminue,. La surface agricole utile (SAU) mentionnée pour Montrésor, de 297 ha en 2010 comprend, au sens du recensement de l'agriculture, la surface totale des terres exploitées par les agriculteurs établis sur la commune, ce qui explique que cette SAU soit très supérieure à la superficie cadastrale du territoire communal.
Comme pour beaucoup de communes du sud-est de l'Indre-et-Loire, l'agriculture est dominée par les céréales, les cultures oléagineuses et protéagineuses. Une importante exploitation arboricole a existé à Montrésor dans les dernières décennies du XXe siècle sur des terres appartenant à la famille Branicki ; sa production étant destinée au Royaume-Uni, elle a cessé son activité au début des années 2000 après un durcissement des règles commerciales bilatérales. Renouant avec une tradition viticole du Lochois au XIXe siècle oubliée après l'invasion du phylloxéra en 1882, de nouvelles vignes ont été plantées à Montrésor en 2014.

#### Industrie et artisanat
Ce domaine de l'activité économique communale est principalement couvert par des entreprises du secteur des bâtiments et travaux publics : menuisier, charpentier-couvreur, peintre en bâtiments.

#### Commerces et services
La ville de Montrésor, par son statut d'ancien chef-lieu de canton, propose divers équipements habituels dans ce type de commune, mais elle a également développé des services destinés à répondre aux besoins des visiteurs comme des habitants : bureau de poste occupant l'ancienne gare ferroviaire, agence bancaire, agent d'assurance, maison de Pays, magasins proposant souvenirs et produits locaux, restaurants, commerces alimentaires dont une supérette, salon de coiffure, etc. Un marché est organisé à Montrésor, hebdomadaire de juin à septembre, mensuel le reste de l'année. Trois assistantes maternelles peuvent prendre en charge dix enfants. Une clinique vétérinaire occupe depuis 2010 les locaux laissés vacants après le départ des bureaux du Trésor public.
Une association locale ADMR (services à la personne à domicile), intervenant sur Montrésor, son siège, mais aussi sur les communes avoisinantes, est le plus important employeur de la commune avec 47 salariés en 2014. Le second plus gros employeur de main d'œuvre est le collège de Montrésor (31 enseignants et administratifs en 2014).

#### Tourisme
Au 1er janvier 2015, l'Insee ne recense aucun hôtel ni camping sur le territoire de Montrésor. Par contre, Montrésor dispose de trois établissements « chambres d'hôte » et d'une aire de stationnement et de services pour camping-cars (alimentation en eau et électricité, bacs de récupération des eaux usées). Des services complémentaires (campings, gîtes ruraux) sont disponibles dans les communes limitrophes.

## Culture locale et patrimoine

### Lieux et monuments

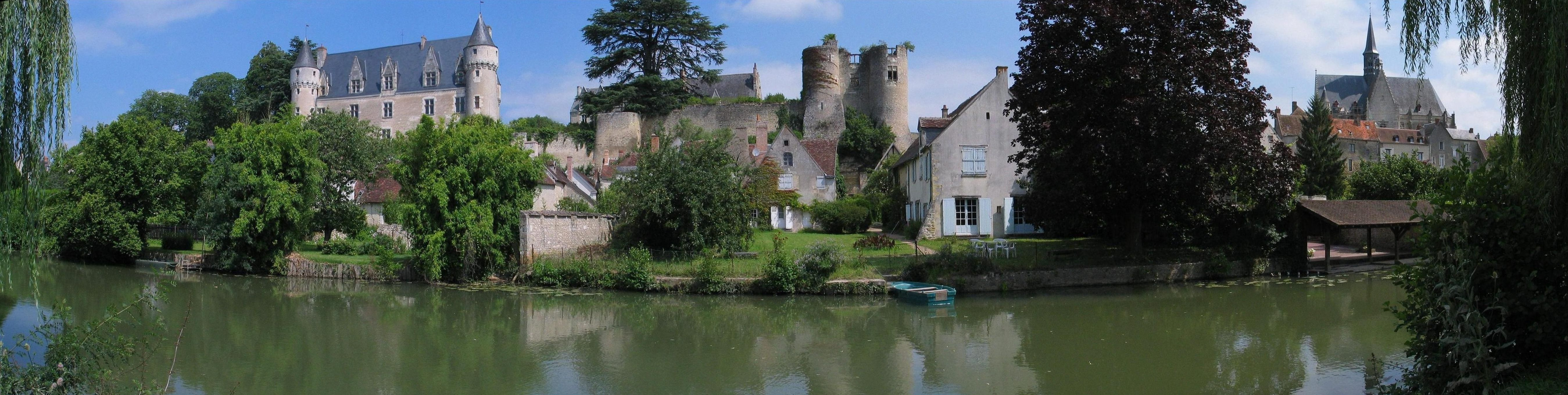
Le village vu des bords de l’Indrois.
En arrière-plan et de gauche à droite, le logis Renaissance, les ruines de la forteresse médiévale et la collégiale Saint-Jean-Baptiste.

#### Château de Montrésor
Trois châteaux successifs sont construits sur le même site, mais à des emplacements légèrement différents.
Un éperon rocheux a accueilli successivement un donjon attribué à Foulques Nerra et intégré au système défensif des comtes d'Anjou en Touraine, une forteresse médiévale construite par Jean IV de Bueil, grand Maître des arbalétriers de France, puis un logis Renaissance édifié par Imbert de Batarnay, influent personnage auprès de quatre rois de France. Après la période révolutionnaire au cours de laquelle le château, mal entretenu, est passé entre les mains de plusieurs propriétaires successifs, le comte Xavier Branicki, émigré polonais, mécène et maire de Montrésor de 1860 à 1870, rachète le domaine en 1849, répare certaines parties du château, en reconstruit d'autres ; il meuble le logis principal en style Second Empire et le décore avec de nombreuses œuvres d'art. Sa famille, toujours propriétaire, habite une partie du château presque totalement ouvert au public.
Le château, ses communs, les enceintes et les jardins sont inscrits sur la liste des monuments historiques comme édifices classés depuis le 13 février 1996.

#### Collégiale Saint-Jean-Baptiste

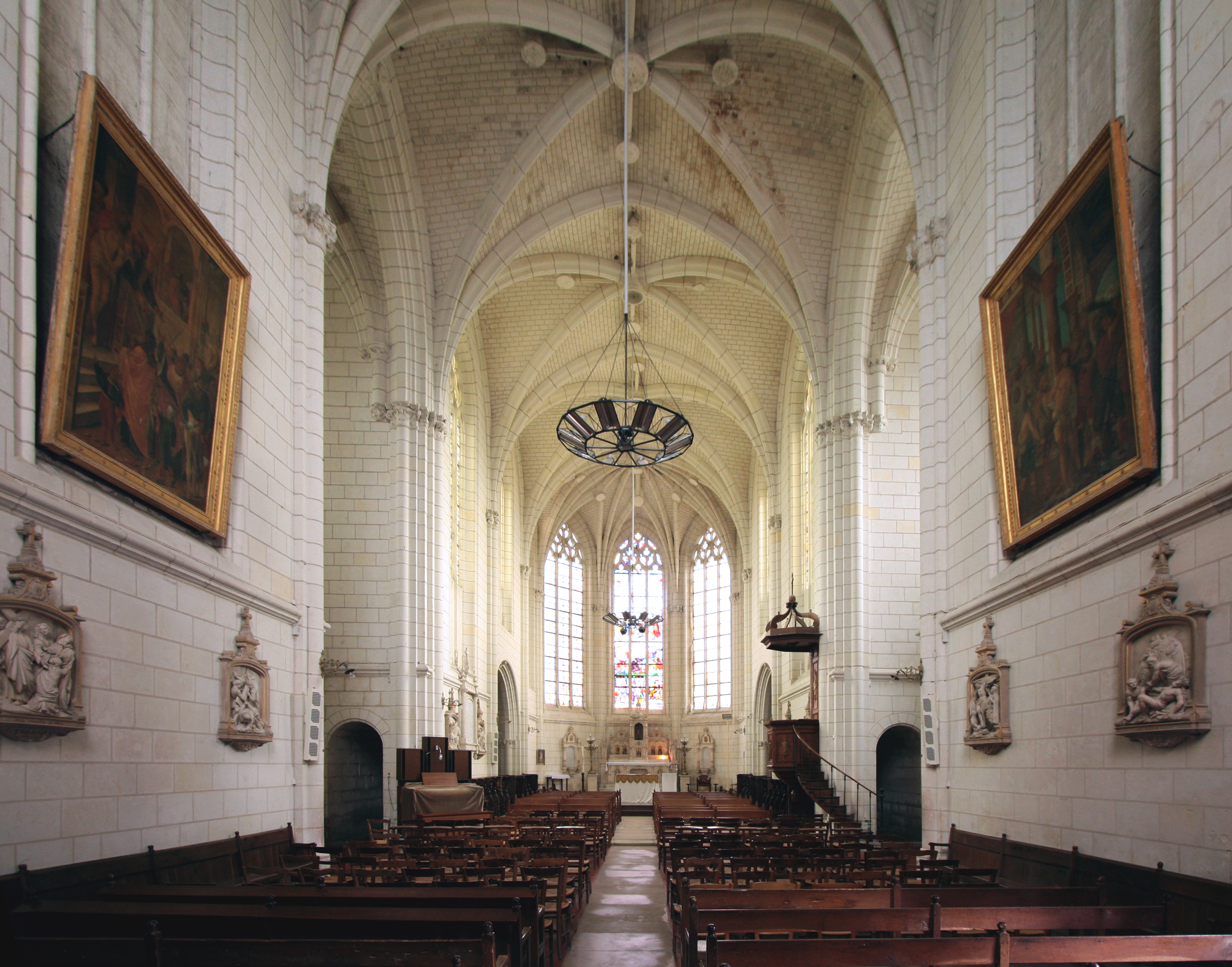
Vue générale intérieure de l'église.

Construite à peu de distance du château et fondée en 1521 par Imbert de Batarnay, seigneur de Montrésor, qui souhaite en faire la sépulture de  sa famille, elle est rapidement élevée au rang de collégiale et abrite un collège de douze chanoines. Depuis 1700 et la création de la paroisse de Montrésor, elle assure la fonction d'église paroissiale. À la Révolution française, alors que le collège de chanoines s'est fortement réduit depuis un siècle, les derniers d'entre eux se dispersent mais l'église, bien que pillée et victime d'importantes dégradations, conserve sa fonction paroissiale, qu'elle assure encore au XXIe siècle.
Si son architecture est marquée par la fin de l'époque gothique, son décor porte l'empreinte des débuts de la Renaissance française. L'église a fait l'objet de nombreuses restaurations et réparations, notamment dans la seconde partie du XIXe siècle sous l'impulsion de la famille Branicki, et surtout de Xavier Branicki. La restauration du tombeau des Batarnay est l'une des interventions les plus symboliques de cette époque.
Elle est classée au titre des monuments historiques par la liste de 1840. En accord avec le diocèse de Tours, des manifestations culturelles y sont organisées.

#### Maison duXVesiècle
Située à l'aplomb du château, en bordure de la rue qui passe en contrebas, adossée au coteau, cette maison à étages construite au XVe siècle se singularise par ses murs pignon et gouttereaux à pans de bois. Les murs étant crépis, il n'est pas possible de savoir quel matériau, pierre ou brique, compose le hourdage. Un arrêté du 25 juin 1929 l'a inscrite sur la liste des monuments historiques.

#### Logis du Chancelier
Cet hôtel particulier fut construit en 1581, en contrebas du château dont il dépendait. Un angle de sa façade s'orne d'une échauguette montée sur cul-de-lampe et ses combles prennent jour, vers l'est, par deux fenêtres à meneaux ornés de motifs Renaissance. C'est en 2015 le siège de la mairie de Montrésor, mais depuis 1860 et jusqu'en 1993, le bâtiment a abrité la gendarmerie ; il a été restauré en 1997. Ses façades et sa toiture sont inscrites au titre des monuments historiques par arrêté du 18 juin 1962.

#### Halle aux laines
Construite au XVIIe siècle, cette halle surmontée d'un étage mansardé rappelle par son nom le travail de la laine qui fut une importante activité économique du village jusqu'au XIXe siècle ; les étoffes, stockées dans les combles, étaient vendues sous la halle. Son rez-de-chaussée abrite, au XXIe siècle, le marché de Montrésor et son étage accueille des expositions temporaires, ou permanentes sur l'histoire de Montrésor. La halle aux laines est également appelée halle aux cardeux (cardeurs) et l'assimilation est telle qu'au XIXe siècle ce surnom s'étendait à l'ensemble des habitants de Montrésor. La halle aux laines de Montrésor est inscrite au titre des monuments historiques depuis 1926.

Monuments historiques de Montrésor.
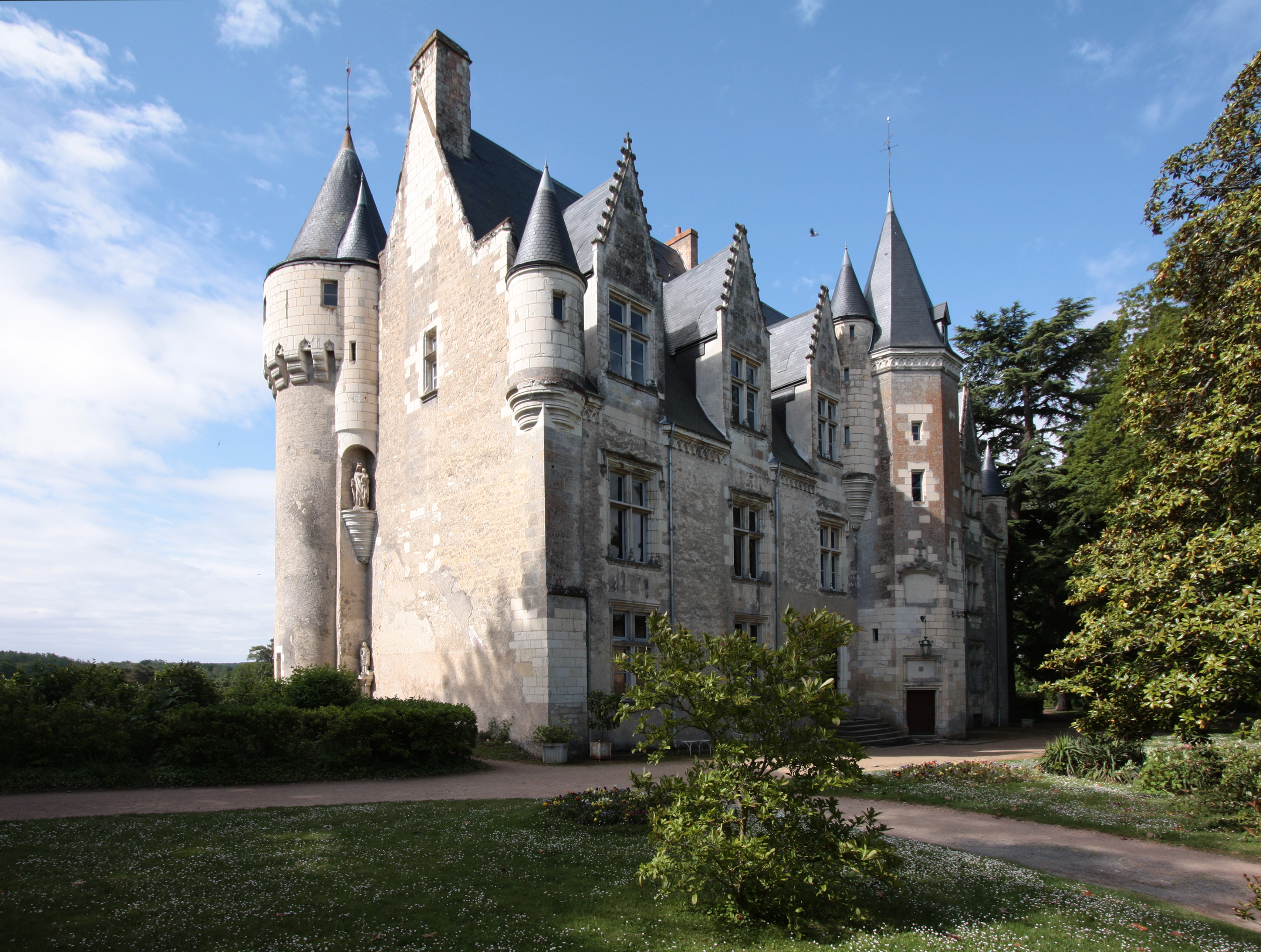
Château Renaissance.
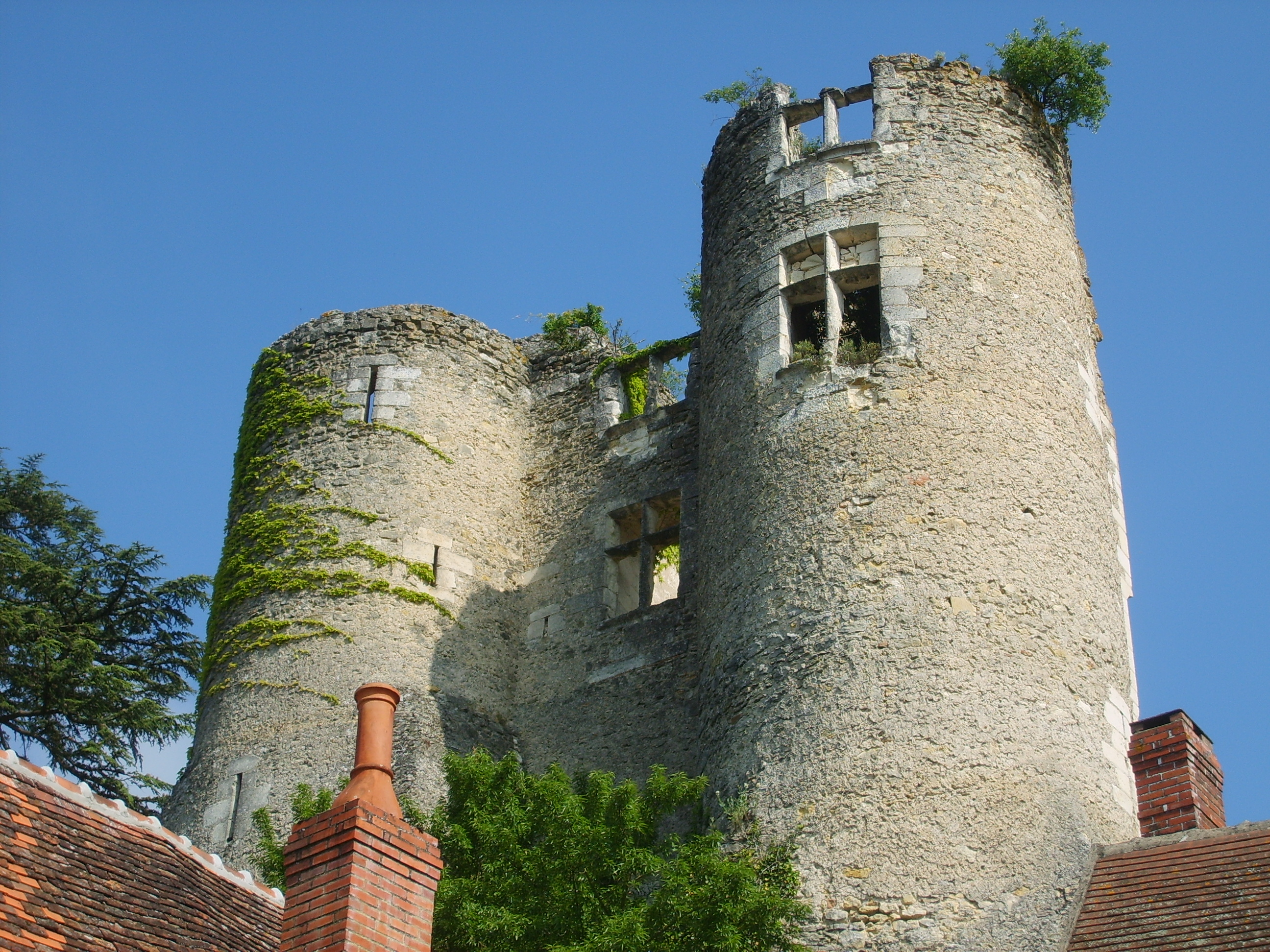
Ruines de la forteresse médiévale.
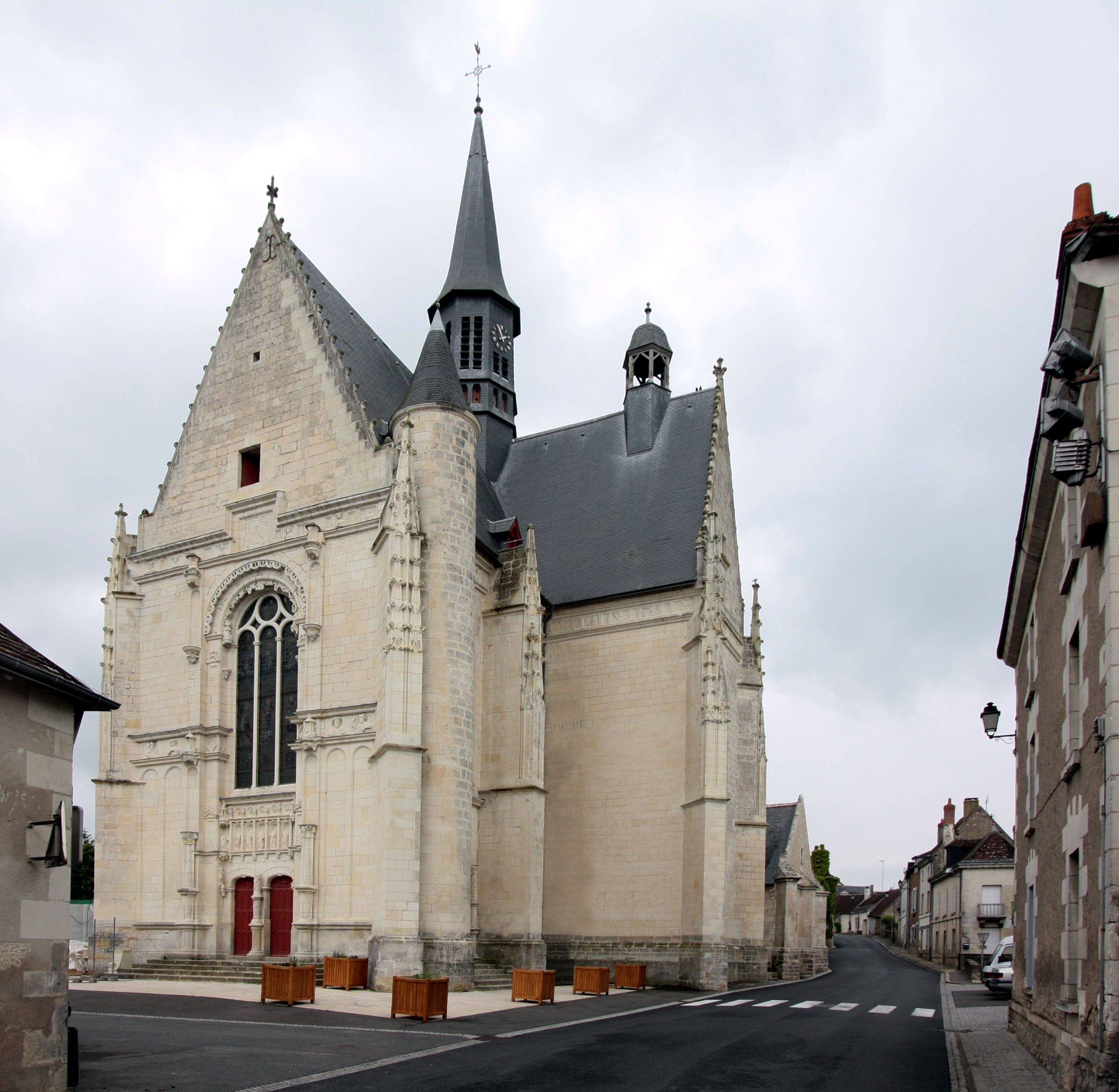
Collégiale Saint-Jean-Baptiste.
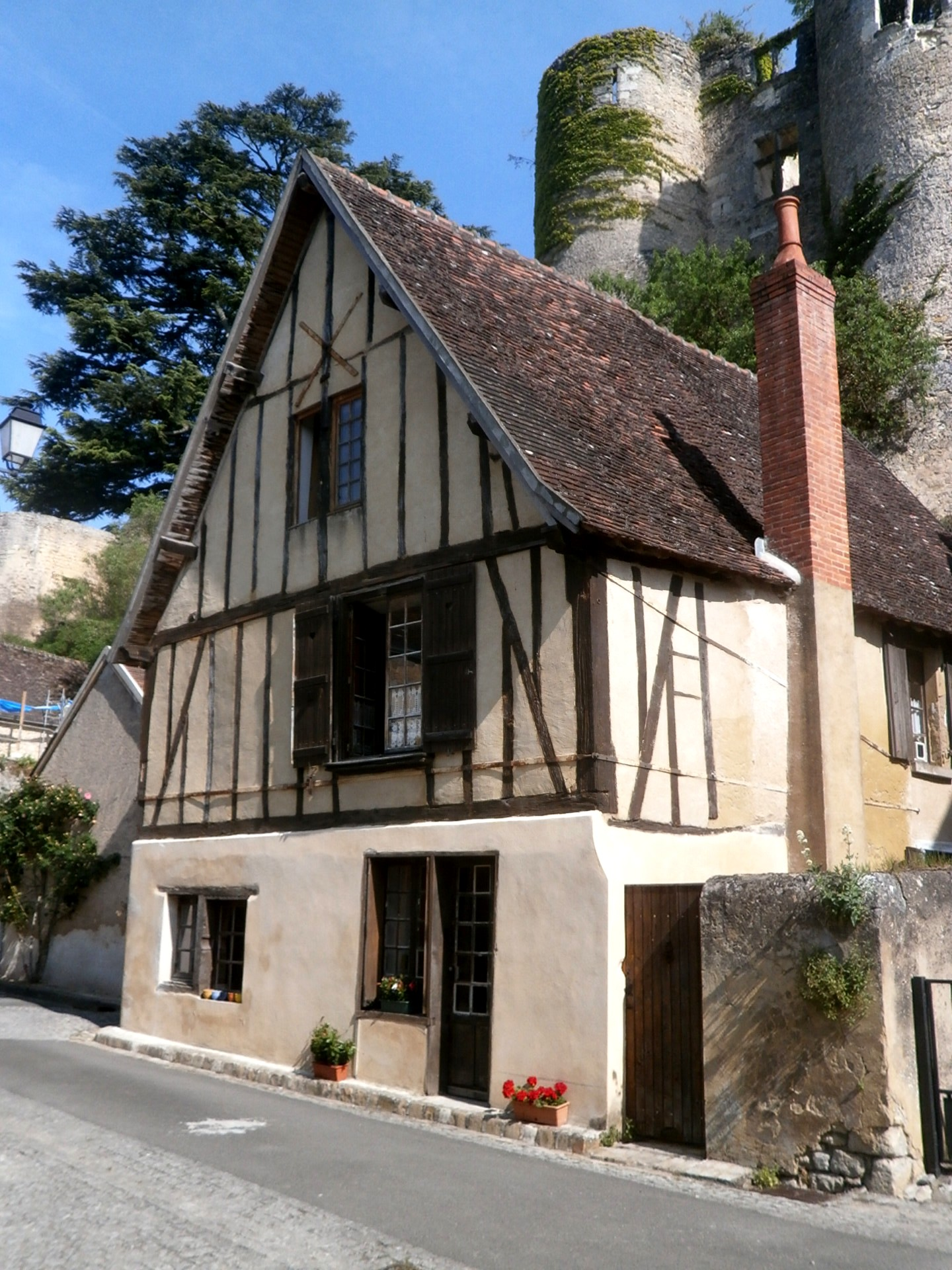
Maison à pans de bois.
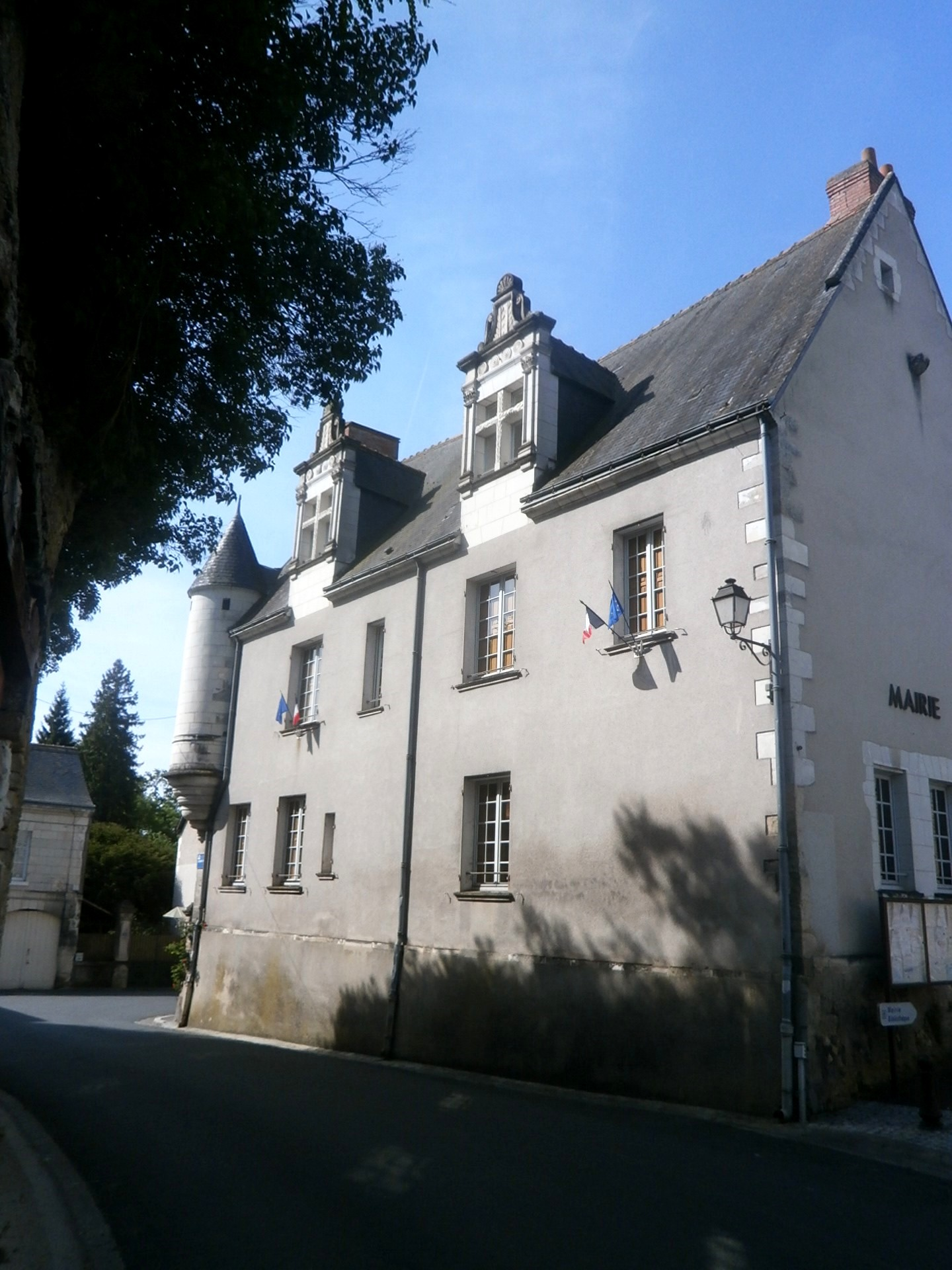
Logis du Chancelier.
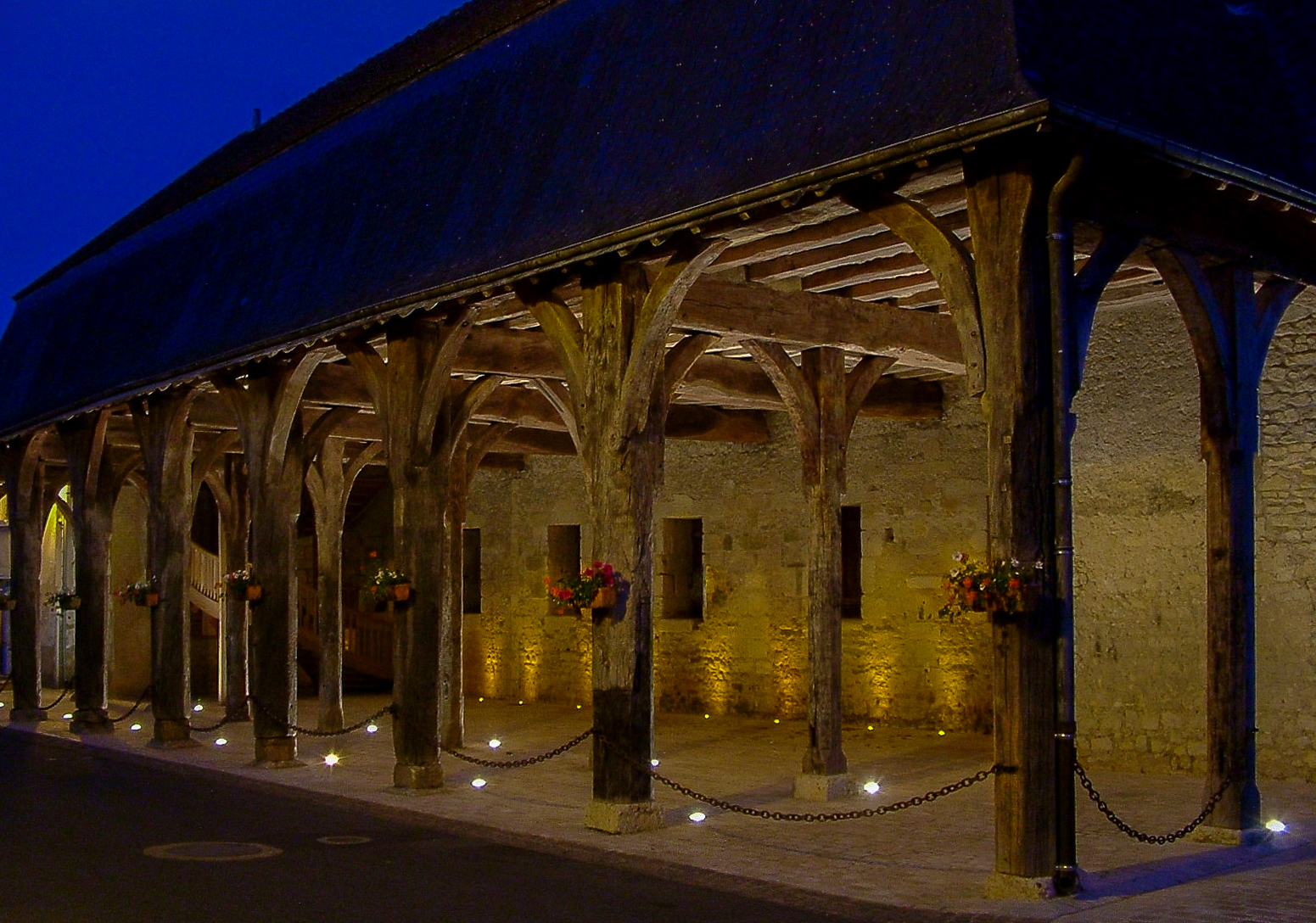
Halle aux laines.

#### Autres lieux et monuments
L'ancienne chapelle Saint-Roch, dans la rue Xavier-Branicki, dédiée au saint patron de la paroisse, fut construite en 1529, partiellement troglodytique. Désaffectée, elle ne se reconnaît plus qu'à ses fenêtres en arc brisé, dont l'une s'orne d'un remplage très décoré, et à une niche ayant longtemps abrité une statue de saint Roch désormais visible dans la collégiale,. Cette chapelle, située sur un itinéraire médiéval de Châtillon-sur-Indre à Montrichard, à proximité d’un gué sur l’Indrois, a pu, avant la XVe siècle, être dédiée à saint Blaise ; cette association d’un gué (à l'emplacement du lavoir) et d’un lieu de culte à saint Blaise était fréquente : les voyageurs traversant le gué dans l’eau froide invoquaient le saint, guérisseur des congestions et des maux de gorge.
Au centre du cimetière, Xavier Branicki fit édifier une chapelle servant de tombeau aux membres de sa famille, mais aussi à d'autres exilés polonais. De style néo-gothique, elle porte sur sa façade le blason des Branicki et leur devise : Pro fide et patria (Pour la foi et la patrie).
Le pont du jardinier est une passerelle en fer enjambant l'Indrois. Fabriquée dans les ateliers de Gustave Eiffel, elle fut installée, selon une tradition non attestée, pour permettre au prince Napoléon, en visite au château, d'aller à la chasse sans passer par le gué, seul autre moyen à l'époque pour franchir l'Indrois. Elle doit son nom au fait qu'elle était empruntée par les jardiniers du château qui allaient travailler sur l'autre rive.
Sur la rive gauche de l'Indrois, une construction circulaire au toit conique abrite le dispositif du bélier hydraulique qui permettait, au XIXe siècle, d'alimenter en eau le château et deux fermes. L'installation, qui n'est plus utilisée, est pourtant toujours fonctionnelle.
Pour amender les terres agricoles acides de la gâtine et préparer les composants du mortier utilisé dans la construction, de nombreux fours à chaux ont été construits dans le sud de la Touraine. Celui de Montrésor, installé au sud-ouest du territoire communal, en limite de Chemillé-sur-Indrois, n'a fonctionné que de 1899 à 1930. Son équipement est conservé.
Deux lavoirs sont encore en place sur la rive droite de l'Indrois, au fond d'une placette pour le lavoir public, au bout d'un jardin pour le lavoir privé. Ils sont désaffectés mais maintenus en l'état, l'un d'entre eux est même encore muni de sa planche à laver.
Le massif de tuffeau jaune du Turonien sur lequel est bâti le château est creusé de caves et d'habitations troglodytiques dont certaines sont encore occupées ou servent de dépendances.
La rue Branicki est tracée sur l'emplacement du fossé sec qui éventrait le coteau à l'est du château ; une arche remplaçant le pont-levis, restaurée au XIXe siècle, fut ménagée au-dessus de cette rue pour permettre aux châtelains d'aller directement du château à la collégiale. Cette arche, nommée pont Bouvet, supporte l'impasse Potocki.
Une maison à étages, construite au XVIe siècle, était le four banal communal où les habitants devaient venir faire cuire leur pain, moyennant redevance au boulanger : les fours étaient installées au rez-de-chaussée. L'un d’eux a même pu servir, en raison de ses dimensions, au séchage des fibres de chanvre après rouissage. L'étage servait de salle de réunion pour les procès en justice ou les assemblées des chefs de famille sous la direction du syndic avant la Révolution.
La maison du doyen de la collégiale, construite à la fin du XVIe siècle a été remaniée au XVIIe siècle. Elle est alors habitée par Henri Fauchère, doyen de 1619 à 1660, qui est également abbé confidentiaire de l'abbaye Saint-Pierre de Brantôme. La lucarne de sa façade est ornée des armes parlantes d'Henri Fauchère (un blason orné d'une faux), de son monogramme (les lettres H et Φ entrelacées) et de sa devise : « HIC SECA, ILLIC SALVA ». Une autre inscription, au-dessous, porte la mention « MAECENATIBVS ».

Autres lieux et monuments de Montrésor (sélection).
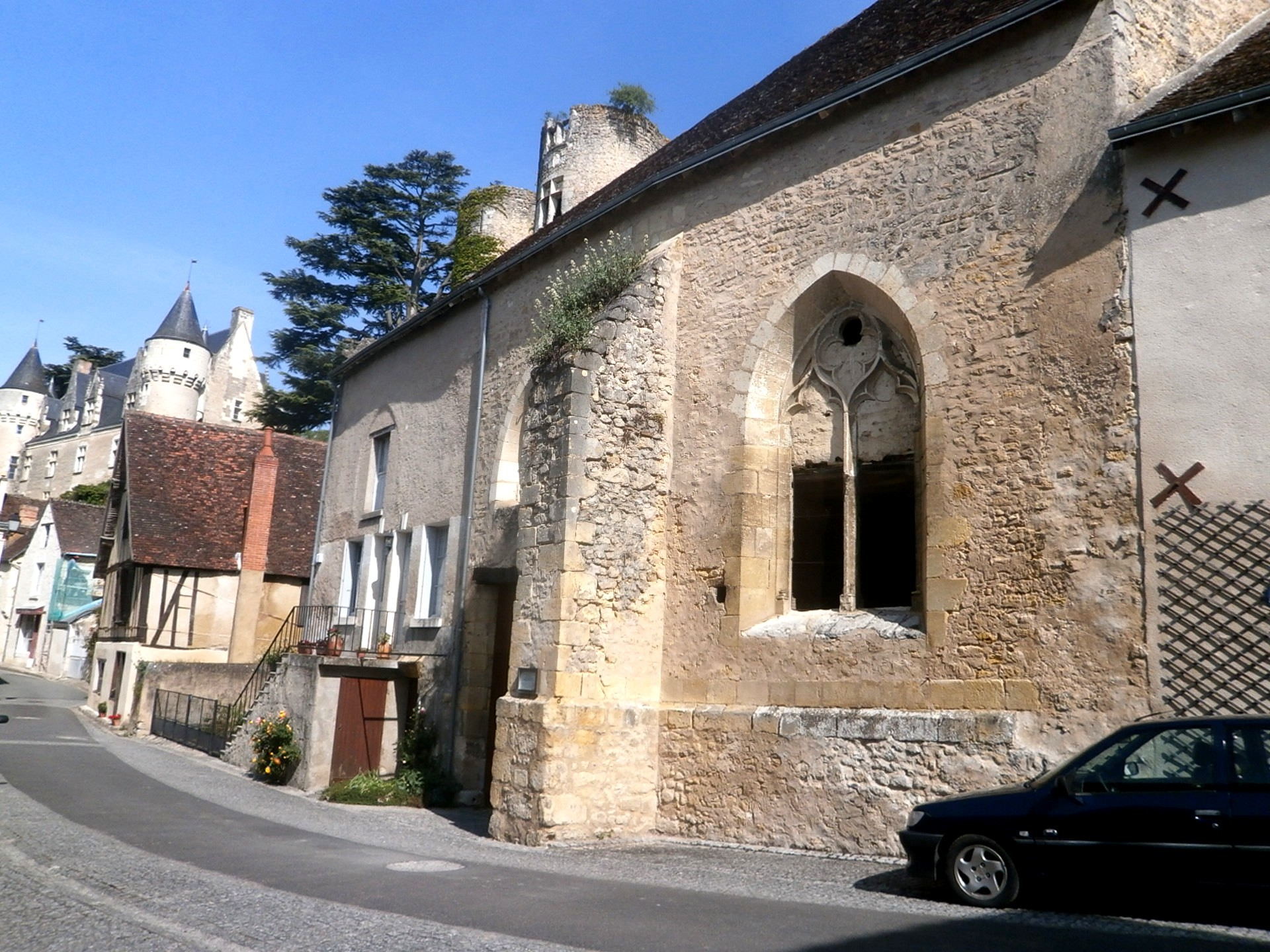
L'ancienne chapelle Saint-Roch.
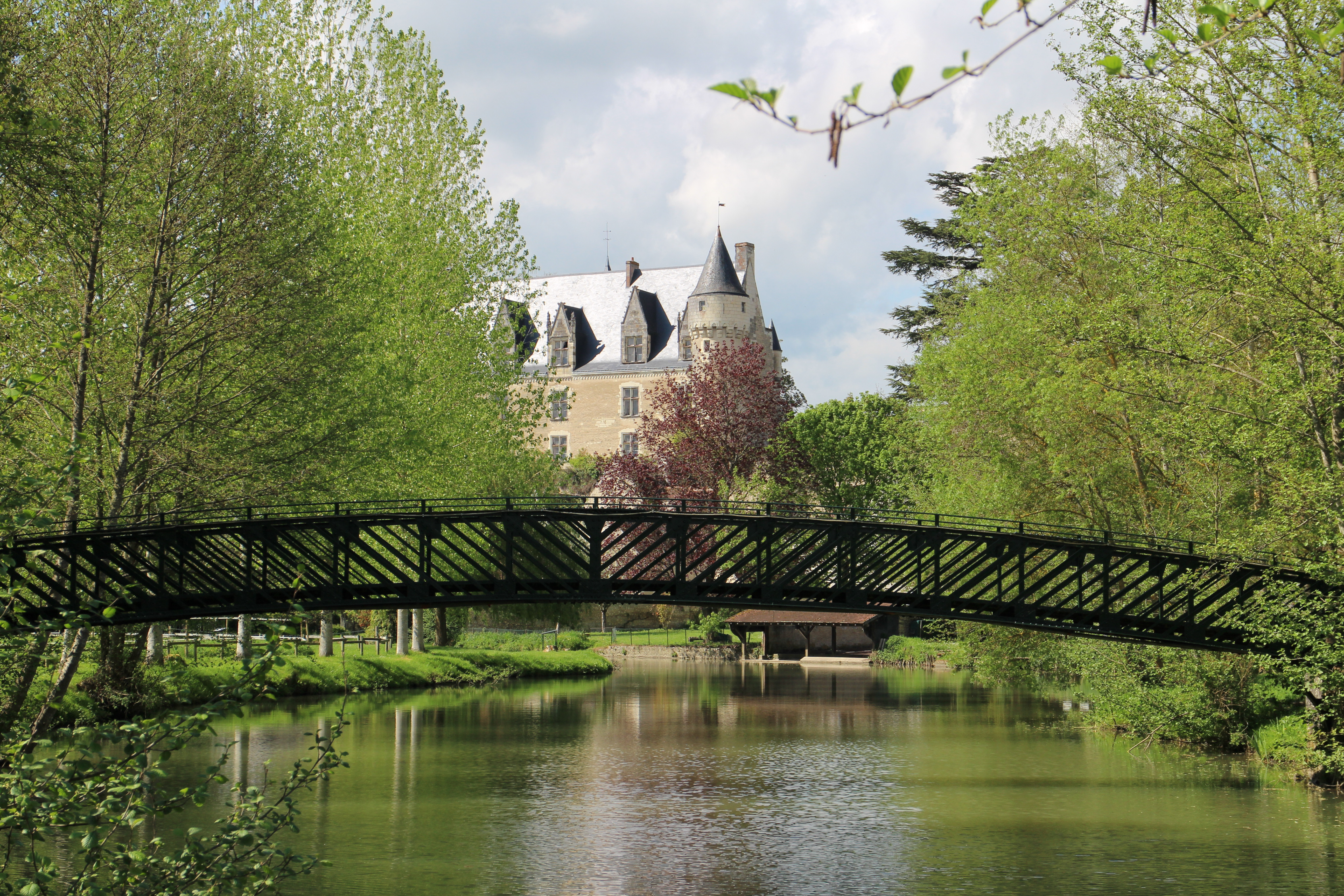
Le pont du jardinier.
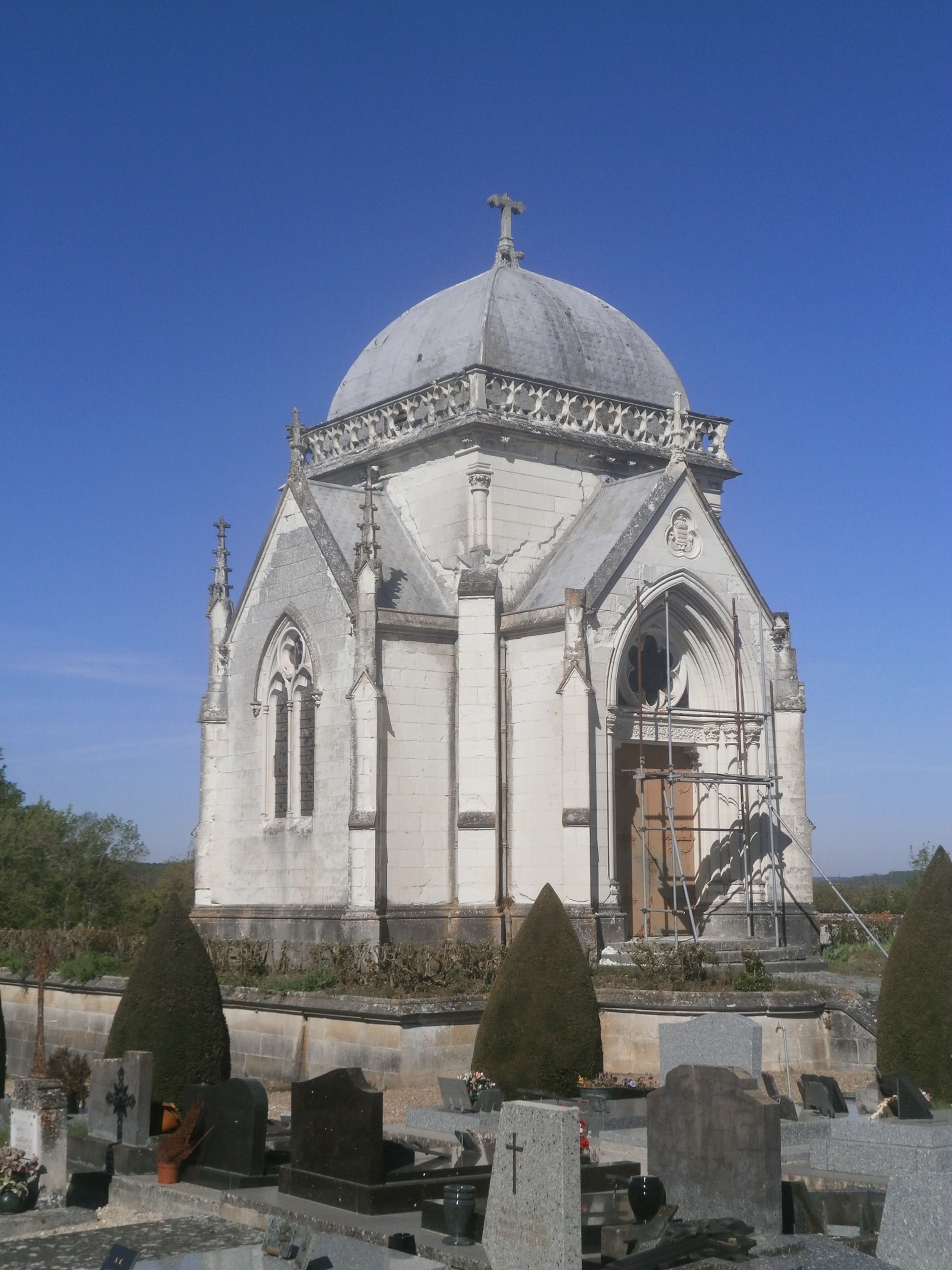
La chapelle des Branicki.
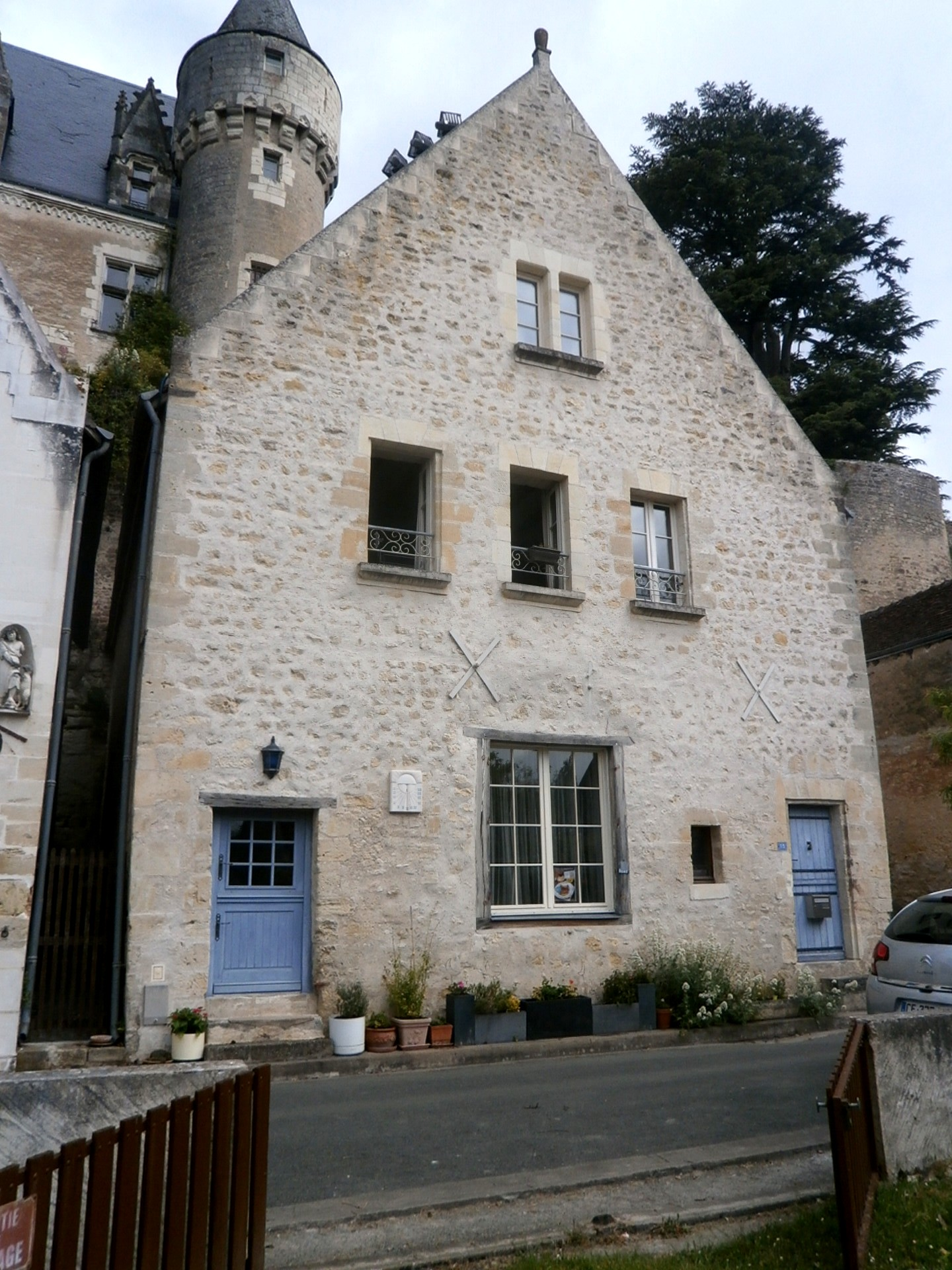
Le four banal de Montrésor.
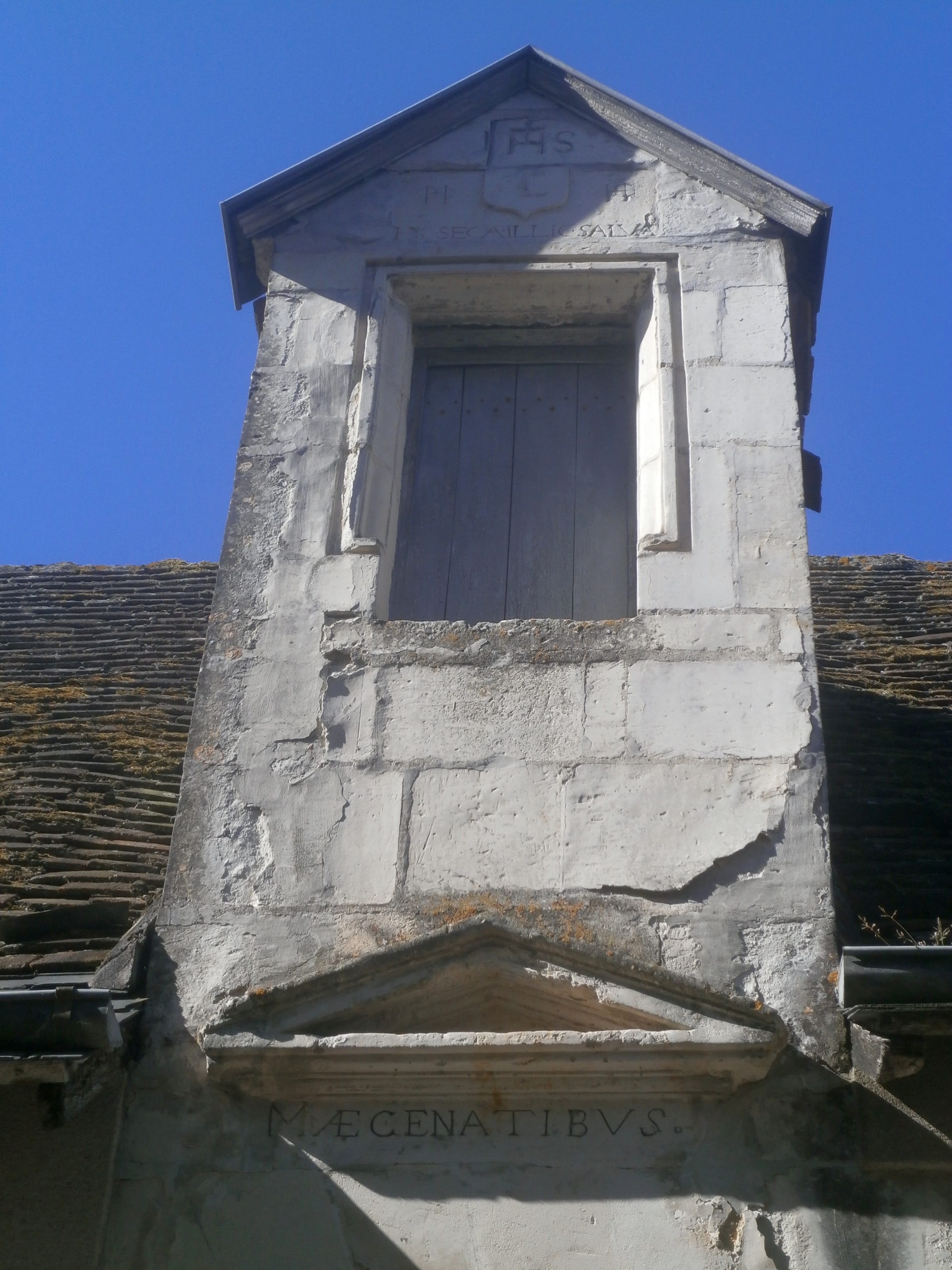
Une maison canoniale.
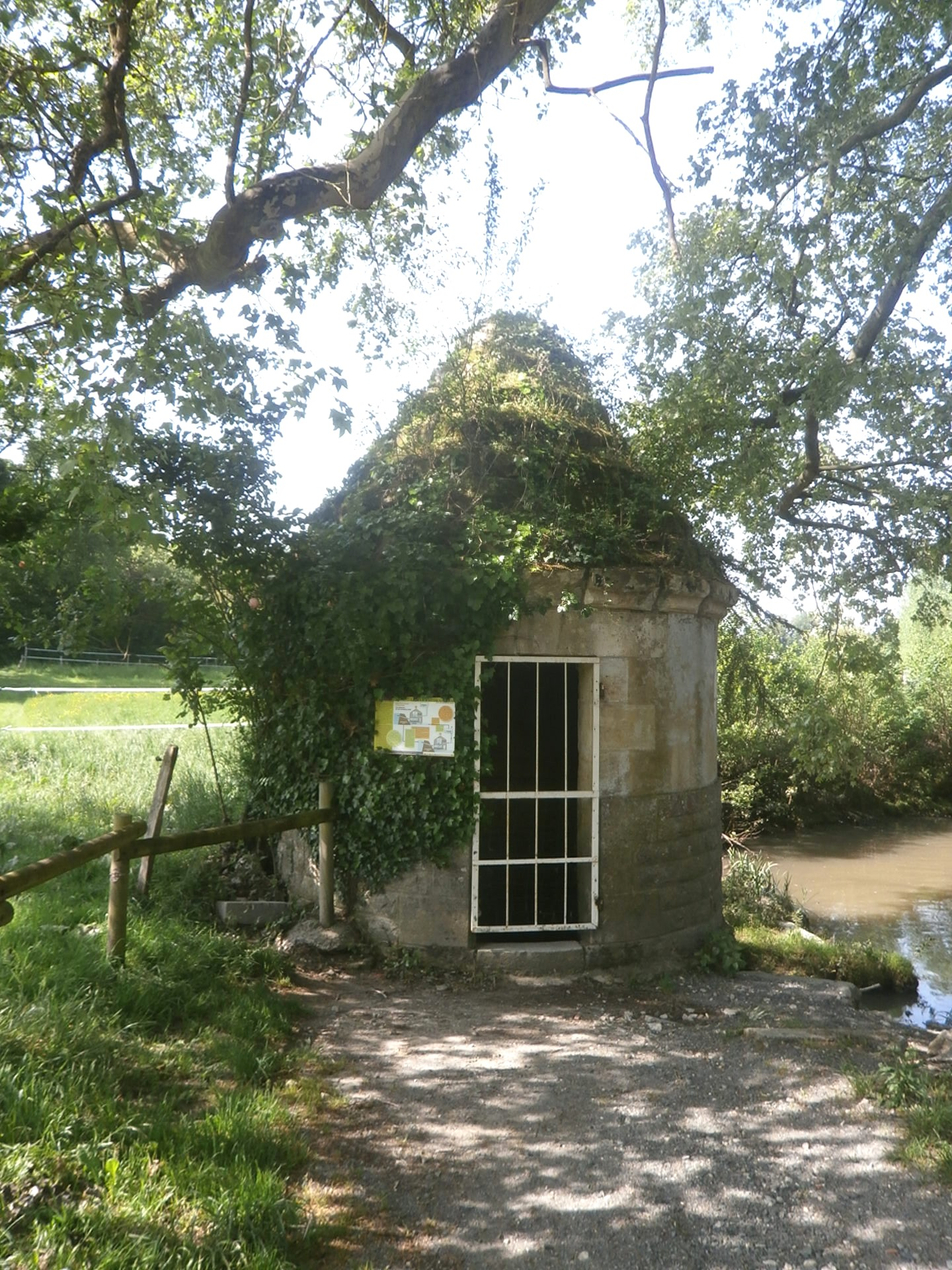
Le bélier hydraulique.
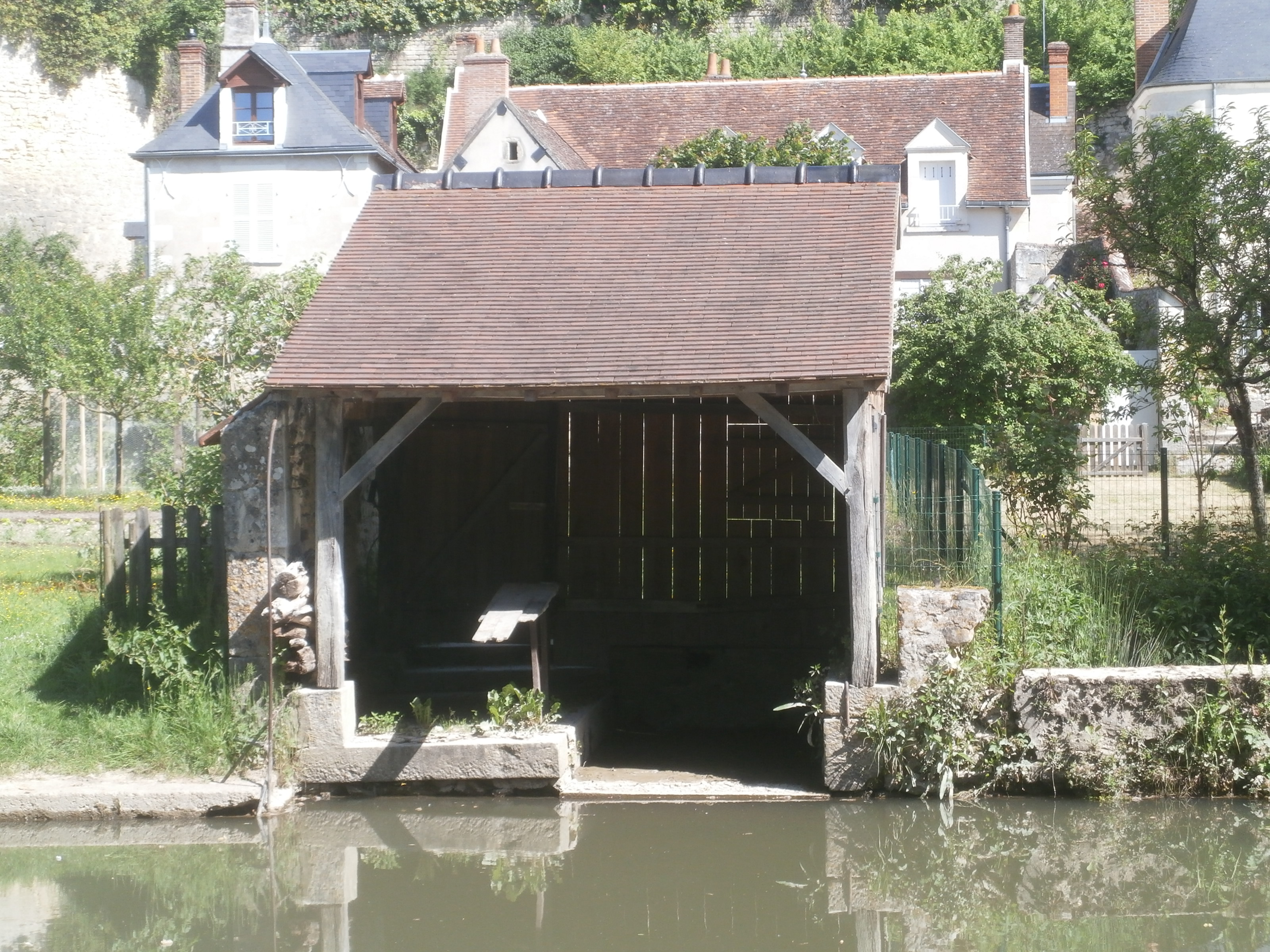
Un lavoir privé.
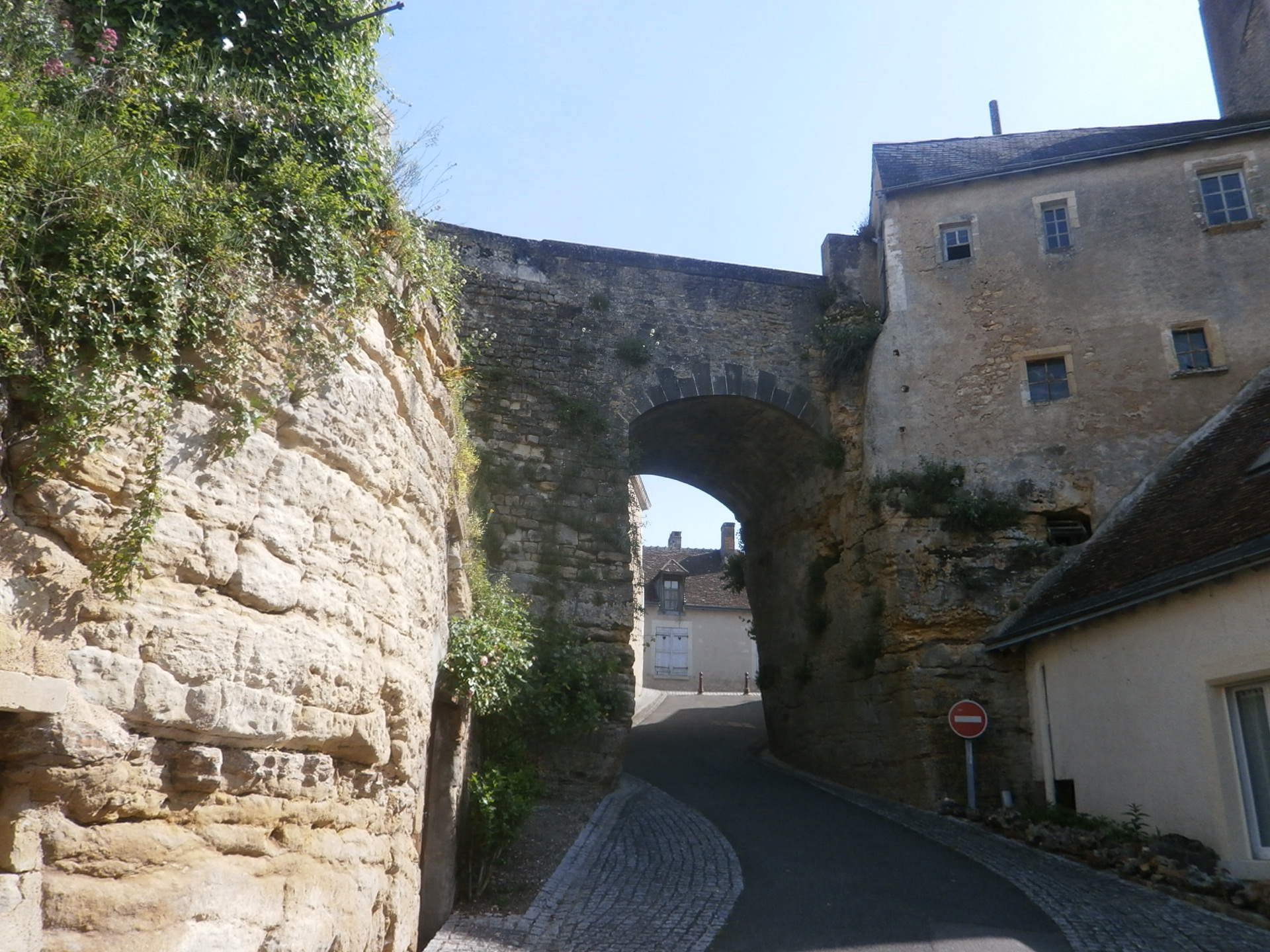
Le pont Bouvet enjambant la rue Branicki.

### Patrimoine naturel

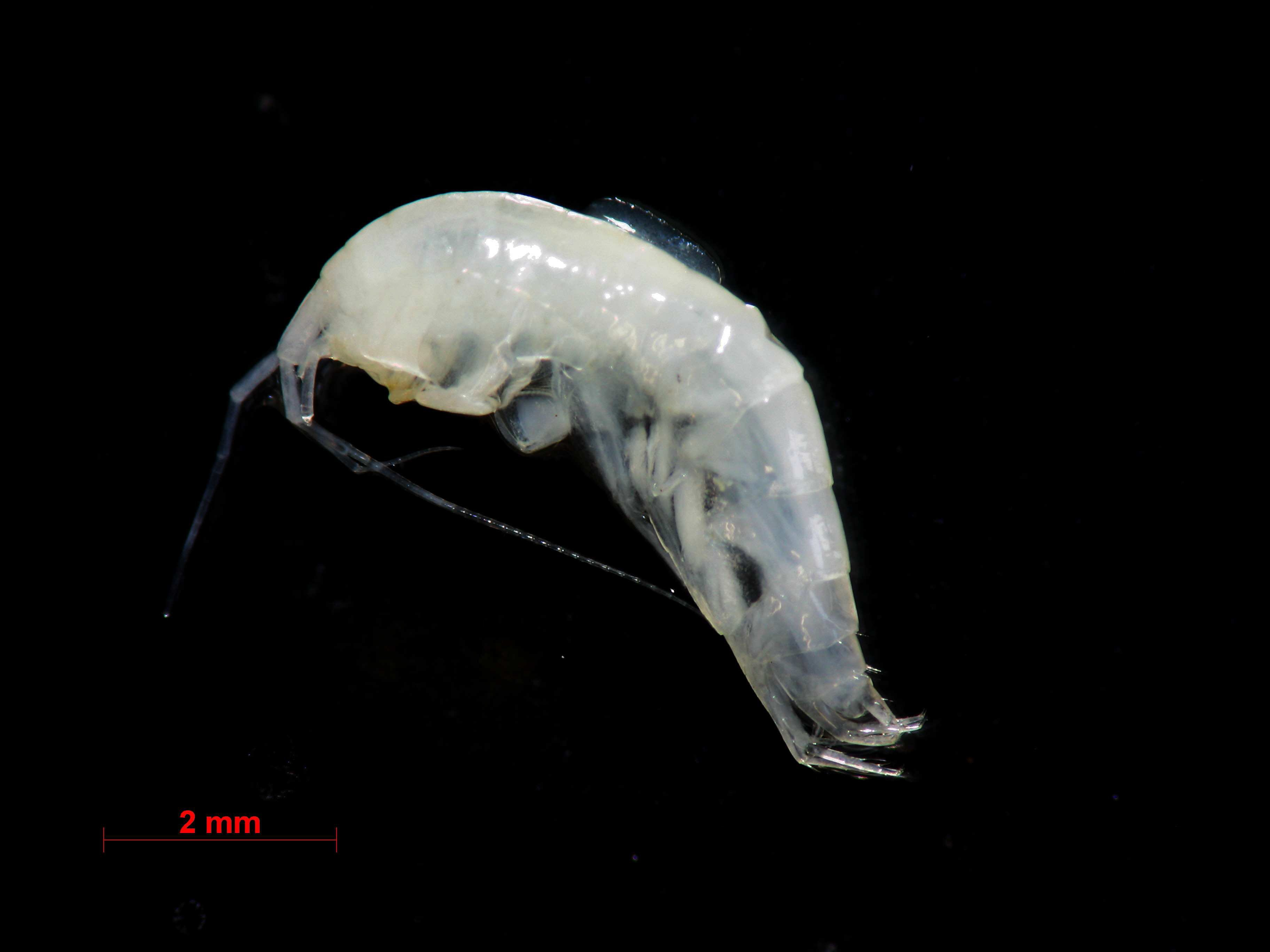
Niphargus ictus.

Le territoire communal de Montrésor n'est intégré à aucune structure d'observation ou de protection du patrimoine naturel recensée par l'inventaire national du patrimoine naturel.
Le réseau de cavités souterraines dans lequel coule la Rouère, plus vaste réseau hydrographique souterrain d'Indre-et-Loire, abrite un écosystème cavernicole spécifique, avec notamment des crustacés aquatiques aveugles appartenant au genre Niphargus.

### Patrimoine gastronomique
La commune se trouve dans l'aire géographique et dans la zone de production du lait, de fabrication et d'affinage de deux fromages de chèvre, Sainte-Maure de Touraine et Valençay, produits d'appellation d'origine protégée (AOP) ou appellation d'origine contrôlée (AOC). Onze types de vins tranquilles ou effervescents (crémants) bénéficient des mêmes appellations.
Par ailleurs, les rillettes de Tours, le bœuf du Maine, les volailles du Berry et vingt-deux types de vins tranquilles bénéficient d'une indication géographique protégée (IGP) s'ils sont produits sur le territoire de Montrésor.

Quelques éléments du patrimoine gastronomique de Montrésor.
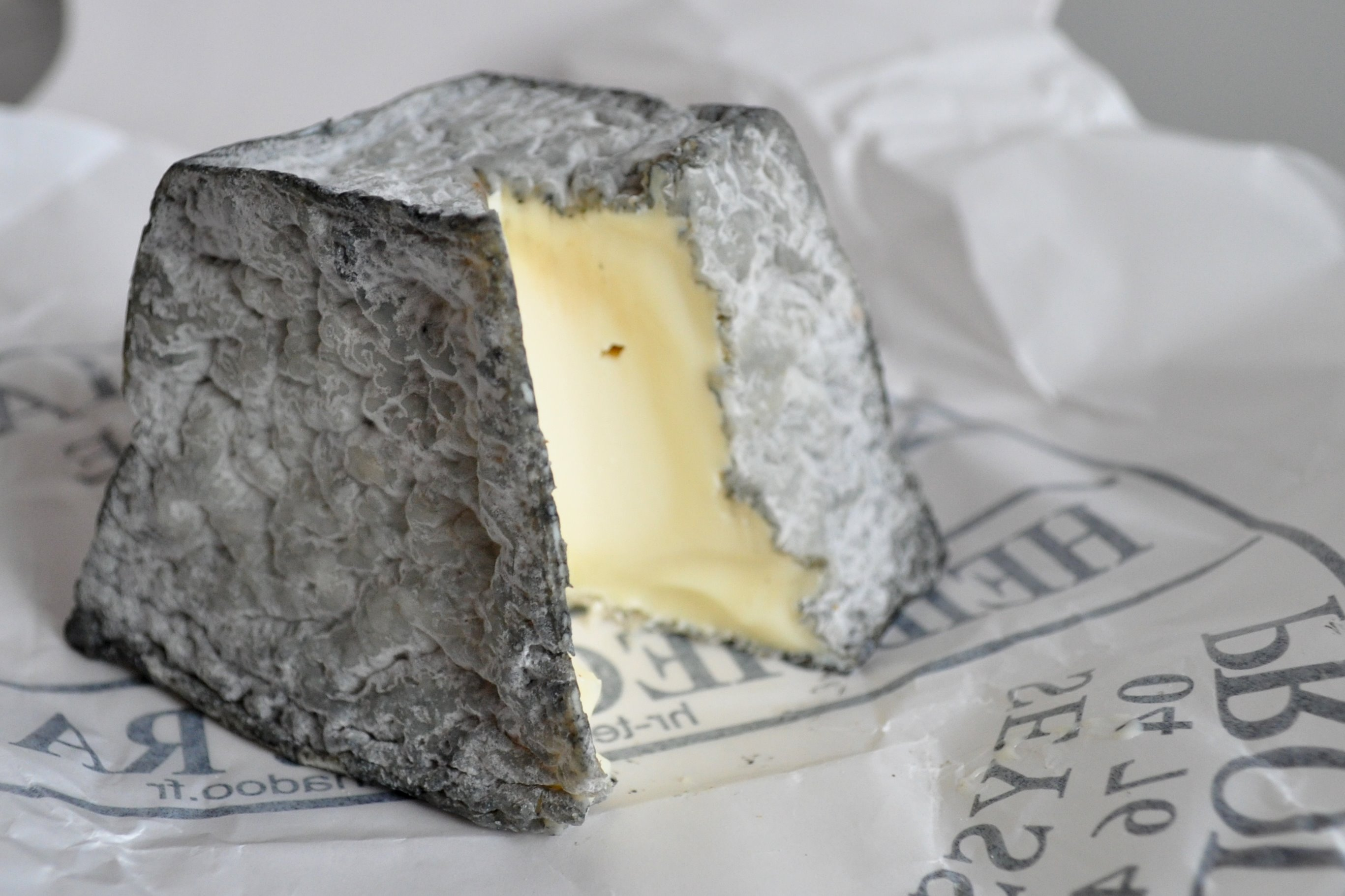
Fromage de Valençay.
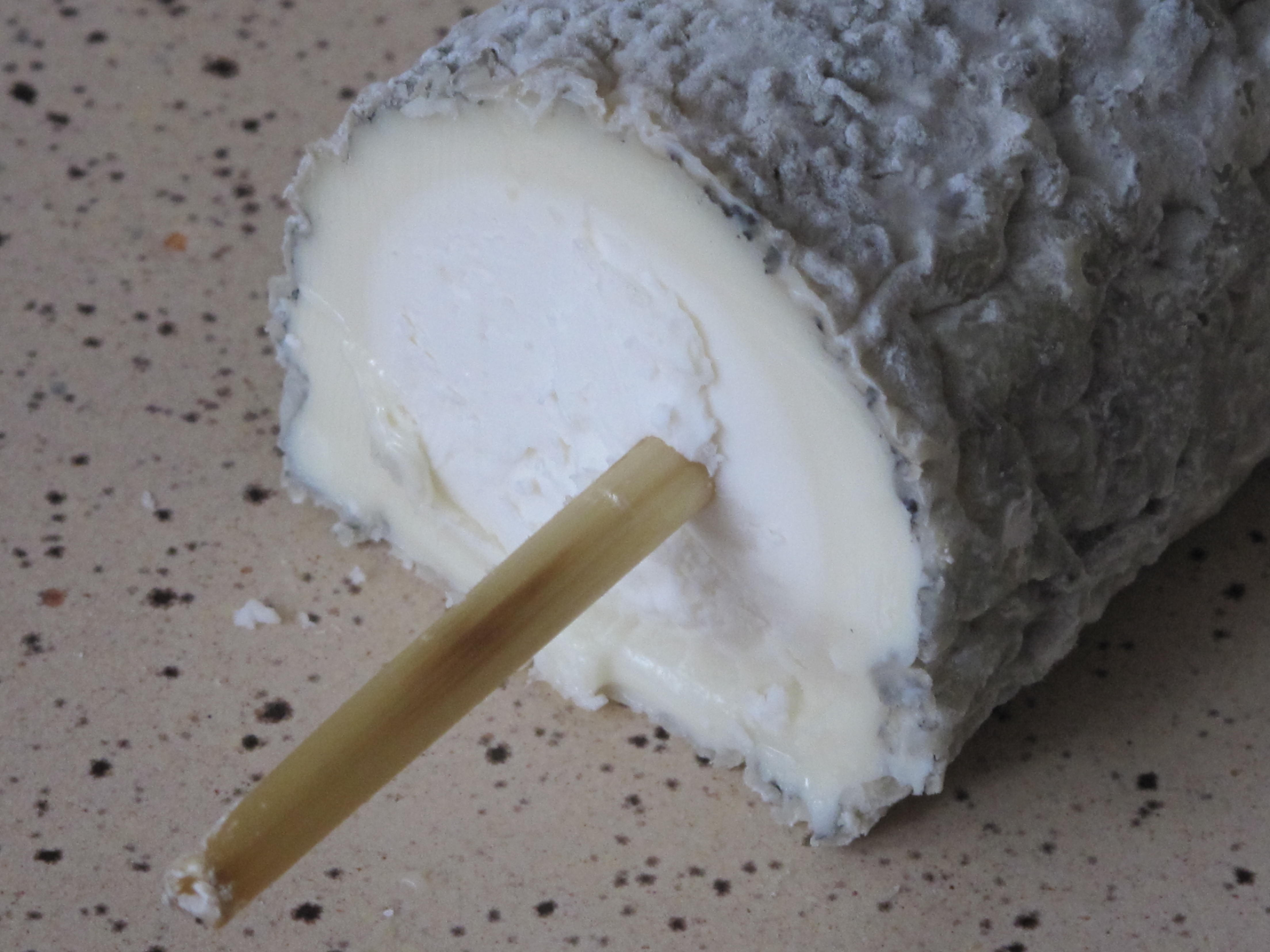
Fromage de Sainte-Maure-de-Touraine.
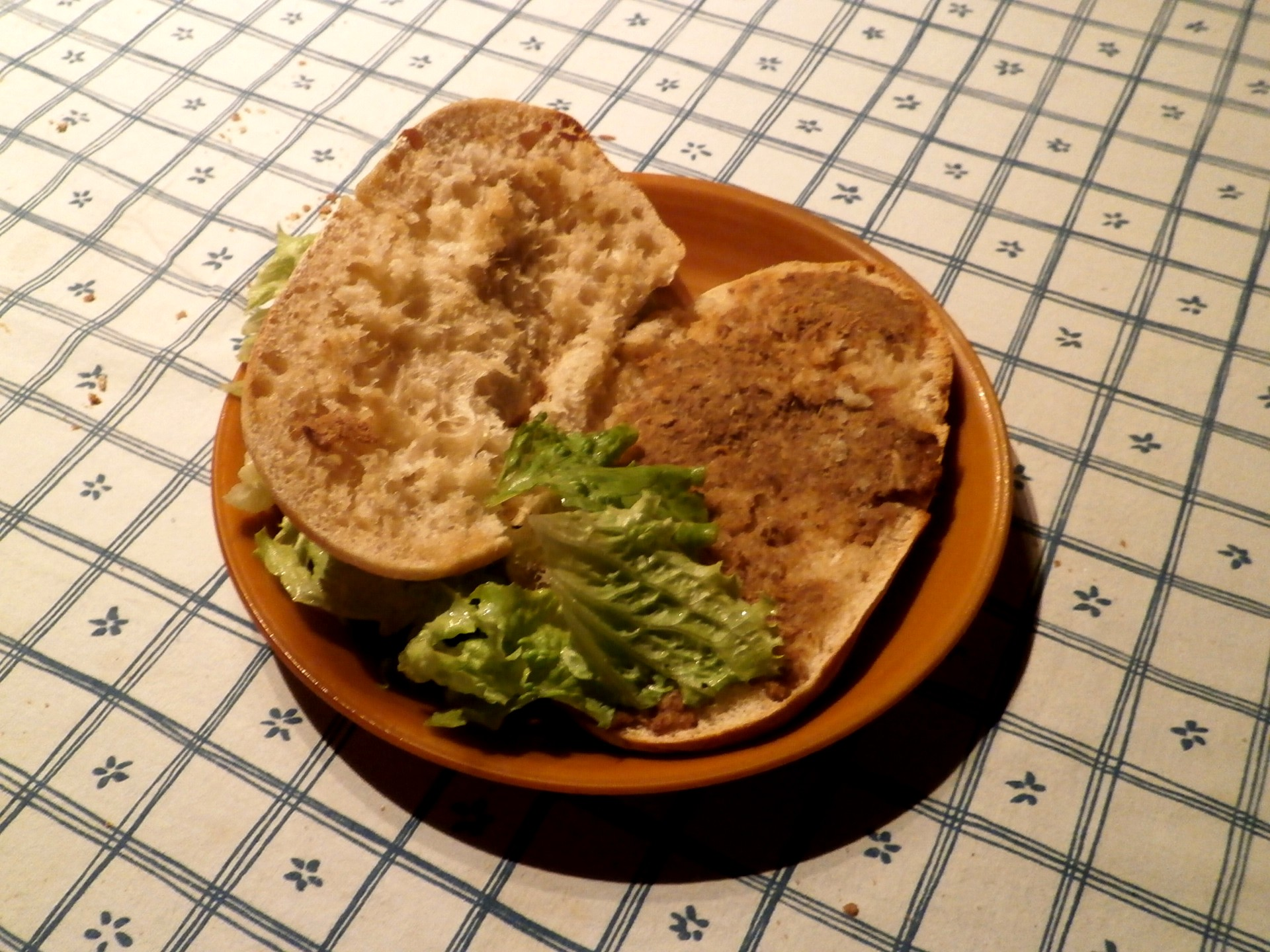
Fouée aux rillettes de Tours.
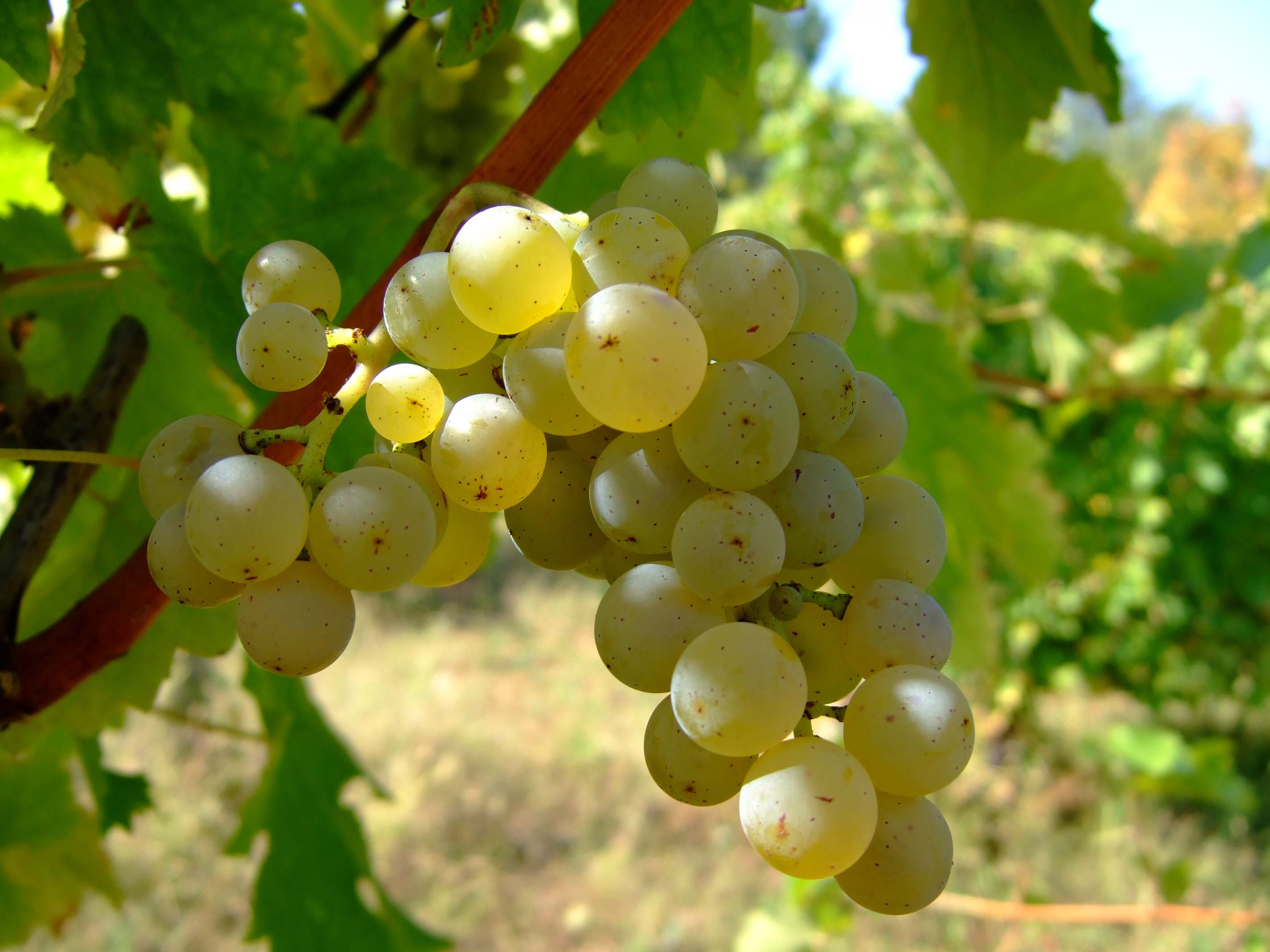
Grappe de raisin sauvignon blanc[Note 24].
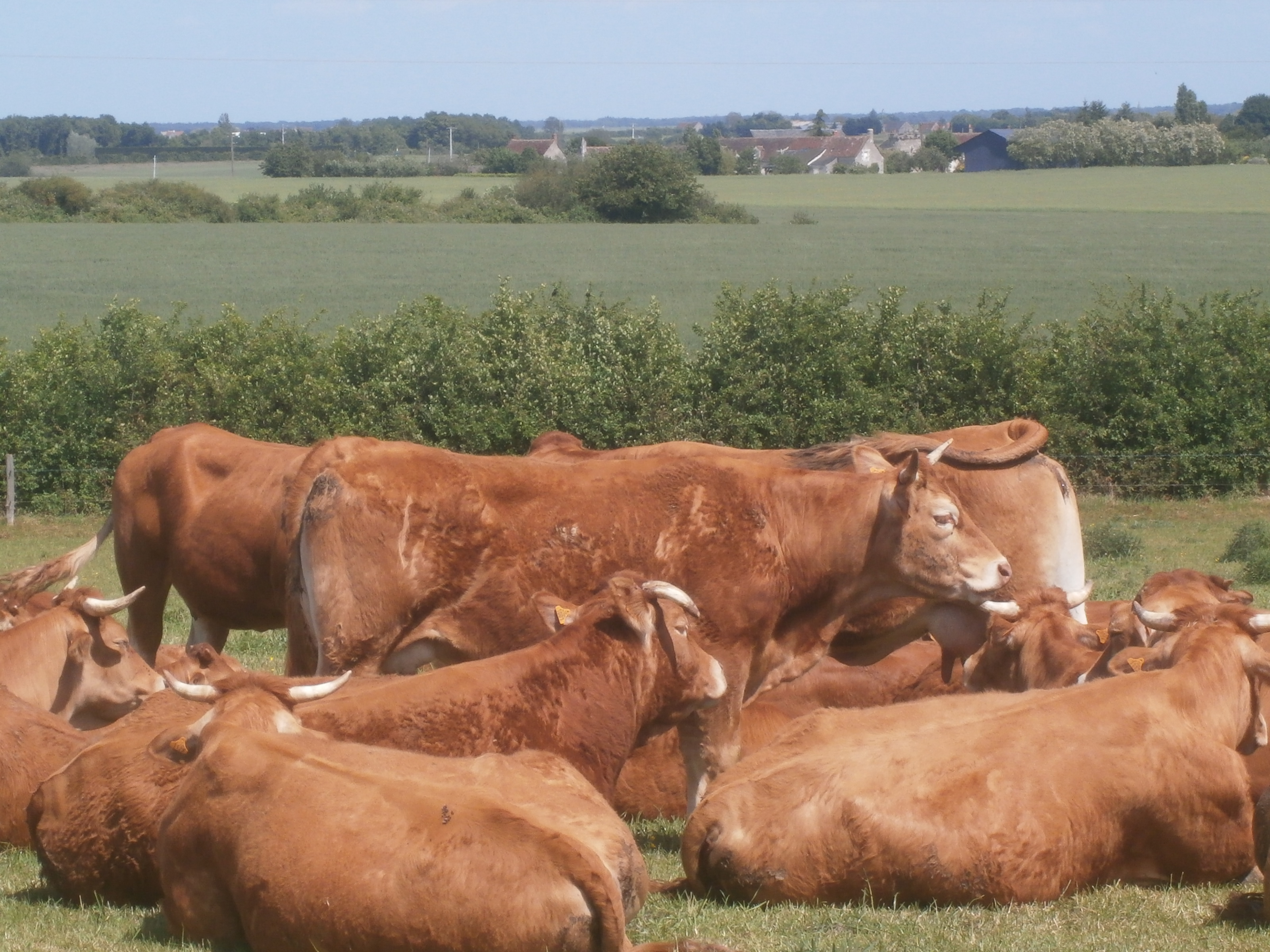
Troupeau de bovins de race Limousine[Note 25].

### Personnalités liées à la commune
- Foulques III d'Anjou, dit Foulques Nerra (v. 965/970-1040), comte d'Anjou, est à l'origine de la construction de la première forteresse médiévale de Montrésor.
- Jean IV de Bueil (1365-1415), seigneur de Montrésor, grand maître des arbalétriers de France, prend la décision de reconstruire le château médiéval. Il meurt à la bataille d'Azincourt.
- Jean V de Bueil (1406-1477), fils du précédent et comme lui seigneur de Montrésor, amiral de France, est un compagnon de Jeanne d'Arc.
- Imbert de Batarnay (1438-1523), seigneur de Montrésor, conseiller de quatre rois de France, est le grand-père maternel de Diane de Poitiers.
- Anne de Châteauneuf-Randon, duc de Joyeuse (1560-1587), seigneur de Montrésor, amiral de France, l'un des mignons du roi Henri III, il est inhumé dans la collégiale de Montrésor.
- Claude de Bourdeille (1608-1663), comte de Montrésor, gentilhomme, auteur de mémoires.
- René de Thorigny (1798-1869), avocat général et homme politique, brièvement ministre de l'Intérieur dans le gouvernement de Louis-Napoléon Bonaparte, mort à Montrésor.
- Jacques Joseph Moreau (1804-1884), psychiatre, né à Montrésor.
- Xavier Branicki (1816-1879), propriétaire, écrivain politique, financier et mécène. Il achète en 1849 le château de Montrésor. Il est maire de la commune de 1860 à 1870.
- Anna Potocka Branicka (1863-1953), nièce de Xavier, adhère en 1942 au réseau F2 (résistance polonaise en France) et est à l'origine de sa section tourangelle. Elle cache des armes et loge des militaires polonais en fuite[195],[77].
- Józef Unrug, (1884-1973), commandant en chef de la marine polonaise entre 1925 et 1939. Il est enterré à Montrésor où sa famille s'était installée. En 2018, ses cendres sont transférées en Pologne.
- Louis Janoir (1885-1968), pionnier de l'aviation, participe au meeting aérien que Montrésor organise le 23 juillet 1911.
- Roger Moreau (1904-1986), homme politique, maire de Montrésor de 1945 à 1977.
- Claude Ménard (1906-1980), athlète spécialiste du saut en hauteur, né à Montrésor.

Personnalités liées à Montrésor.
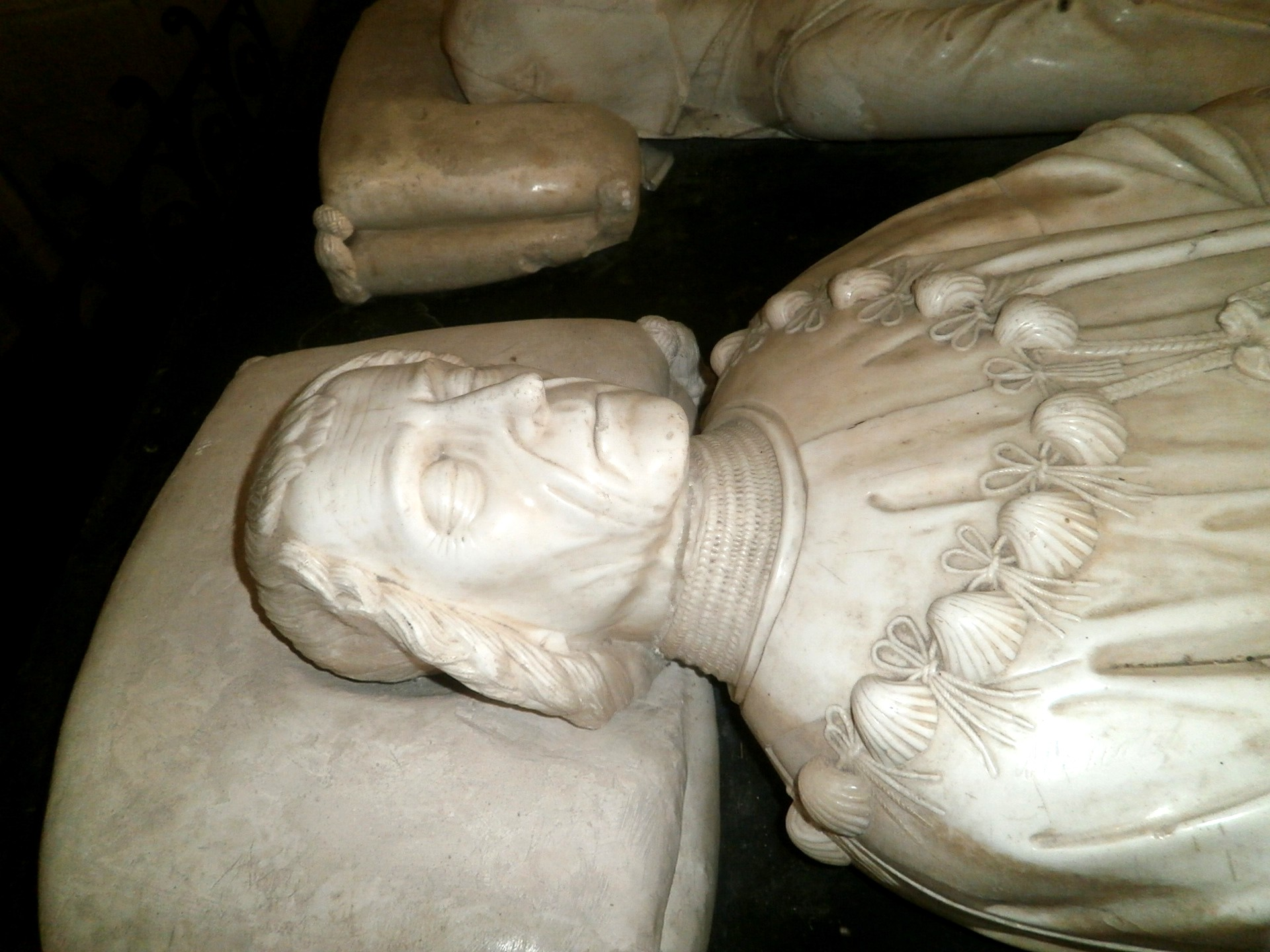
Imbert de Batarnay (gisant, église Saint-Jean-Baptiste).
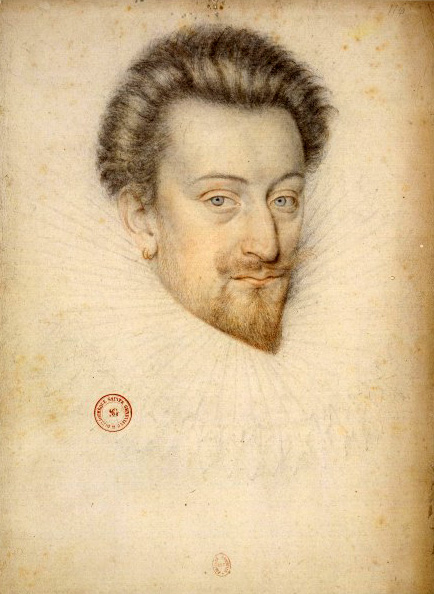
Anne de Joyeuse.
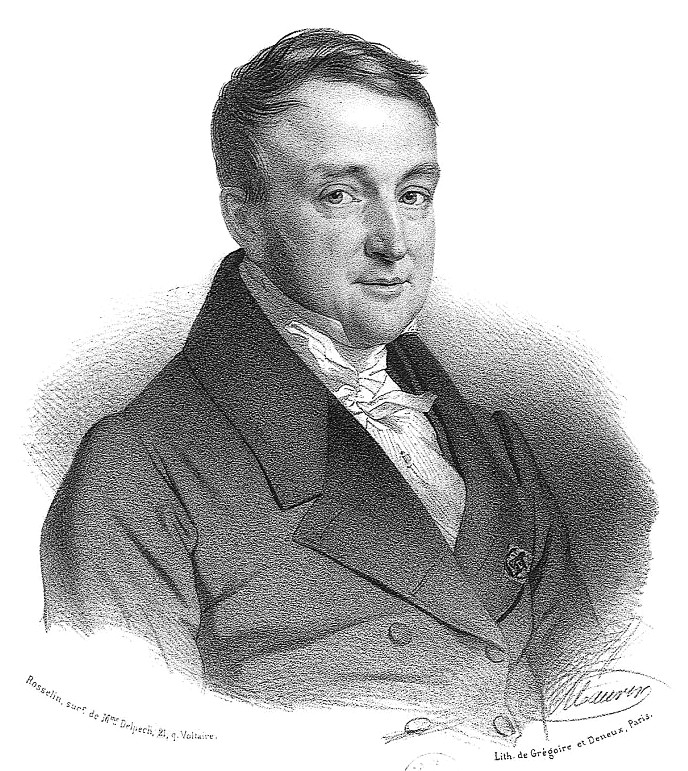
Jacques Joseph Moreau.
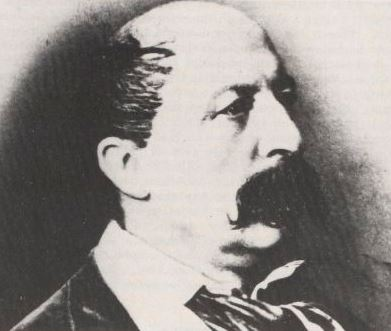
Xavier Branicki vers 1871.
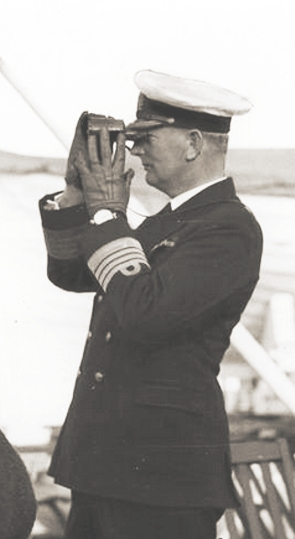
Józef Unrug en 1930.
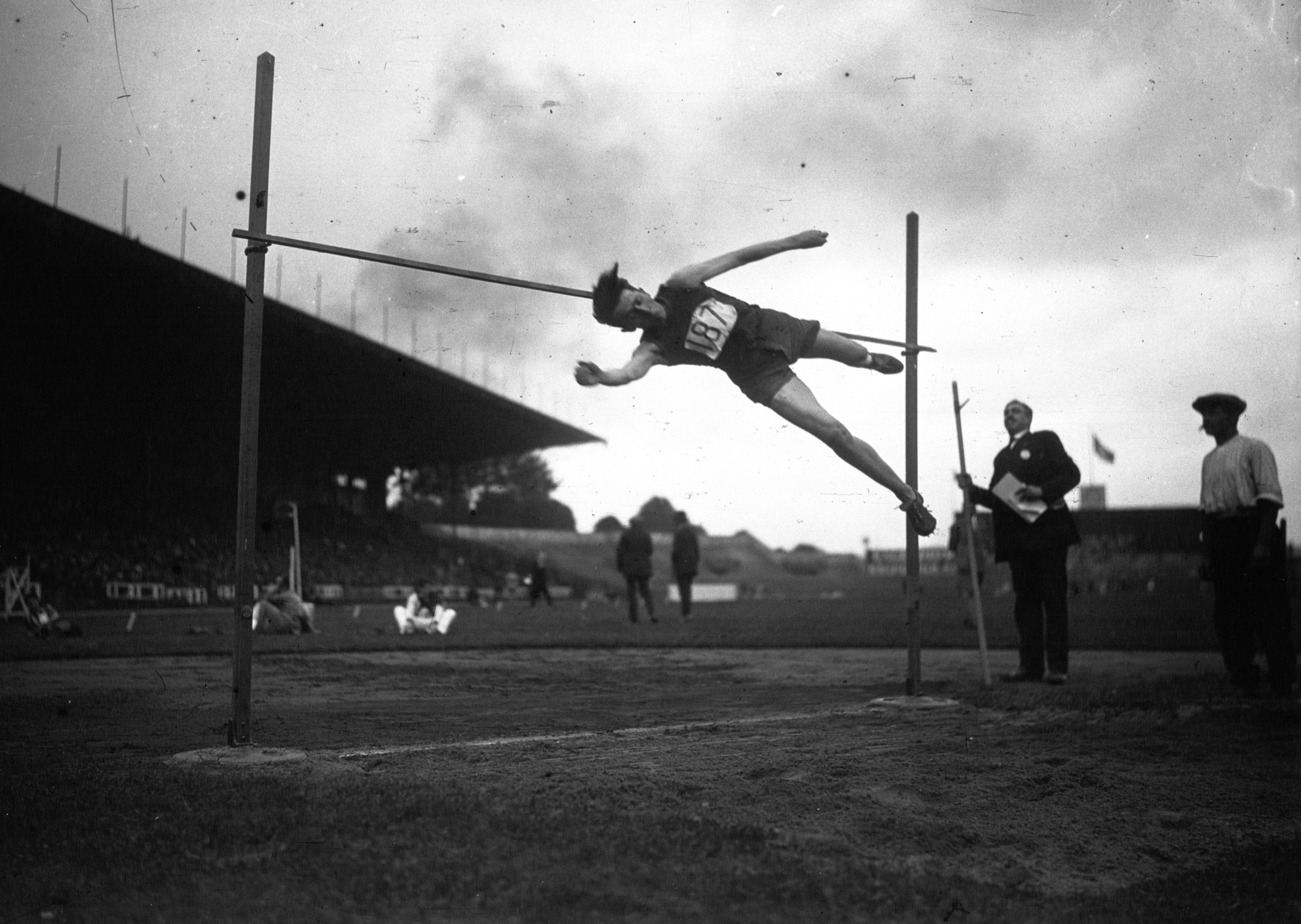
Claude Ménard en 1926.

### Héraldique
| Blason de Montrésor | Blason  | D'azur à dix besants d'or ordonnés 4, 3, 2 et 1. |
| Blason de Montrésor | Détails | Le statut officiel du blason reste à déterminer. |
| Blason de Montrésor | Alias   | D'azur semé de besants d'or.                     |

#### Publications consacrées à l'histoire et la géographie de Montrésor
- Abbé Louis-Auguste Bossebœuf (préf. abbé Émile le Pironnec), De l'Indre à l'Indrois : Montrésor, le château, la collégiale, et ses environs : Beaulieu-Lès-Loches, Saint-Jean le Liget et la Corroirie, Res Universis, coll. « Monographie des villes et villages de France », 1897 (réimpr. 1993), 103 p. (ISBN 2-7428-0097-2).
- Laurence Bulle, Montrésor, une vie de château, La Crèche, La Geste, 2018, 96 p. (ISBN 979-10-353-0127-9).
- Jacques-Xavier Carré de Busserolle, « Recherches sur l'ancienne châtellenie de Montrésor », Mémoire de la Société archéologique de Touraine, t. VI,‎ 1854.
- Frédéric Gaultier et Michaël Beigneux, Montrésor se raconte, Montrésor, Association Montrésor se raconte, 2002, 169 p. (ISBN 2-85443-411-0).
- Line Skórka, « Un magnat polonais en Touraine - Xavier Branicki (1816-1879) », bulletin de la Société archéologique de Touraine, t. XXXIX,‎ 1980, p. 555-569 (lire en ligne) .
- Émile Vincent, Montrésor : l'histoire, les environs, la collégiale, le château, Tours, Imprimerie du Progrès, 1931, 50 p..
- Stéphane Bern, Le village préféré des français, 44 trésors incontournables, Paris, Albin Michel, octobre 2015, 256 p. (ISBN 978-2-226-25920-2)Ce livre est tiré de l'émission Le Village préféré des Français, diffusée par France Télévisions, conçue et produite par Morgane Production : Montrésor, pages 168 à 173** I - De la baie de Somme au littoral charentais en passant par la Bretagne,** II – Des Flandres au Jura en passant par l'Alsace,** III – De l' Île-de-France aux monts d'Auvergne en passant par la Bourgogne,** IV – Du littoral atlantique aux Alpes en passant par la Méditerranée.

#### Publications consacrées à l'histoire et la géographie de la Touraine
- Pierre Audin, La Touraine autour de l'an mil : inventaire des sources historiques et archéologiques, t. LXIX, Tours, Mémoires de la Société archéologique de Touraine, 2012, 151 p. (ISSN 1149-4670).
- Bernard Briais (ill. Brigitte Champion), Découvrir la Touraine, la vallée de l'Indrois, Chambray-lès-Tours, CLD, 1979, 169 p.
- Bernard Briais (ill. Denise Labouyrie), Vagabondages en Val d'Indrois, Monts, Séria, 2001, 127 p. (ISSN 1151-3012).
- Jean-Mary Couderc (dir.), Dictionnaire des communes de Touraine, Chambray-lès-Tours, C.L.D., 1987, 967 p. (ISBN 2-85443-136-7).
- Saskia Cousin, Les Miroirs du  tourisme : Ethnologie de la Touraine du Sud, Paris, Descartes & Cie, 2011, 263 p. (ISBN 978-2-84446-191-9).
- Claude Croubois (dir.), L'Indre-et-Loire – La Touraine, des origines à nos jours, Saint-Jean-d'Angely, Bordessoules, coll. « L'histoire par les documents », 1986, 470 p. (ISBN 2-903504-09-1).
- Stéphane Gendron, Les noms de lieux du Centre, Paris, éditions Bonneton, 1998, 232 p. (ISBN 978-2-86253-226-4).
- Michel Laurencin, Dictionnaire biographique de Touraine, Chambray-lès-Tours, CLD, 1990, 607 p. (ISBN 2-85443-210-X).
- Élisabeth Lorans, Le Lochois du Haut Moyen Âge au XIIIe siècle : territoires, habitats et paysages, Tours, Publications de l'Université de Tours, 1996, 289 p. (ISBN 2-86906-092-0).
- Robert Ranjard, La Touraine archéologique : guide du touriste en Indre-et-Loire, Mayenne, Imprimerie de la Manutention, 1930 (réimpr. 1986), 9e éd., 733 p. (ISBN 2-85554-017-8).